# The Walking Dead (série télévisée)
Pour les articles homonymes, voir The Walking Dead.
Fear the Walking Dead
The Walking Dead est une série télévisée d'horreur / dramatique américaine, tout d'abord développée par Frank Darabont d'après la bande dessinée du même nom de Robert Kirkman, Tony Moore et Charlie Adlard, diffusée aux États-Unis du 31 octobre 2010 au 20 novembre 2022 sur AMC.
En France, la série est diffusée à partir du 20 mars 2011 sur OCS Choc, et sur France TV , en Belgique et le Luxembourg, elle est diffusée à partir du 4 avril 2011 sur Be Séries, en Suisse depuis le 2 décembre 2012 sur RTS Un et au Canada depuis le 29 avril 2019 sur AddikTV. À l'international, la série est diffusée sur Fox Networks Group. Elle est également diffusée sur Netflix où les onze saisons sont disponibles.
À son lancement, la série est d'abord adaptée à l'écran par Frank Darabont. Toutefois, des conflits internes entre ce dernier et AMC poussent le réalisateur à quitter la production lors du tournage de la deuxième saison. Au cours des saisons suivantes, les show runners Glen Mazzara, Scott M. Gimple et Angela Kang se succèdent. Une grande partie du tournage de la série a lieu dans la région métropolitaine d'Atlanta aux États-Unis et dans la campagne environnante. La base du scénario de la série suit les comics de Kirkman, bien qu'elle s'en éloigne par moments dans sa manière de développer ses personnages pour surprendre les téléspectateurs qui auraient déjà lu les bandes dessinées en amont.
La série raconte l'histoire d'un petit groupe de survivants mené par Rick Grimes, qui tente de survivre dans un monde post-apocalyptique en proie à une invasion de zombies, qui sont ici surnommés « les rôdeurs ». Au fil des saisons, beaucoup d'acteurs et d'actrices se succèdent, de nombreux personnages trouvant la mort dans le récit. L'acteur principal Andrew Lincoln quitte notamment la série au début de la neuvième saison. Lincoln ainsi que Norman Reedus, Melissa McBride, Lauren Cohan, Danai Gurira, Josh McDermitt, Christian Serratos et Seth Gilliam font cependant partie des acteurs les plus reconnaissables, étant ceux apparaissant dans le plus grand nombre d'épisodes.
Avec des résultats très favorables sur l'échelle de Nielsen qui classent la série de manière très haute et sans précédent pour une série du câble, AMC offre chaque année une nouvelle saison au show. Avec le commencement de sa troisième saison et avec un taux de 5,8 % en moyenne sur la tranche d'âge cible 18-49 ans, The Walking Dead devient la série la plus suivie du câble dès l'automne 2012. Le 12 octobre 2014, la série obtient son record historique d'audience lors du lancement de sa cinquième saison qui réunit pas moins de 17,3 millions de téléspectateurs et vaut à la série le trophée du record historique d'une retransmission non sportive sur le câble. Cependant, l'audience de la série baissera drastiquement jusqu'à provoquer la fin de la série dans les années suivantes. Côté critiques, la série d'AMC reçoit majoritairement de bons avis et est même classée phénomène de société par plus d'un média. Elle reçoit plusieurs nominations et récompenses pour la performance de ses acteurs ainsi que pour la qualité technique de ses épisodes. Elle est par exemple nommée aux Writers Guild of America Awards et à la cérémonie des Golden Globes.
Au fil des années, son succès public et critique lance une série de plusieurs spin-off qui sont d'ores et déjà diffusés à la télévision comme Fear the Walking Dead et The Walking Dead: World Beyond ainsi qu'une web-série et plusieurs jeux vidéo développés par Telltale Games entre autres. Alors que la onzième saison de The Walking Dead est annoncée être la dernière de la série, deux autres spin-off centrés sur le personnage de Daryl Dixon pour le premier et sur les personnages de Maggie Greene et Negan pour le second (baptisé The Walking Dead: Dead City) ont notamment été annoncés tandis qu'une série anthologique, placée dans l'univers de The Walking Dead et nomméeTales of the Walking Dead, fera également son apparition à la télévision. Pour finir, après qu'AMC a annoncé une trilogie de films basée sur les aventures de Rick Grimes, après le départ de l'acteur Andrew Lincoln au cours de la neuvième saison, la chaîne révèle lors du Comic-Con de San Diego 2022 que les films sont annulés pour un nouveau spin-off (The Walking Dead: The Ones Who Live) se centrant sur les personnages de Rick et Michonne.
La série se conclut le 21 novembre 2022 au terme de sa onzième saison et 177 épisodes.

## Synopsis
La série commence après les ravages d'une apocalypse causée par un virus transformant les humains infectés en zombies. Ces derniers sont appelés « les rôdeurs » par la plupart des derniers survivants et poursuivent sans relâche les derniers êtres humains encore vivants dans le but de les dévorer, attirés par leur sang ou des bruits assez forts comme des coups de feu.
L'histoire suit le personnage de Rick Grimes (interprété par Andrew Lincoln), adjoint du shérif du comté de Kings (en Géorgie). Il se réveille d'un coma de plusieurs semaines pour découvrir que la population a été ravagée par une épidémie inconnue qui transforme les êtres humains en morts-vivants, appelés « rôdeurs ». Après avoir retrouvé sa famille, il devient très vite le chef d'un groupe de rescapés d'Atlanta. Ceux-ci sont amenés à devoir survivre dans un monde post-apocalyptique, affrontant des rôdeurs et d'autres groupes de survivants, pour certains plus dangereux encore que les rôdeurs eux-mêmes. Ensemble, ils doivent faire face tant bien que mal à un monde devenu méconnaissable, durant leur périple à travers le sud profond des États-Unis.

## Fiche technique
Sauf indication contraire, les informations mentionnées dans cette section peuvent être confirmées par la base de données cinématographiques IMDb,  présente dans la section « Liens externes ».

### Équipe technique

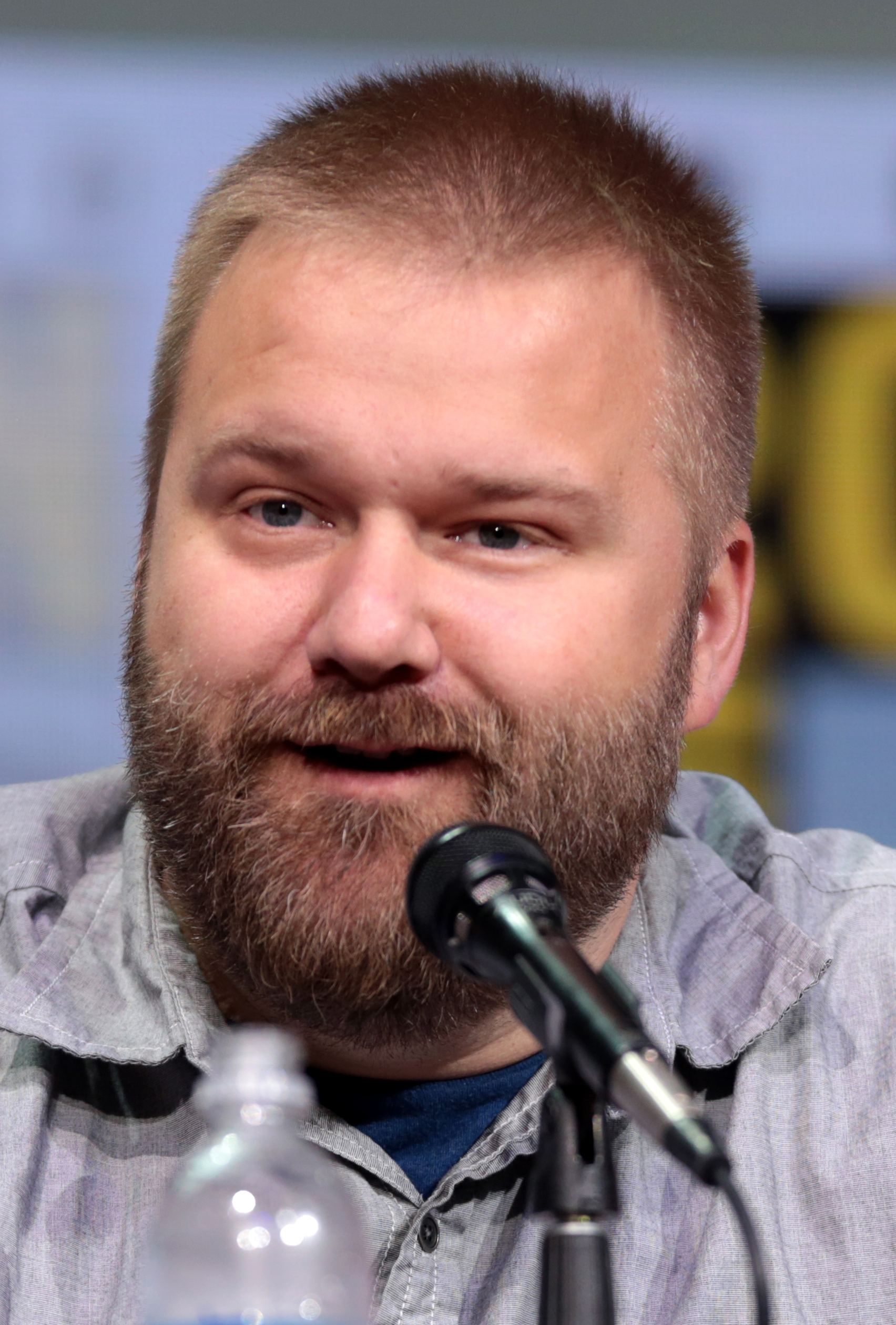
Robert Kirkman, Créateur de la bande dessinée, scénariste et producteur délégué de la série.

- Robert Kirkman, Créateur de la bande dessinée, scénariste et producteur délégué de la série.Création : Frank Darabont et Robert Kirkman[11]
- Réalisation : Gwyneth Horder-Payton, Gregory Nicotero, Ernest Dickerson, Michael E. Satrazemis, David Boyd, Guy Ferland, Billy Gierhart, Michelle MacLaren, Tricia Brock et Seith Mann
- Scénario : Charlie Adlard, Frank Darabont, Robert Kirkman, Tony Moore, Gregory Nicotero, Scott M. Gimple, Angela Kang, Matthew Negrete, Channing Powell, Seth Hoffman, Glen Mazzara, Nichole Beattie et Corey Reed
- Direction artistique : Alex Hajdu, Graham 'Grace' Walker et Gregory Melton
- Décors : Lisa Alkofer, Grace Walker, Kristen Donaldson, Lynne Mitchell et Bradley Downs
- Costumes : Peggy Stamper, Eulyn Colette Hufkie et Elaine Montalvo
- Photographie : Michael E. Satrazemis, Rohn Schmidt, David Boyd et Stephen Campbell
- Effets spéciaux : KNB EFX, Gregory Nicotero, Stargate Studios
- Montage : Julius Ramsay, Hunter M. Via, Dan Liu, Avi Youabian, Nathan Gunn, Rachel Goodlett Katz et Kelley Dixon
- Casting : Sharon Bialy, Sherry Thomas, Gohar Gazazyan et Craig Fincannon
- Musique : Bear McCreary
- Production : David Alpert, Gale Anne Hurd, Denise M. Huth, Frank Darabont, Charles H. Eglee
  - superviseur : Scott M. Gimple, Matthew Negrete, Channing Powell, Nichole Beattie et Corey Reed
  - associé : Kenneth Requa, Amy Barnes, Christina Perez, John Marler et Skip Schoolnik
  - délégué : David Alpert, Gale Anne Hurd, Robert Kirkman, Tom Luse, Scott M. Gimple et Glen Mazzara
- Sociétés de production : Valhalla Motion Pictures, Circle of Confusion, AMC Studios, Darkwoods Productions
- Sociétés de distribution (télévision) :
  -  : American Movie Classics
  -  : Channel 5 Television
  -  : OCS
  -  : Fox
- Budget : 2,5 millions de dollars par épisode[12],[13] (3,5 millions par épisode lors de la première saison[12])

### Spécifications techniques
- Lieux de tournage :  Atlanta (État de Géorgie)
- Pays d'origine :  États-Unis
- Langue originale : anglais
- Format : filmé en 35 mm puis numérique avec des caméras Arriflex 416, Zeiss Super Speeds MK I, Panavision Cameras and Lenses ; diffusé en 1,78:1 puis 16:9 HD et TVHD avec un son Dolby Digital
- Genre : horreur[14], dramatique[15]
- Durée : 4 épisodes de 64 minutes (sans les publicités) - 71 épisodes de 42 à 44 minutes (avec publicités)
- Public : Voir signalétique
Version française
  - Société de doublage : Studio Chinkel[16],[17],[18]
  - Direction artistique : Benoît DuPac[16],[17],[18]
  - Adaptation des dialogues : Stéphane Guissant, Ivan Olariaga et Émilie Barbier[17],[18]

## Distribution

### Acteurs principaux
- Andrew Lincoln (VF : Tanguy Goasdoué) : Rick Grimes (saisons 1 à 9 - invité spécial saison 11)
- Jon Bernthal (VF : Jérôme Pauwels) : Shane Walsh (saisons 1 et 2 - invité spécial saisons 3 et 9)
- Sarah Wayne Callies (VF : Gaëlle Savary) : Lori Grimes (saisons 1 à 3)
- Laurie Holden (VF : Déborah Perret) : Andrea Harrison (saisons 1 à 3)
- Jeffrey DeMunn (VF : Jean-Luc Kayser) : Dale Horvath (saisons 1 et 2)
- Steven Yeun (VF : Benoît Du Pac) : Glenn Rhee (saisons 1 à 7)
- Chandler Riggs (VF : Gwenaëlle Jegou) (1re voix, saisons 1 à 3) puis (VF : Hervé Grull) (2e voix, saisons 4 à 8) : Carl Grimes (saisons 1 à 8)
- Norman Reedus (VF : Emmanuel Karsen) : Daryl Dixon (saisons 2 à 11 - récurrent saison 1)
- Melissa McBride (VF : Françoise Rigal) : Carol Peletier (saisons 2 à 11 - récurrente saison 1)
- Lauren Cohan (VF : Marie Giraudon) : Maggie Greene Rhee (saisons 3 à 11 - récurrente saison 2)
- Danai Gurira (VF : Laura Zichy) : Michonne (saisons 3 à 10 - invitée spéciale saison 11)
- Scott Wilson (VF : Michel Ruhl) : Hershel Greene (saisons 3 et 4 - récurrent saison 2 - invité spécial saison 9)
- Michael Rooker (VF : Patrick Floersheim) : Merle Dixon (saison 3 - invité saisons 1 et 2)
- David Morrissey (VF : Nicolas Marié) : Philip Blake / le Gouverneur (saisons 3 et 4 - invité spécial saison 5)
- Emily Kinney (VF : Lucille Boudonnat) : Beth Greene (saisons 4 et 5 - récurrente saisons 2 et 3)
- Sonequa Martin-Green (VF : Géraldine Asselin) : Sasha Williams (saisons 4 à 7 - récurrente saison 3 - invitée spéciale saison 9)
- Chad Coleman (VF : Asto Montcho) : Tyreese Williams (saisons 4 et 5 - récurrent saison 3)
- Lawrence Gilliard, Jr. (VF : Bertrand Nadler) : Bob Stookey (saisons 4 et 5)
- Michael Cudlitz (VF : Lionel Tua) : le sergent Abraham Ford (saisons 5 à 7 - récurrent saison 4)
- Christian Serratos (VF : Adeline Chetail) : Rosita Espinosa (saisons 5 à 11 - récurrente saison 4)
- Josh McDermitt (VF : Ludovic Baugin) : Eugene Porter (saisons 5 à 11 - récurrent saison 4)
- Alanna Masterson (VF : Pamela Ravassard) : Tara Chambler (saisons 5 à 9 - récurrente saison 4)
- Andrew James West (VF : Axel Kiener) : Gareth (saison 5 - invité saison 4)
- Seth Gilliam (VF : Serge Faliu) : Gabriel Stokes (saisons 5 à 11)
- Lennie James (VF : Thierry Desroses) : Morgan Jones (saisons 6 à 8 - récurrent saison 5 - invitée spéciale saison 3 - invité saison 1)
- Alexandra Breckenridge (VF : Laura Préjean) : Jessie Anderson (saison 6 - récurrente saison 5)
- Ross Marquand (VF : Thibaut Lacour (saisons 5 à 11) puis Marc Arnaud (saison 11, épisodes 1 à 16)) : Aaron (saisons 6 à 11 - récurrent saison 5)
- Austin Nichols (VF : Benjamin Pascal) : Spencer Monroe (saisons 6 et 7 - récurrent saison 5)
- Tovah Feldshuh (VF : Cathy Cerda) : Deanna Monroe (saison 6 - récurrente saison 5)
- Jeffrey Dean Morgan (VF : Jérémie Covillault) : Negan Smith (saisons 7 à 11 - invité spécial saison 6)
- Austin Amelio (VF : Alexis Victor) : Dwight (saisons 7 et 8 - récurrent saison 6)
- Tom Payne (VF : Emmanuel Lemire) : Paul « Jesus » Rovia (saisons 7 à 9 - récurrent saison 6)
- Xander Berkeley (VF : Stefan Godin) : Gregory[19],[Note 2]. (saisons 7 à 9 - invité saison 6)
- Khary Payton (VF : Rody Benghezala) : Roi Ezekiel (saisons 8 à 11 - récurrent saison 7)
- Steven Ogg (VF : Joël Zaffarano) : Simon (saison 8 - récurrent saison 7 - invité saison 6)
- Katelyn Nacon (VF : Marie Facundo) : Enid (saisons 8 et 9 - récurrente saisons 6 et 7 - invitée saison 5)
- Pollyanna McIntosh (VF : Émilie Duchênoy) : Anne / « Jadis » (saisons 8 et 9 - récurrente saison 7)
- Callan McAuliffe (VF : Nicolas Dussaut) : Alden (saisons 9 à 11 - récurrent saison 8)
- Avi Nash (VF : Pascal Grull) : Siddiq (saisons 9 et 10 - récurrent saison 8)
- Samantha Morton (VF : Nathalie Bienaimé) : Alpha, chef des Chuchoteurs (saisons 9 et 10)
- Ryan Hurst (VF : Emmanuel Gradi) : Beta, commandant en second des Chuchoteurs (saison 10 - récurrent saison 9)
- Eleanor Matsuura (VF : Claire Beaudoin) : Yumiko Okumura (saisons 10 et 11 - récurrente saison 9)
- Cooper Andrews (VF : Nathanel Alimi) : Jerry (saisons 10 et 11 - récurrent saisons 7 à 9)
- Nadia Hilker (VF : Audrey Sablé) : Magna (saisons 10 et 11 - récurrente saison 9)
- Cailey Fleming (VF : Claire Baradat) : Judith Grimes (saisons 10 et 11 - récurrente saison 9)
- Cassady McClincy (VF : Lisa Caruso) : Lydia (saisons 10 et 11 - récurrente saison 9)
- Lauren Ridloff (VF : muette) : Connie (saisons 10 et 11 - récurrente saison 9)
- Paola Lázaro (VF : Fily Keita) : Juanita « Princesse » Sanchez (saison 11 - récurrente saison 10)
- Michael James Shaw (en) (VF : Cyprien Fiassé) : Michael Mercer (saison 11)
- Lynn Collins (VF : Anne-Sophie Nallino) (1re voix, saison 10) puis (VF : Hélène Bizot) (2e voix, saison 11) : Leah Shaw (saison 11 - invitée saison 10)
- Josh Hamilton (VF : Xavier Béja) : Lance Hornsby, le sous-gouverneur et directeur des opérations du Commonwealth (saison 11)
- Margot Bingham (VF : Annie Milon) : Maxxine « Stephanie » Mercer (saison 11 - invitée saison 9 et 10)
- Laila Robins (VF : Juliette Degenne) : Pamela Milton (saison 11)
- Angel Theory (en) (VF : Laure Filiu) : Kelly (saison 11 - récurrente saisons 9 et 10)

Photos des acteurs principaux
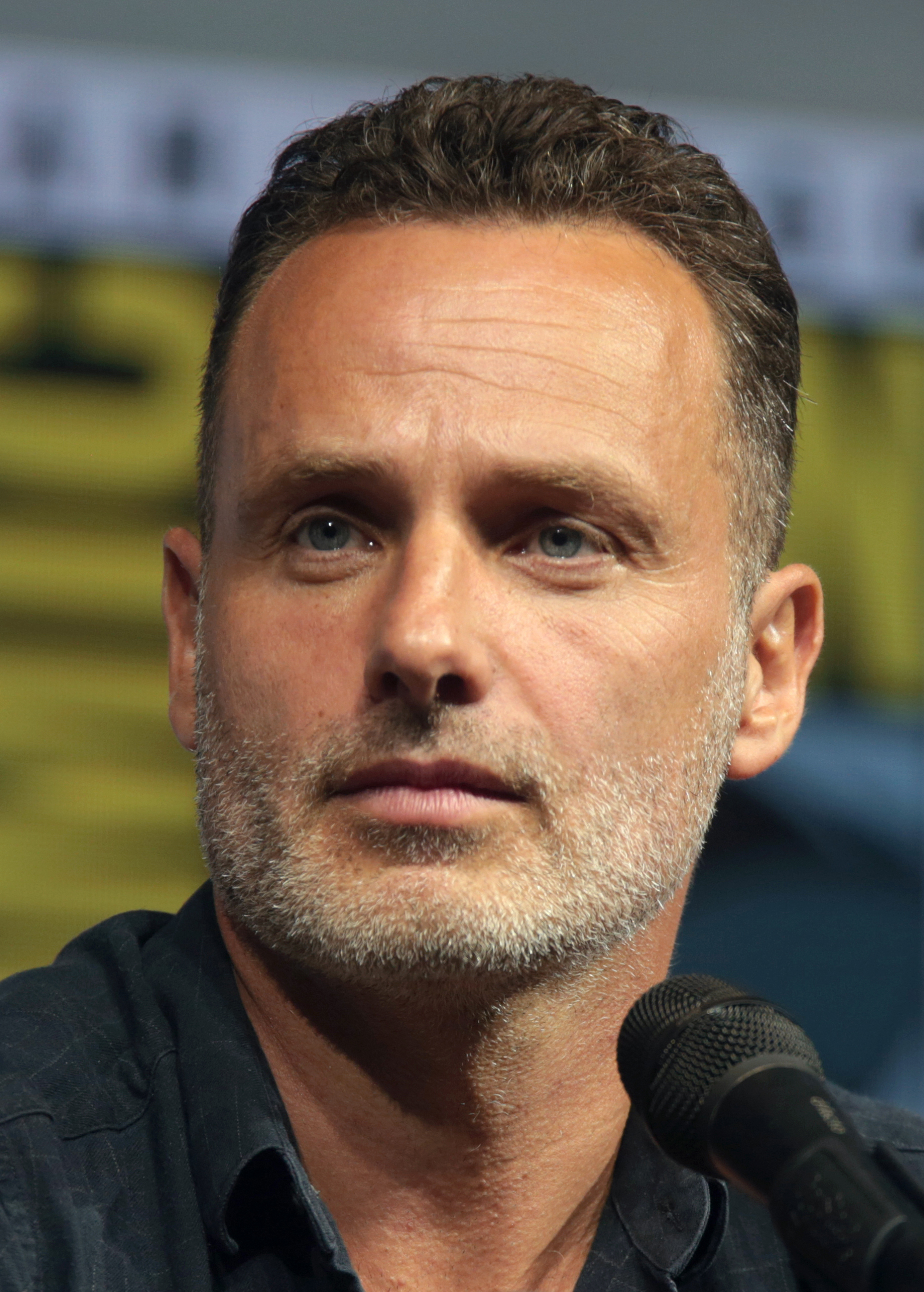
Andrew Lincoln interprète Rick Grimes
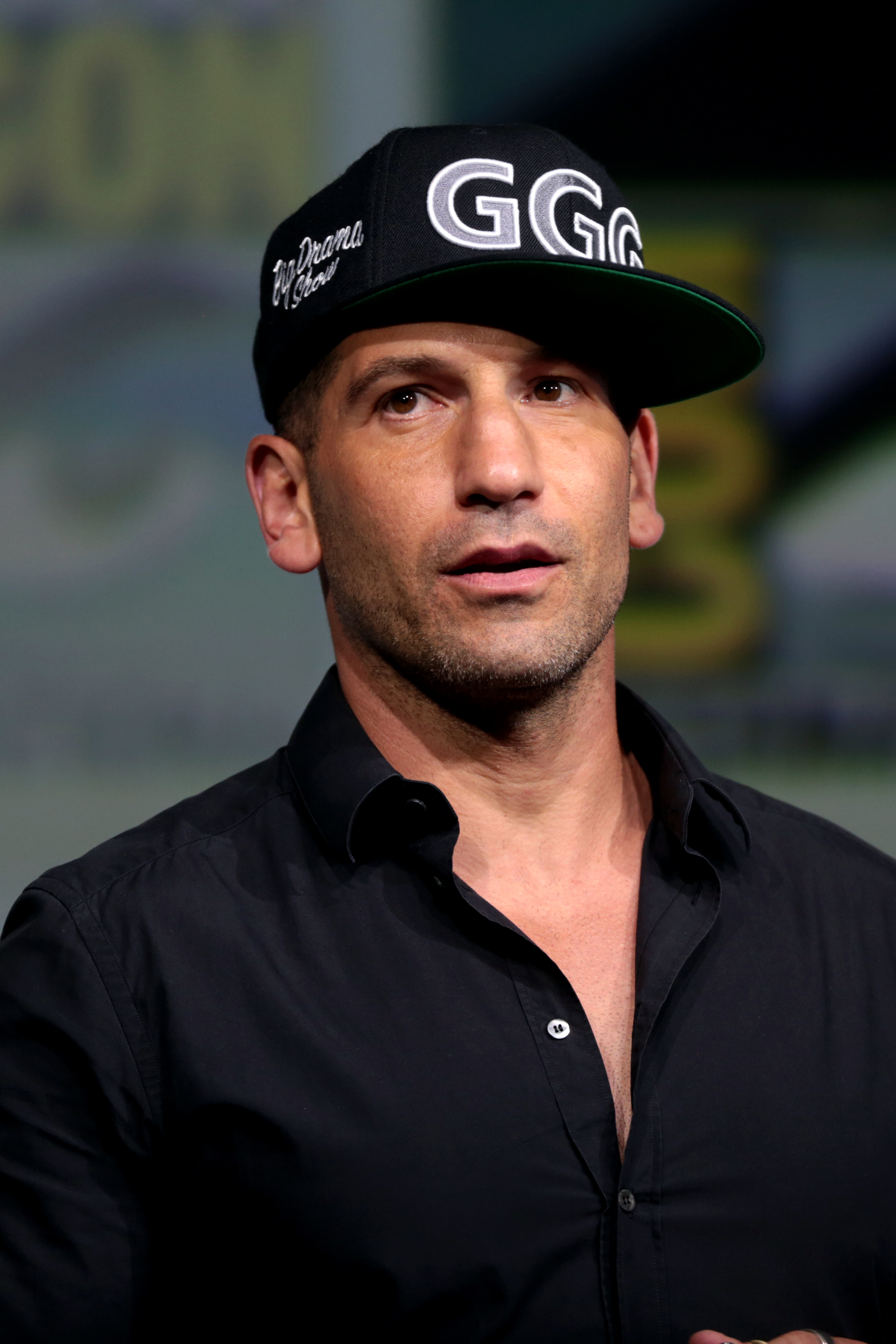
Jon Bernthal interprète Shane Walsh
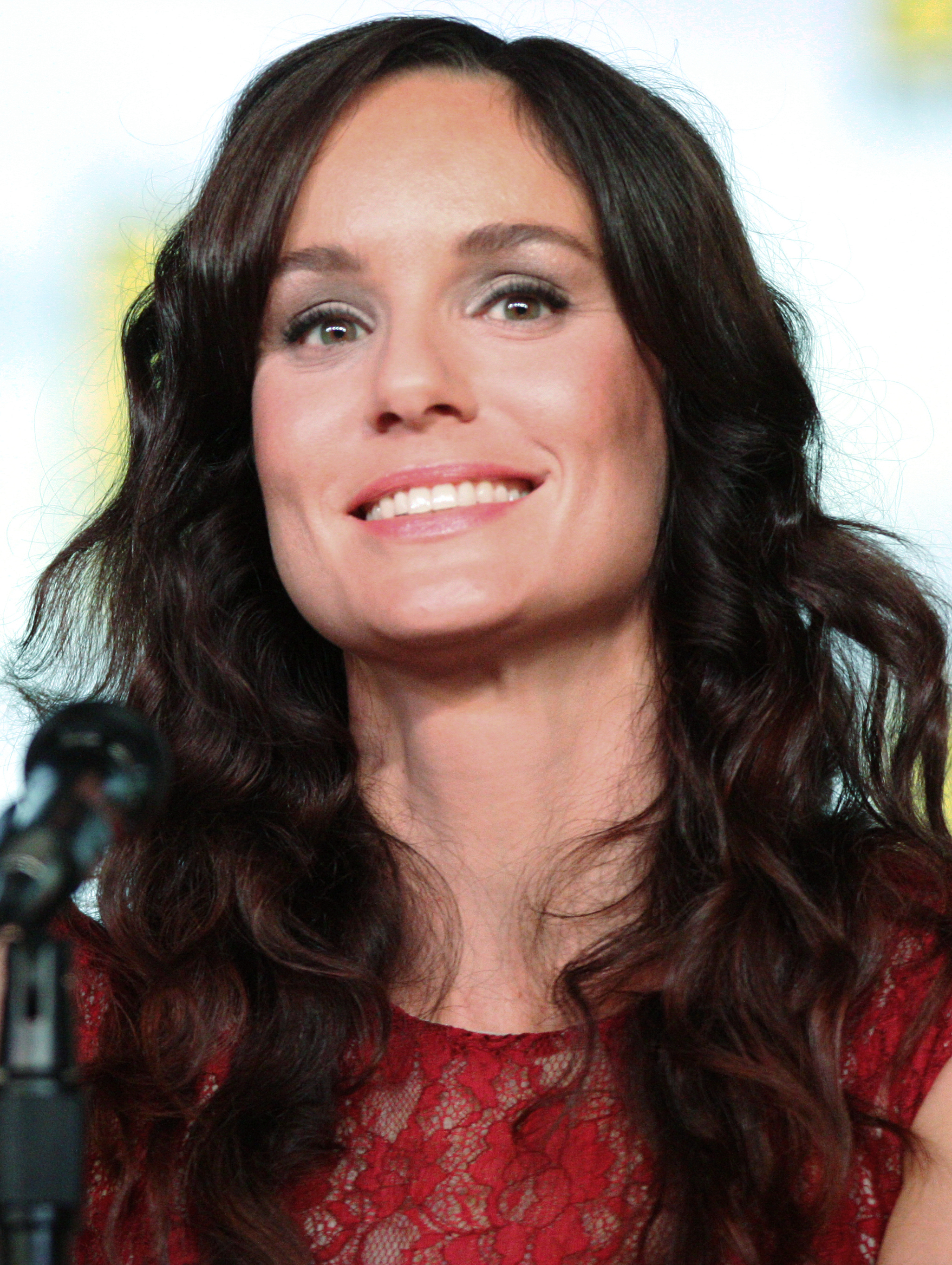
Sarah Wayne Callies interprète Lori Grimes
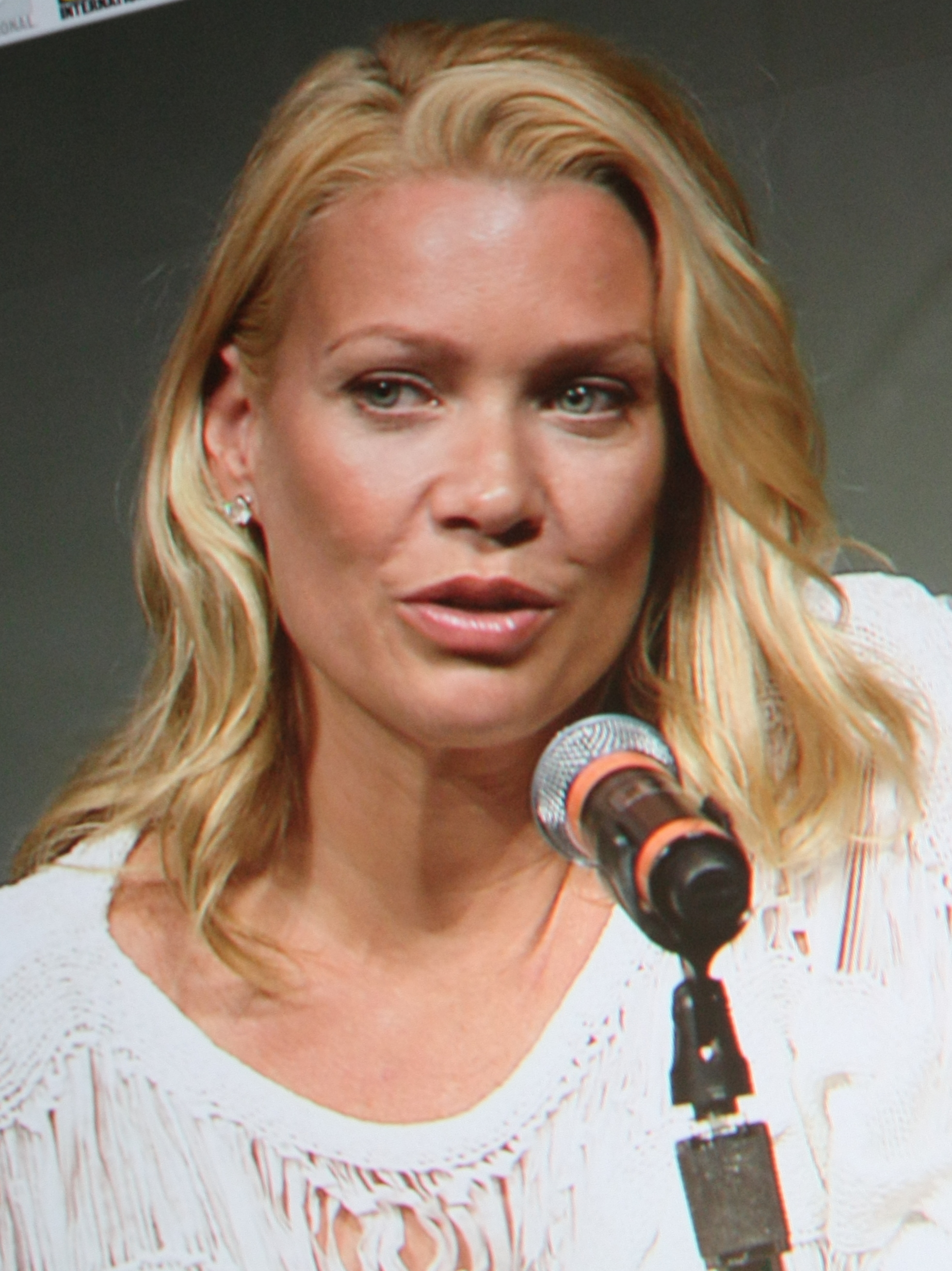
Laurie Holden interprète Andrea Harrison
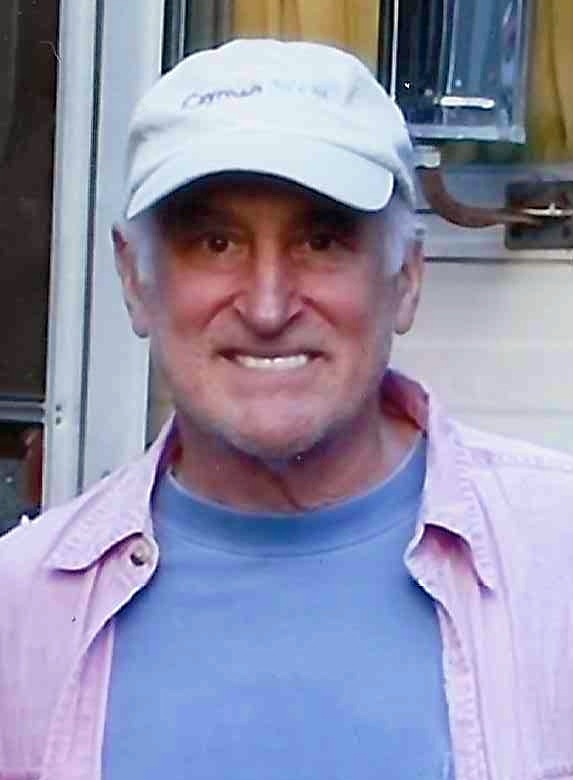
Jeffrey DeMunn interprète Dale Horvath
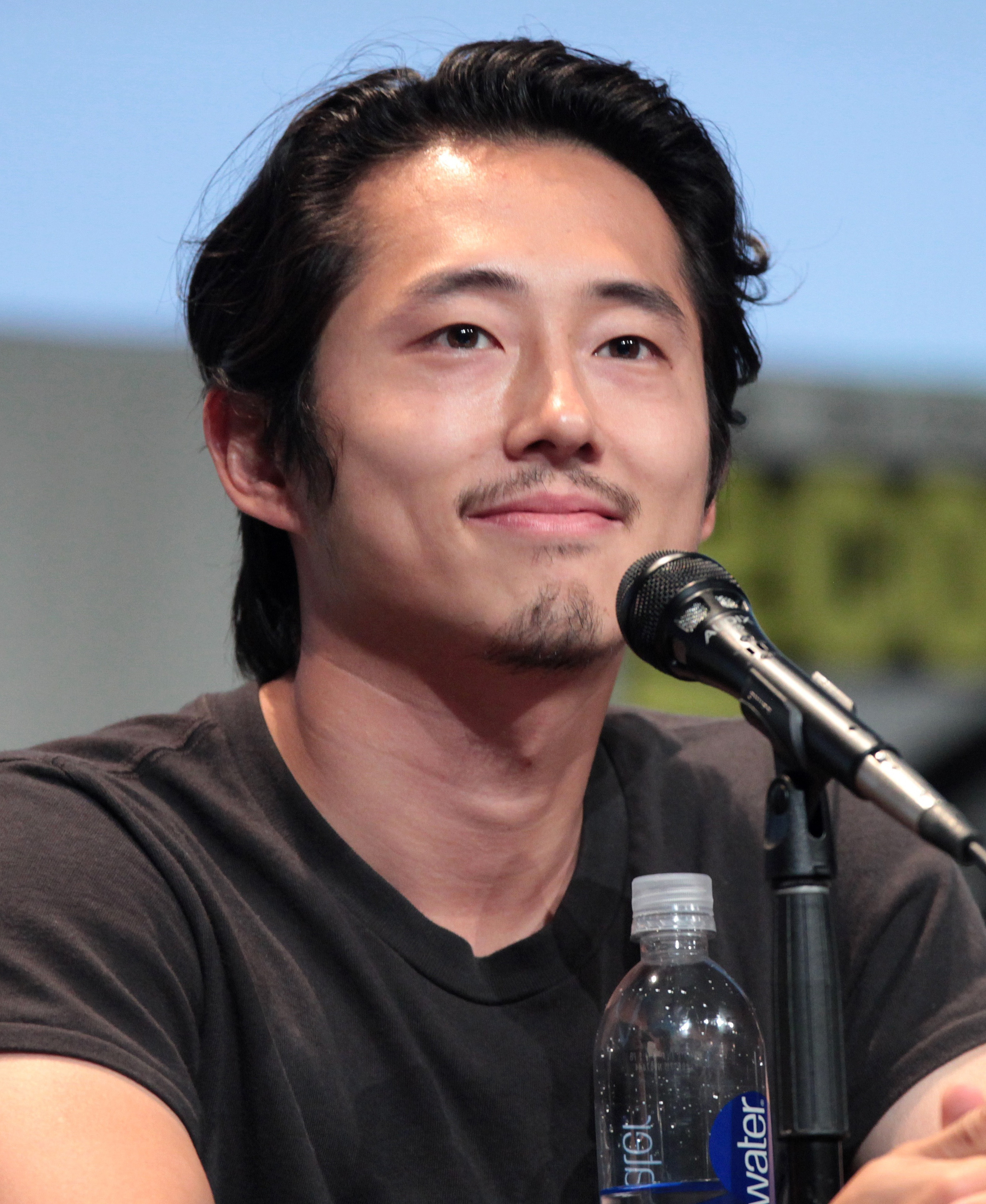
Steven Yeun interprète Glenn Rhee
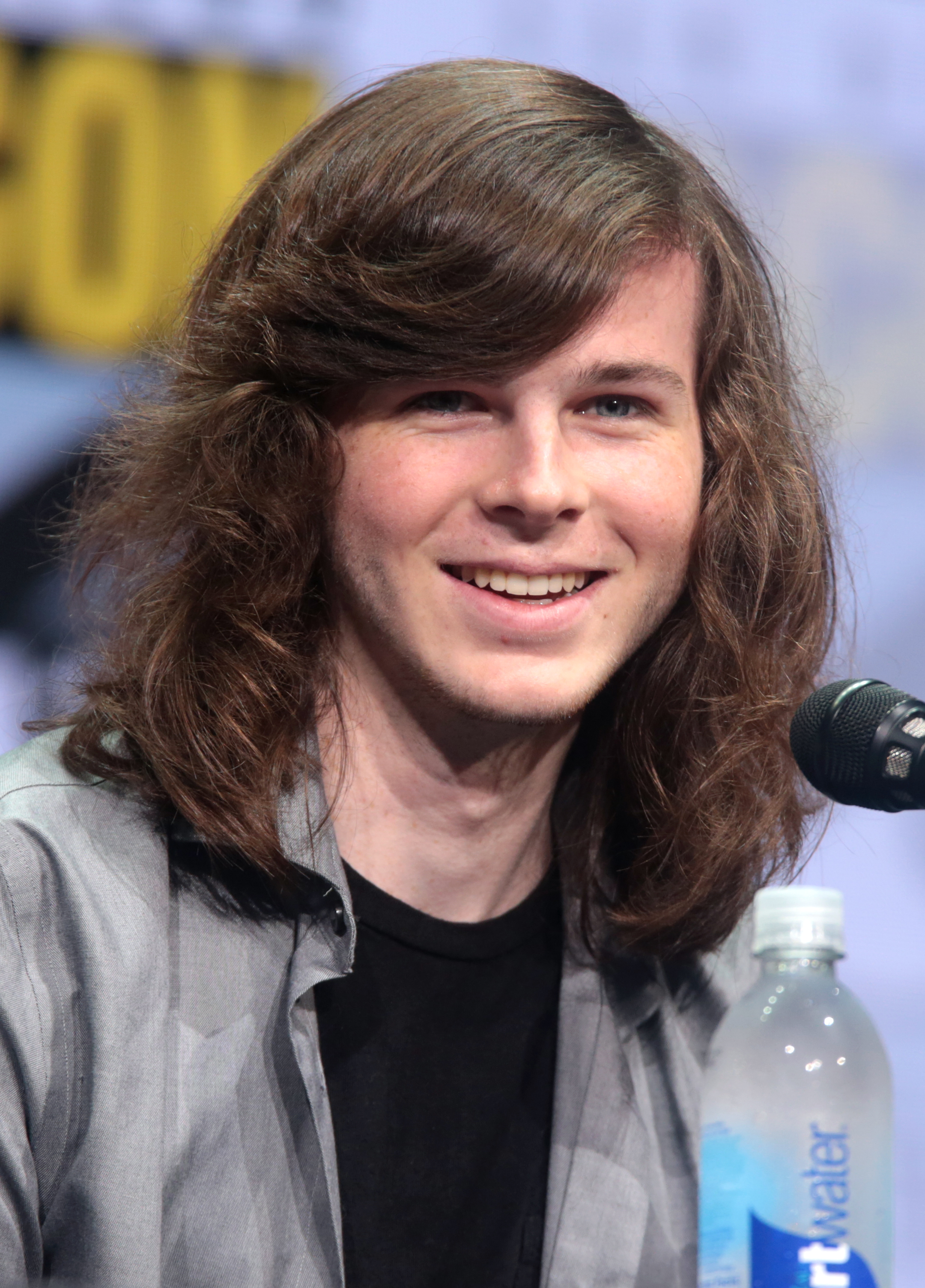
Chandler Riggs interprète Carl Grimes
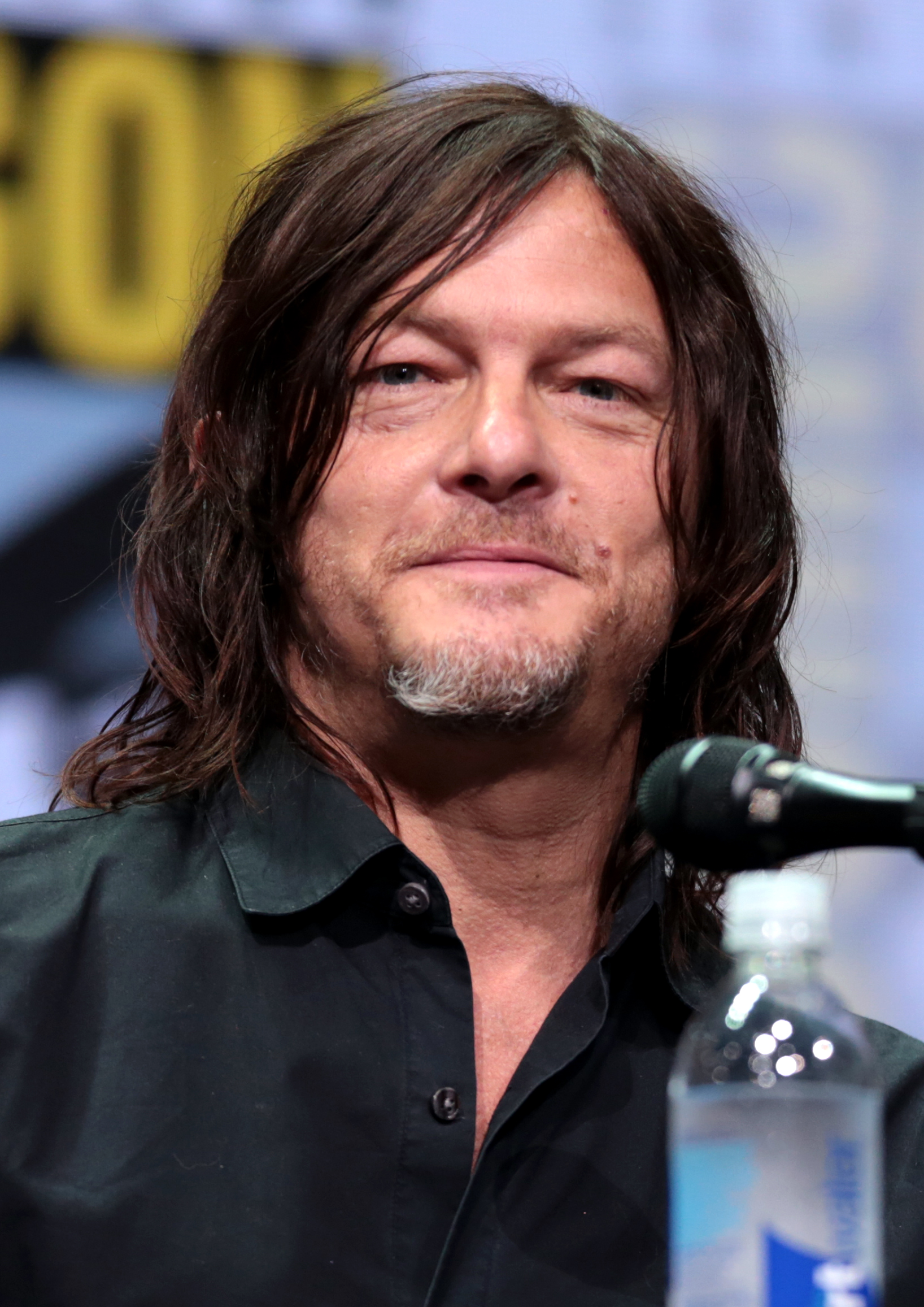
Norman Reedus interprète Daryl Dixon
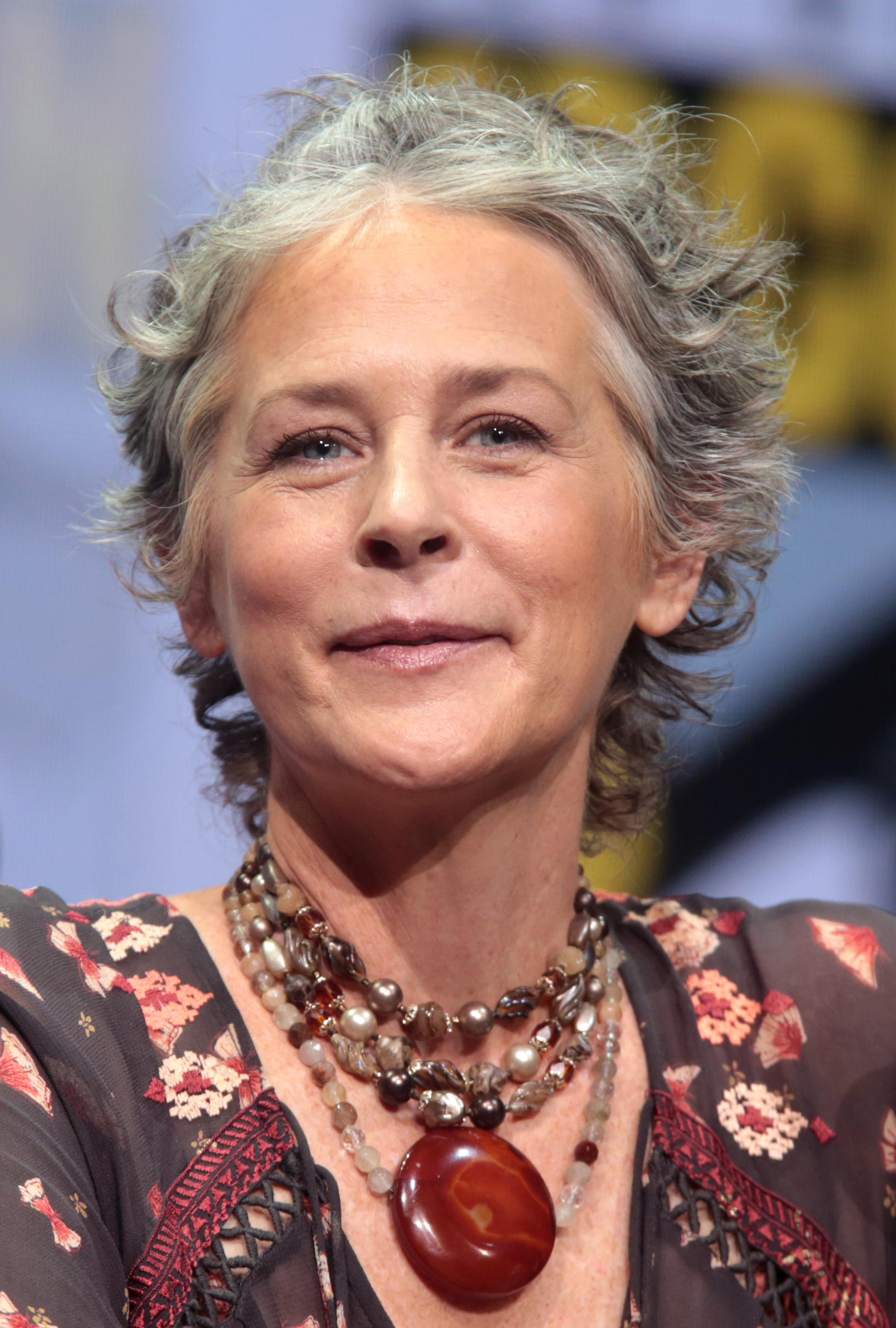
Melissa McBride interprète Carol Peletier
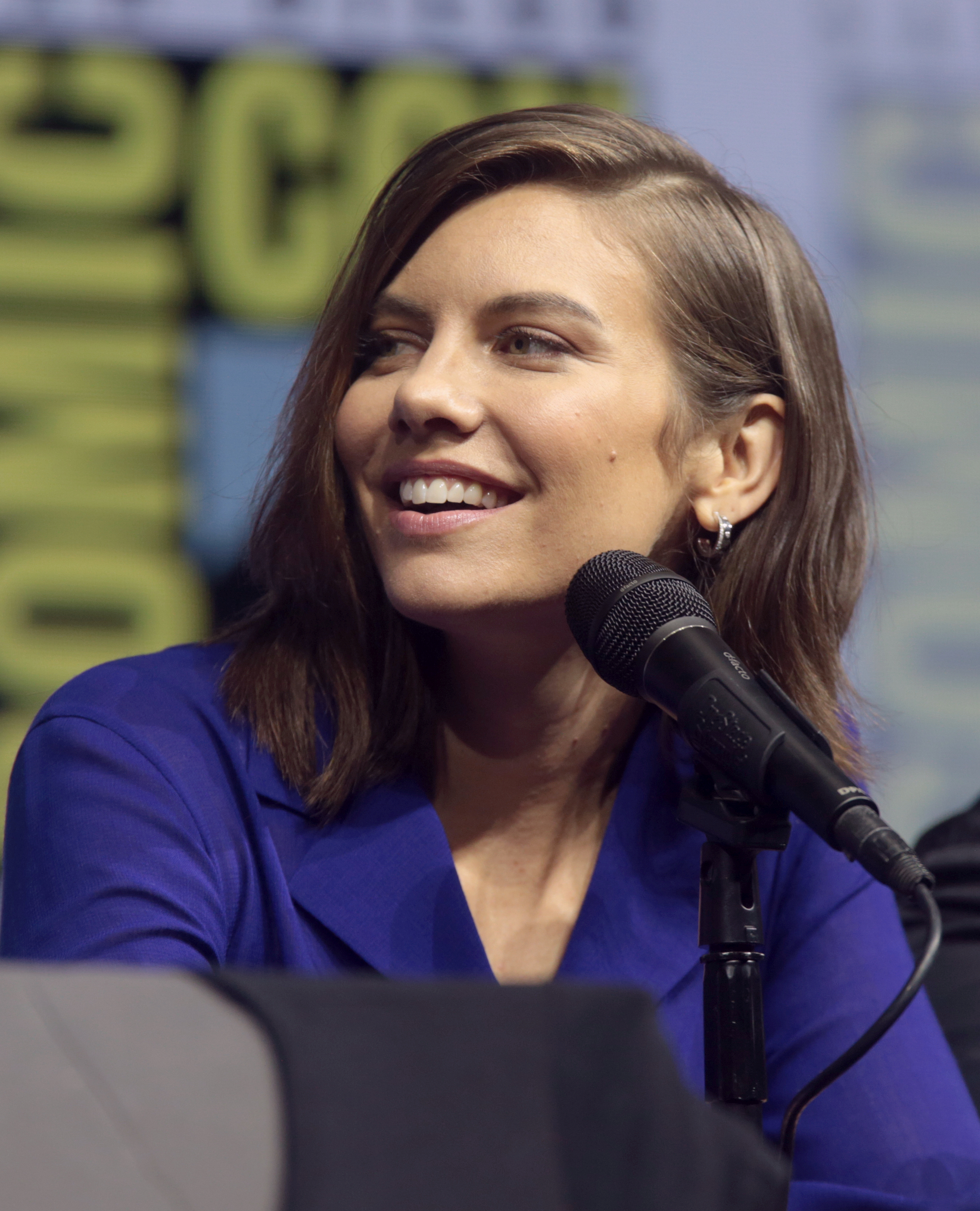
Lauren Cohan interprète Maggie Greene
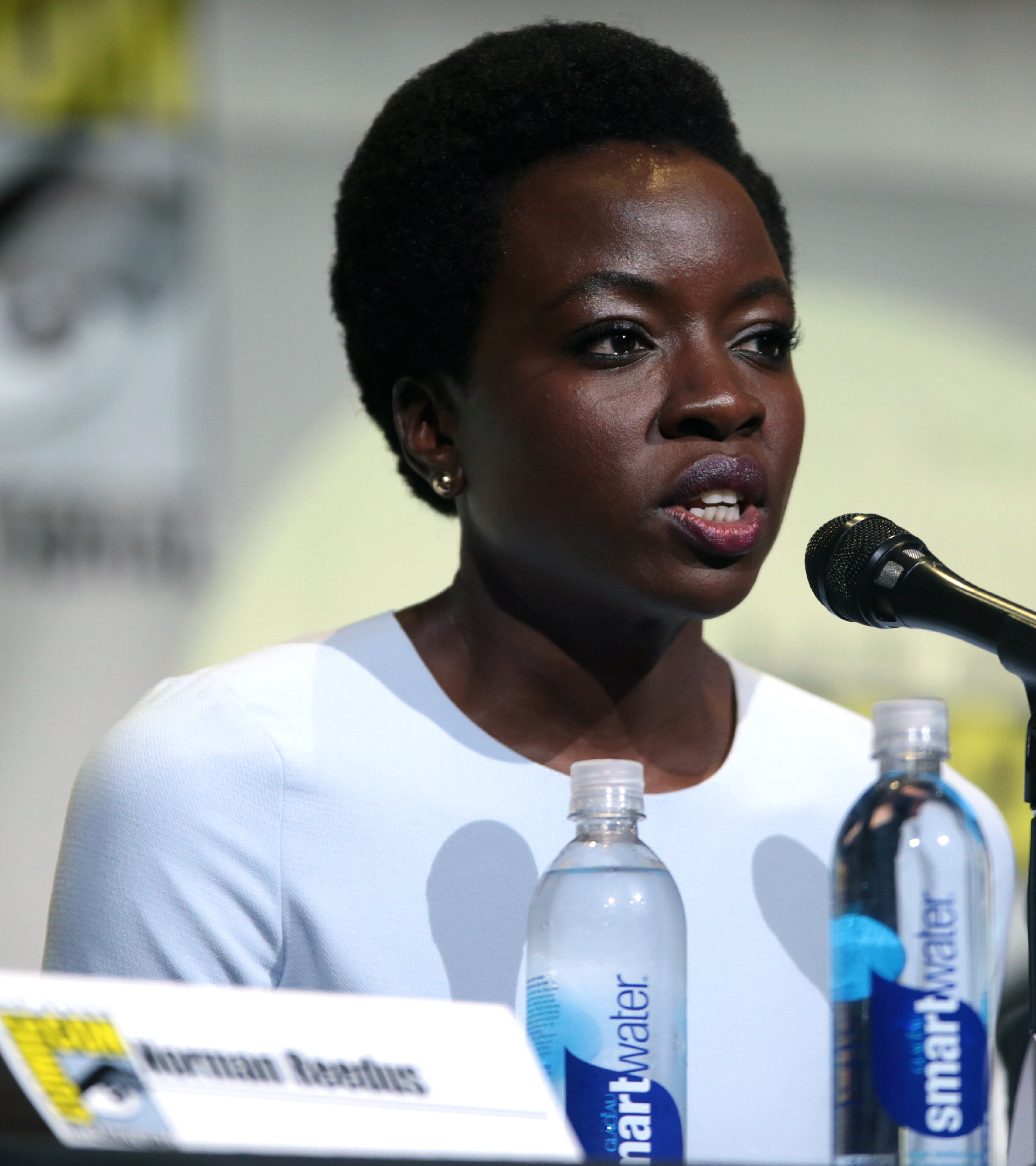
Danai Gurira interprète Michonne
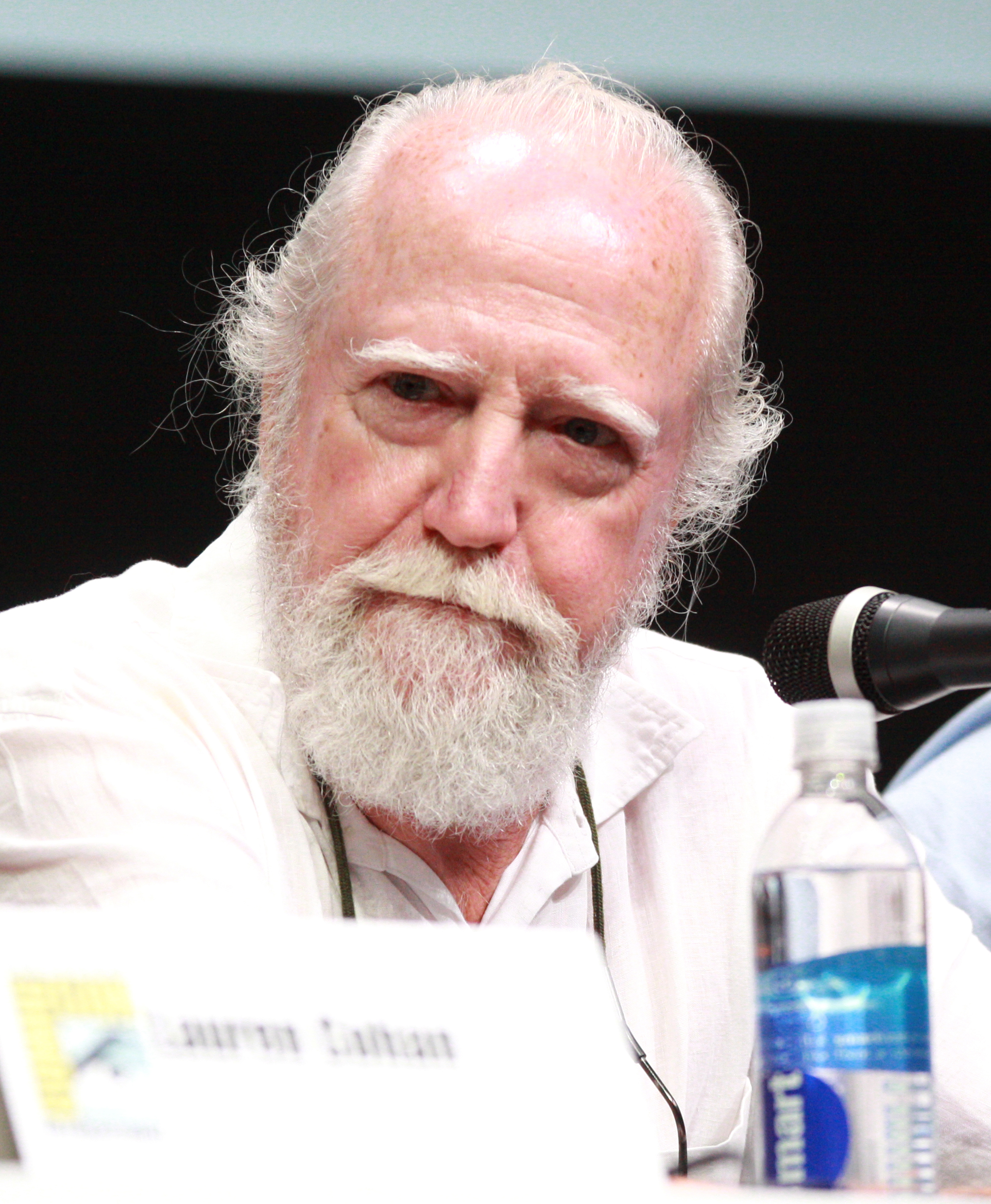
Scott Wilson interprète Hershel Greene
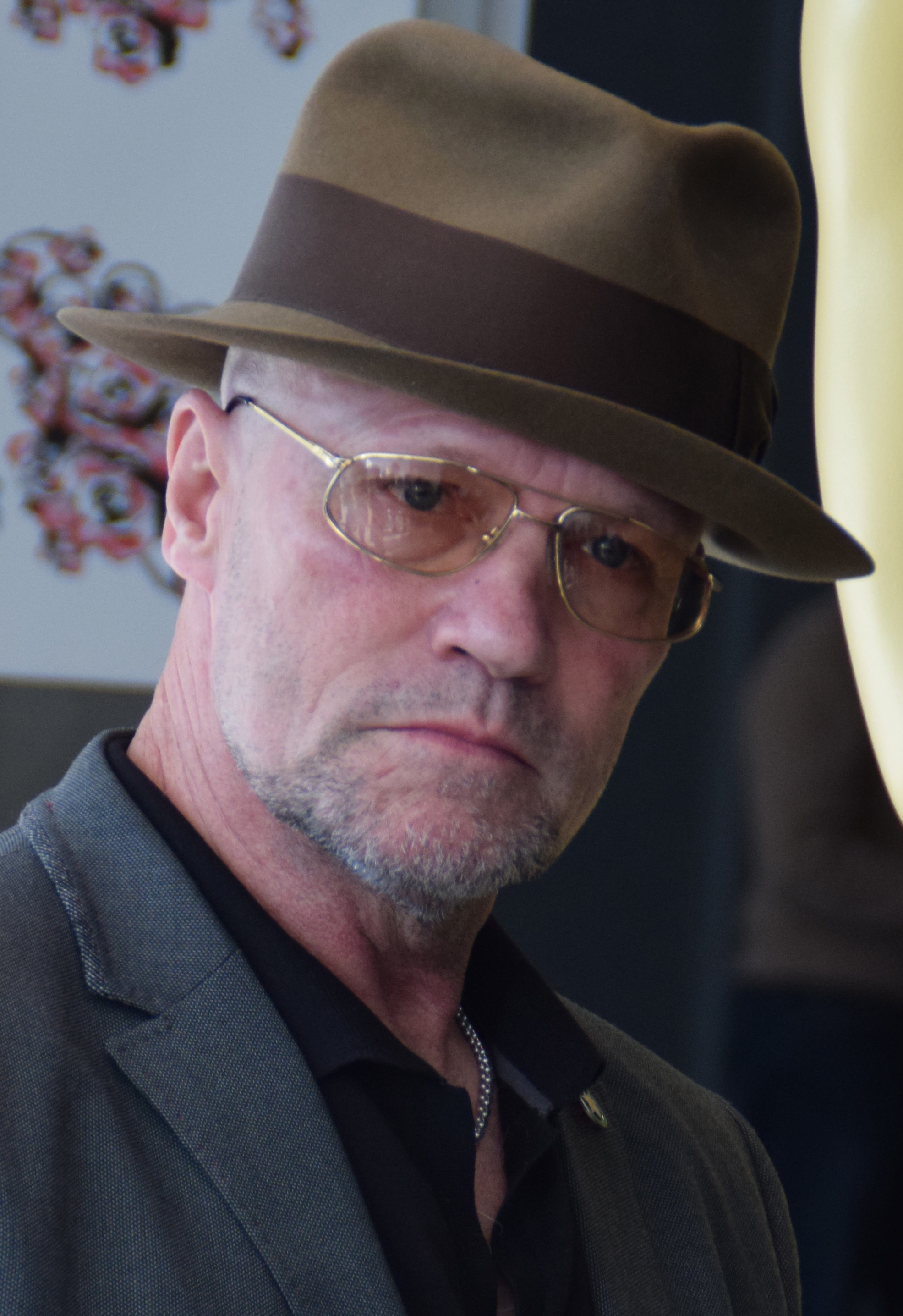
Michael Rooker interprète Merle Dixon
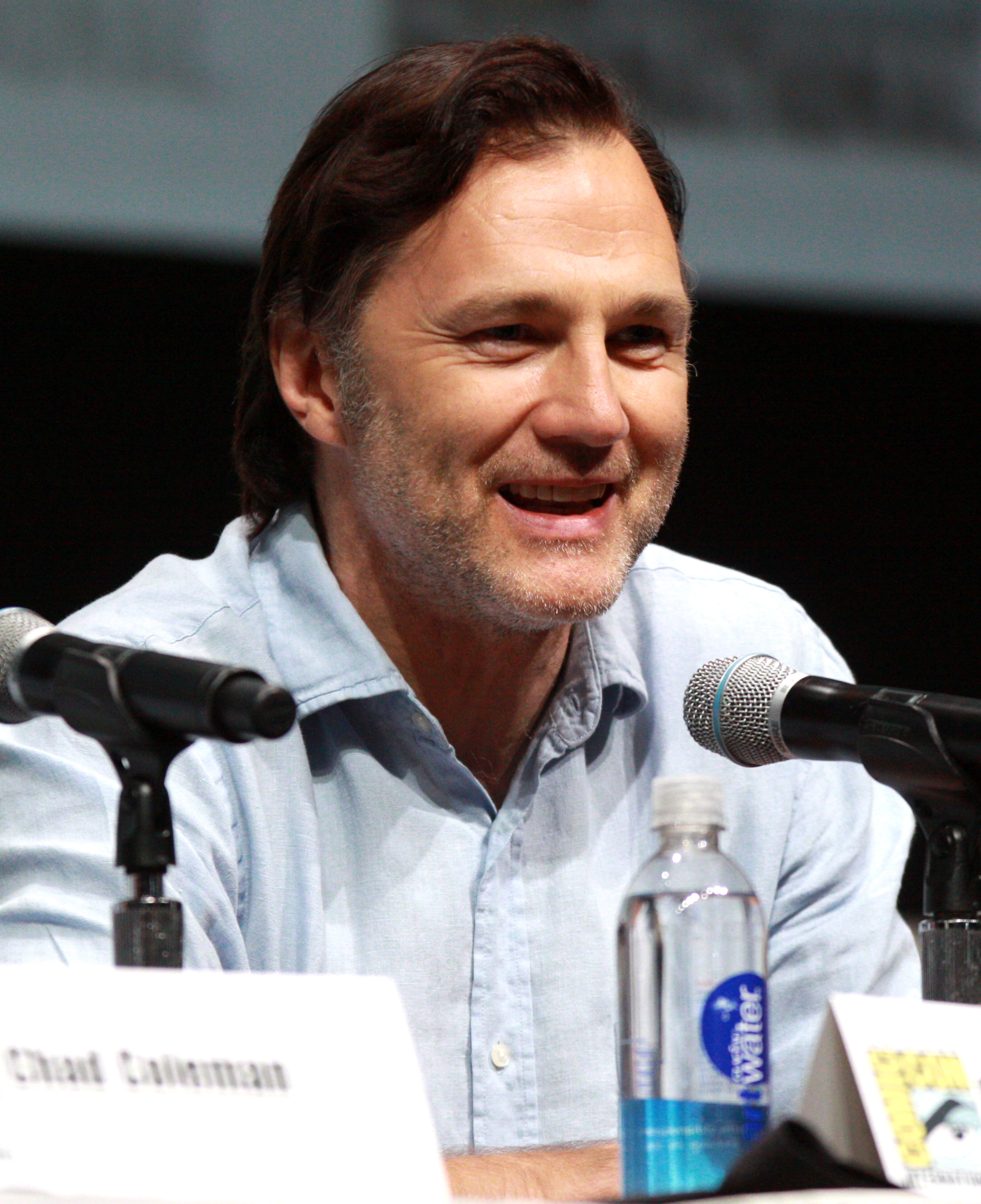
David Morrissey interprète Philip Blake / le Gouverneur
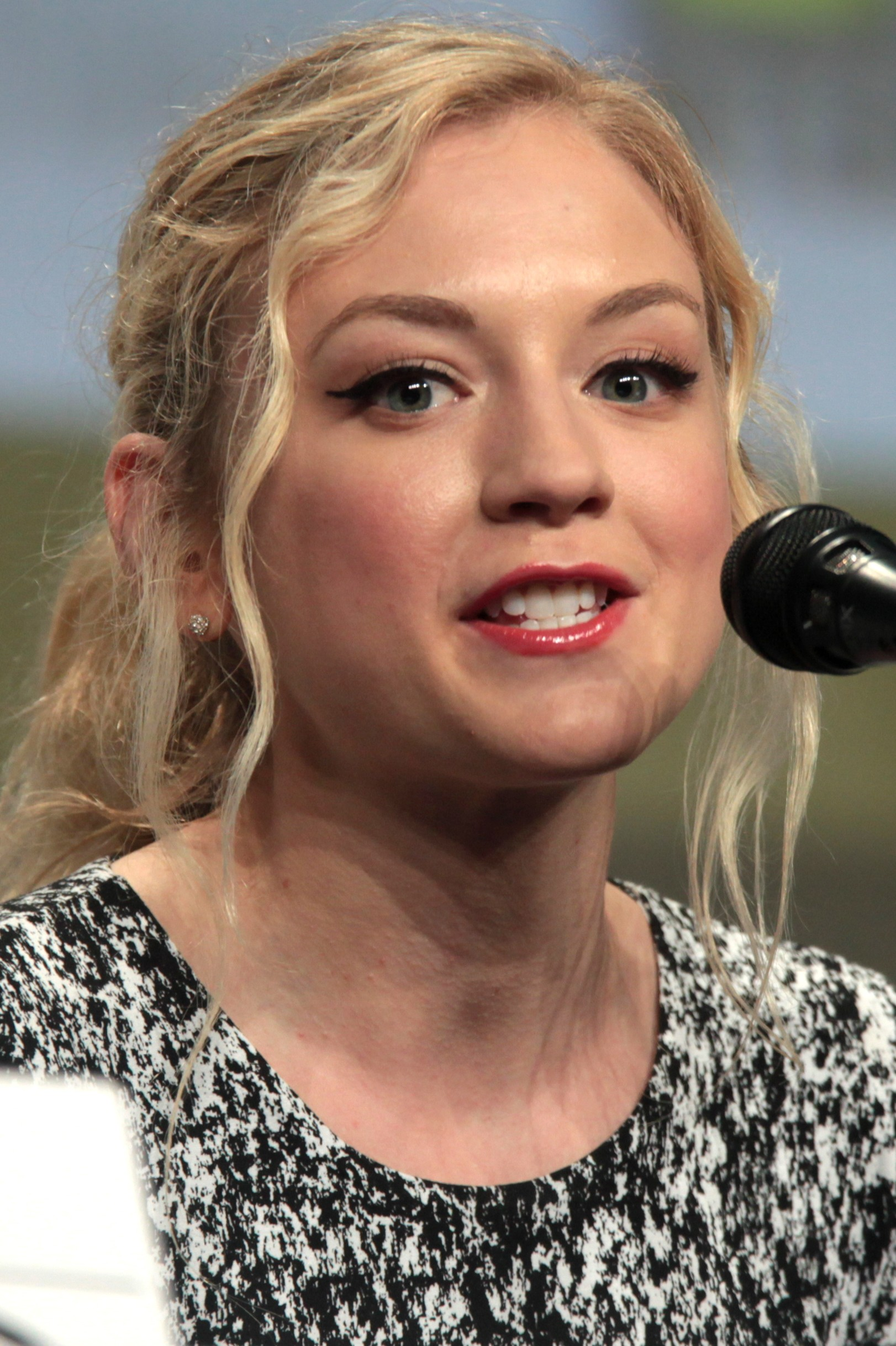
Emily Kinney interprète Beth Greene
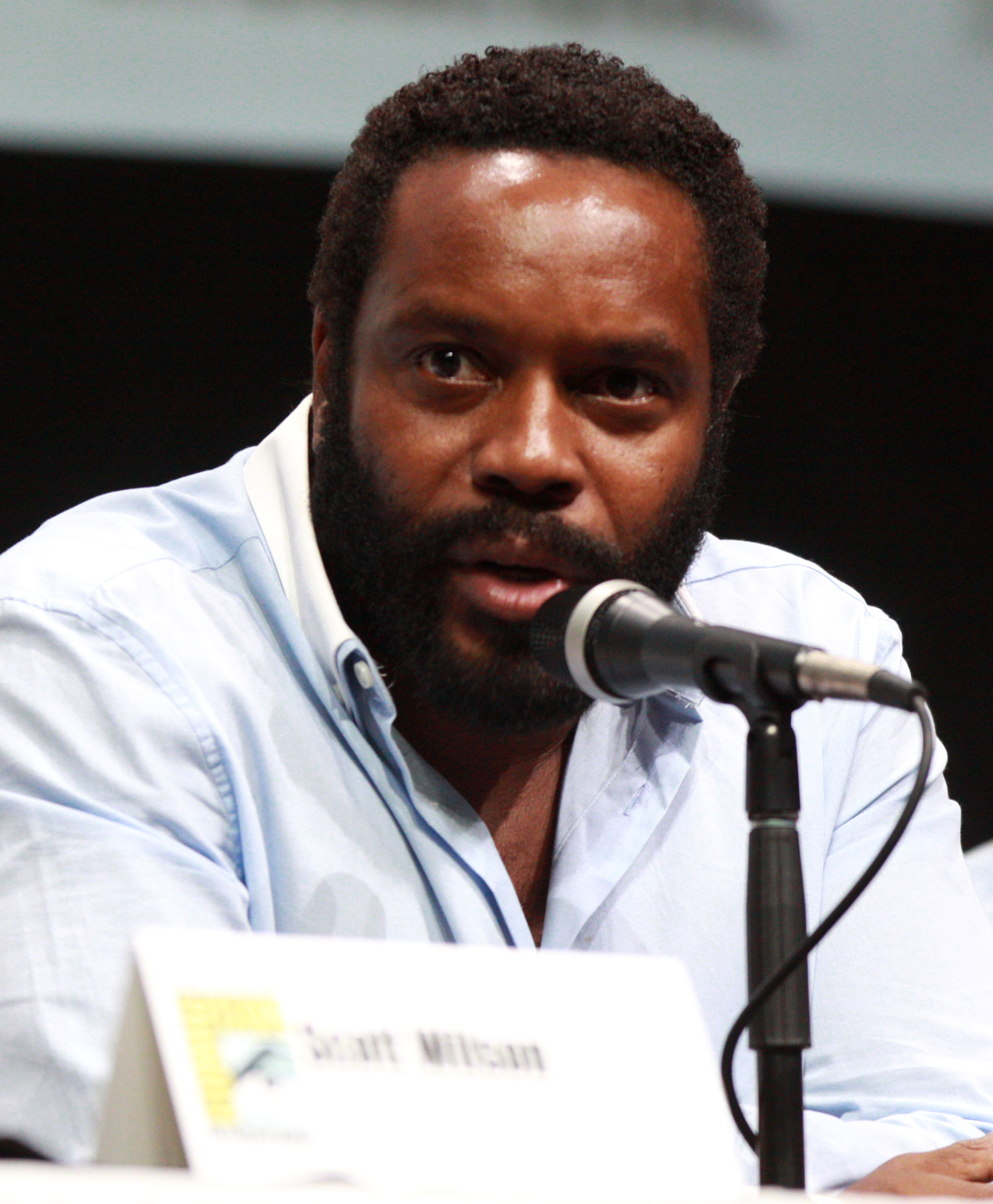
Chad Coleman interprète Tyreese Williams
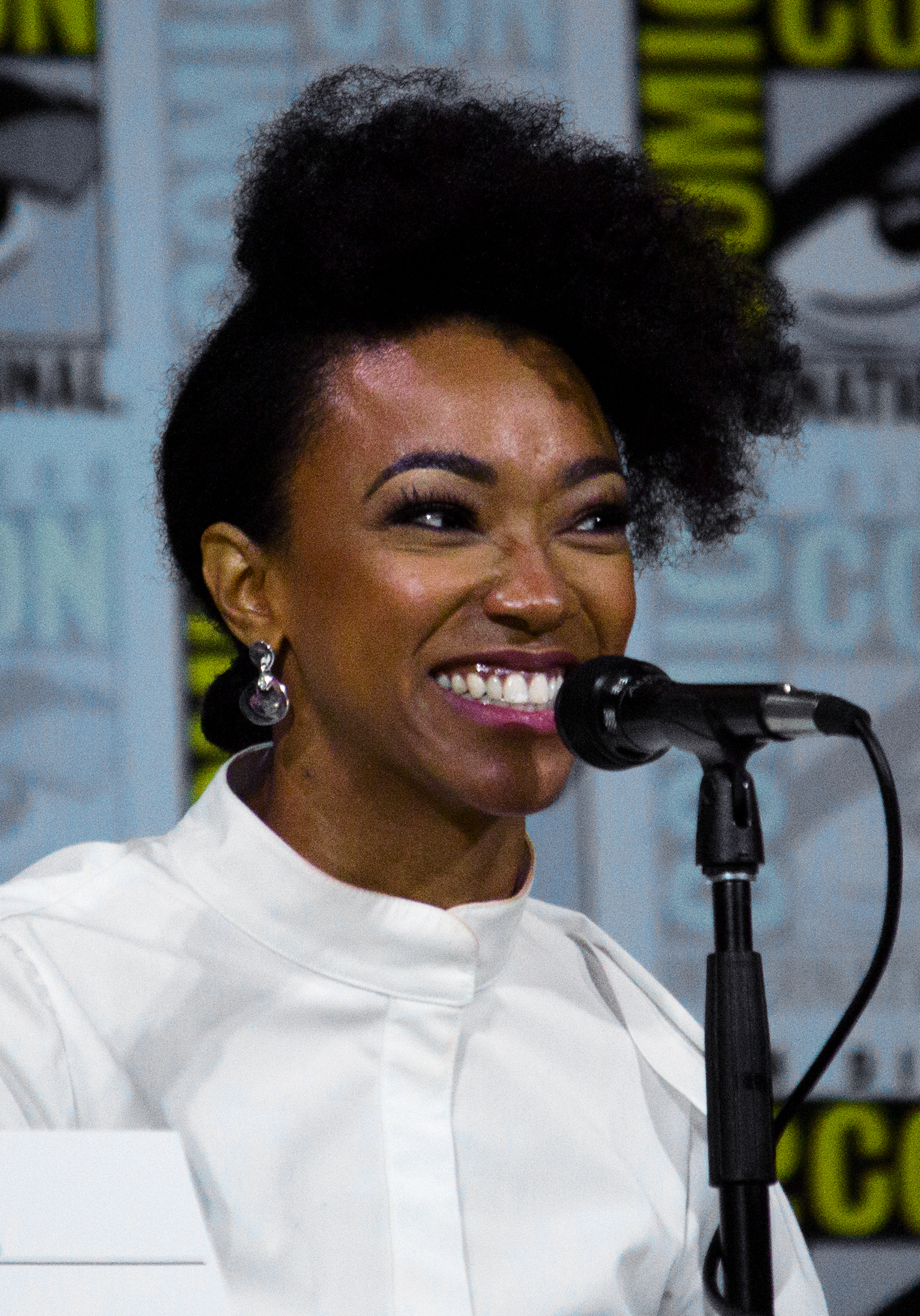
Sonequa Martin-Green interprète Sasha Williams
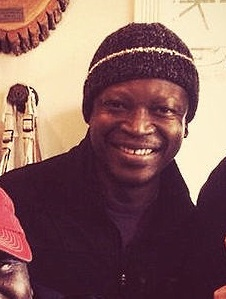
Lawrence Gilliard, Jr. interprète Bob Stookey
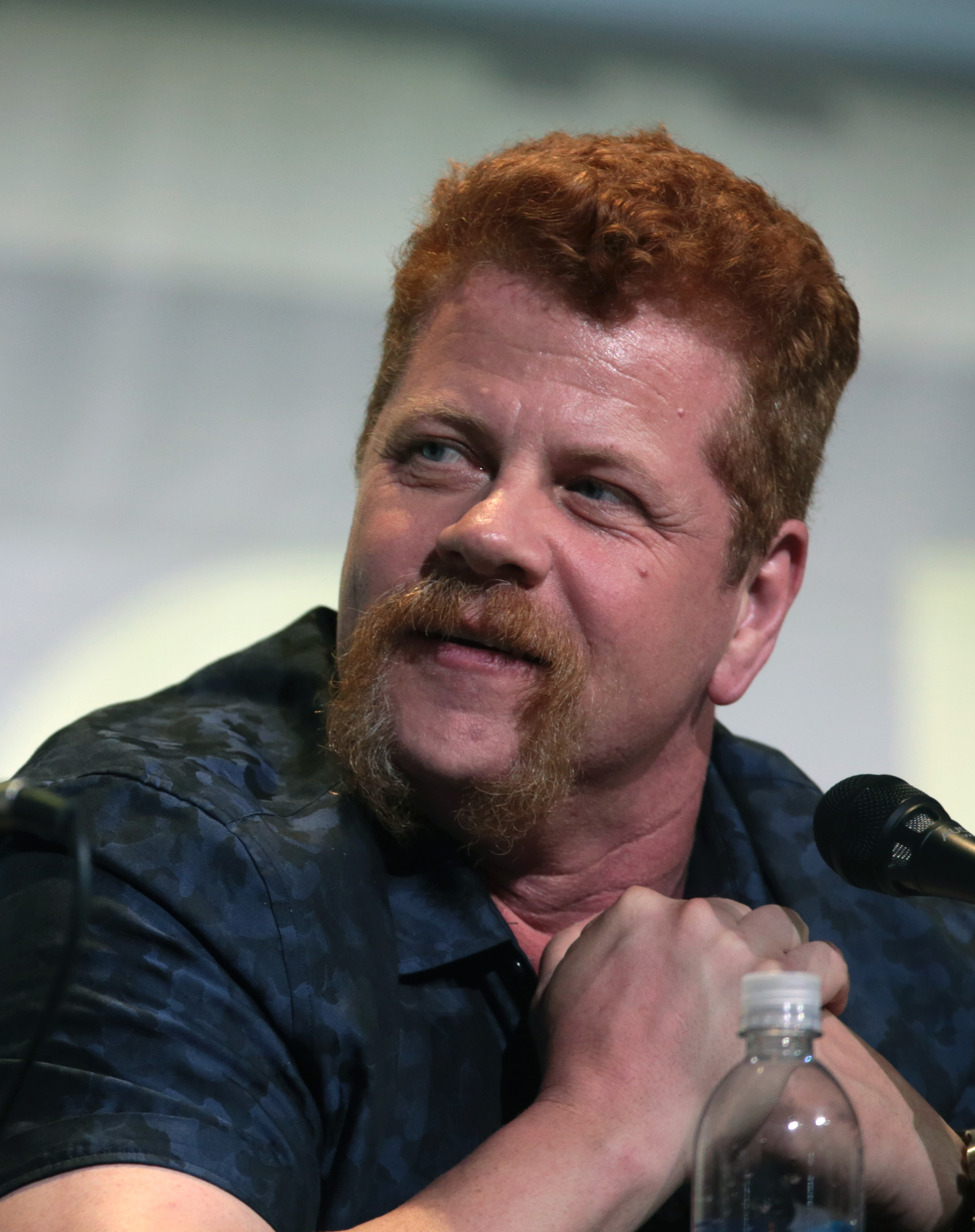
Michael Cudlitz interprète le sergent Abraham Ford
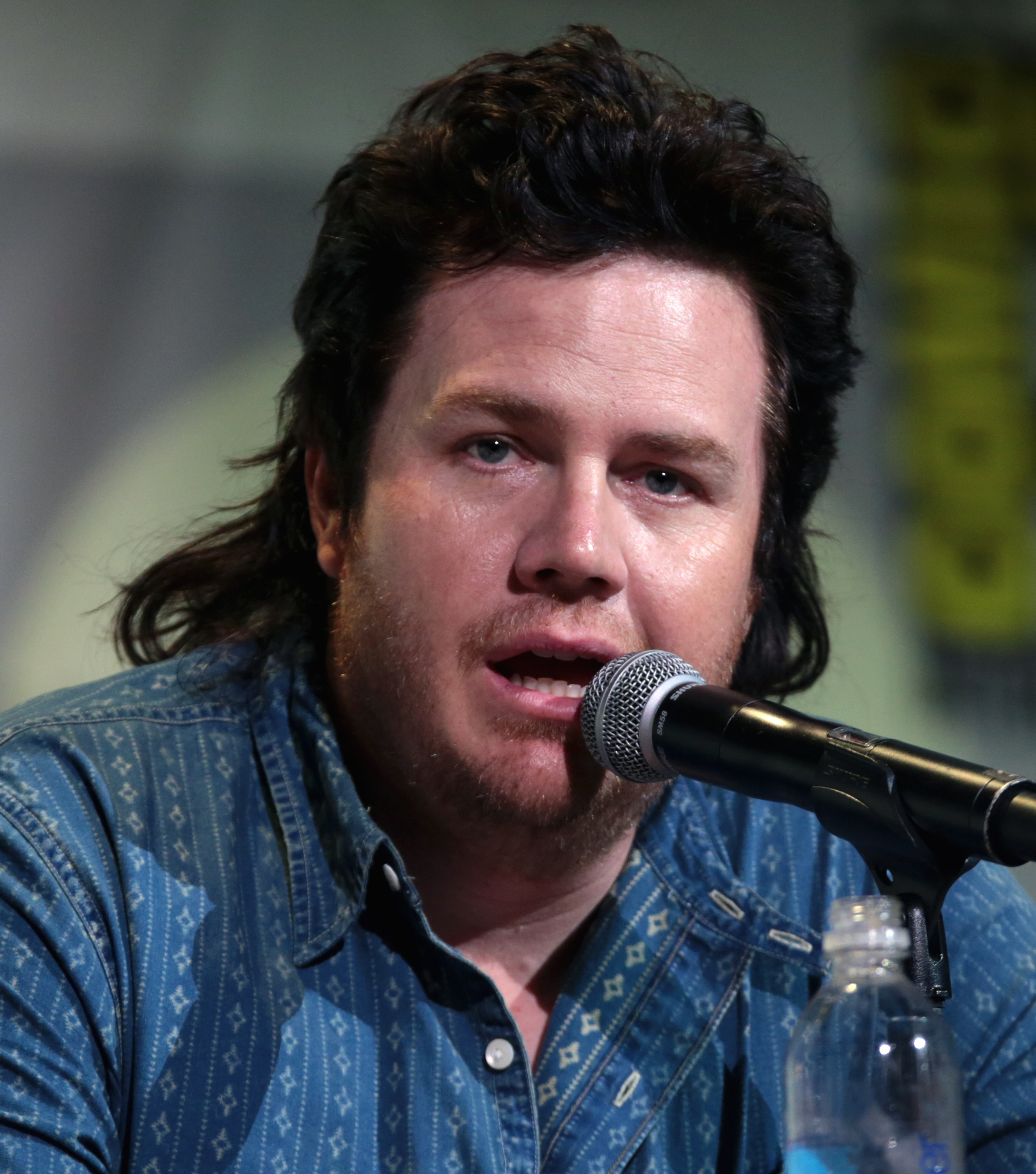
Josh McDermitt interprète Eugene Porter
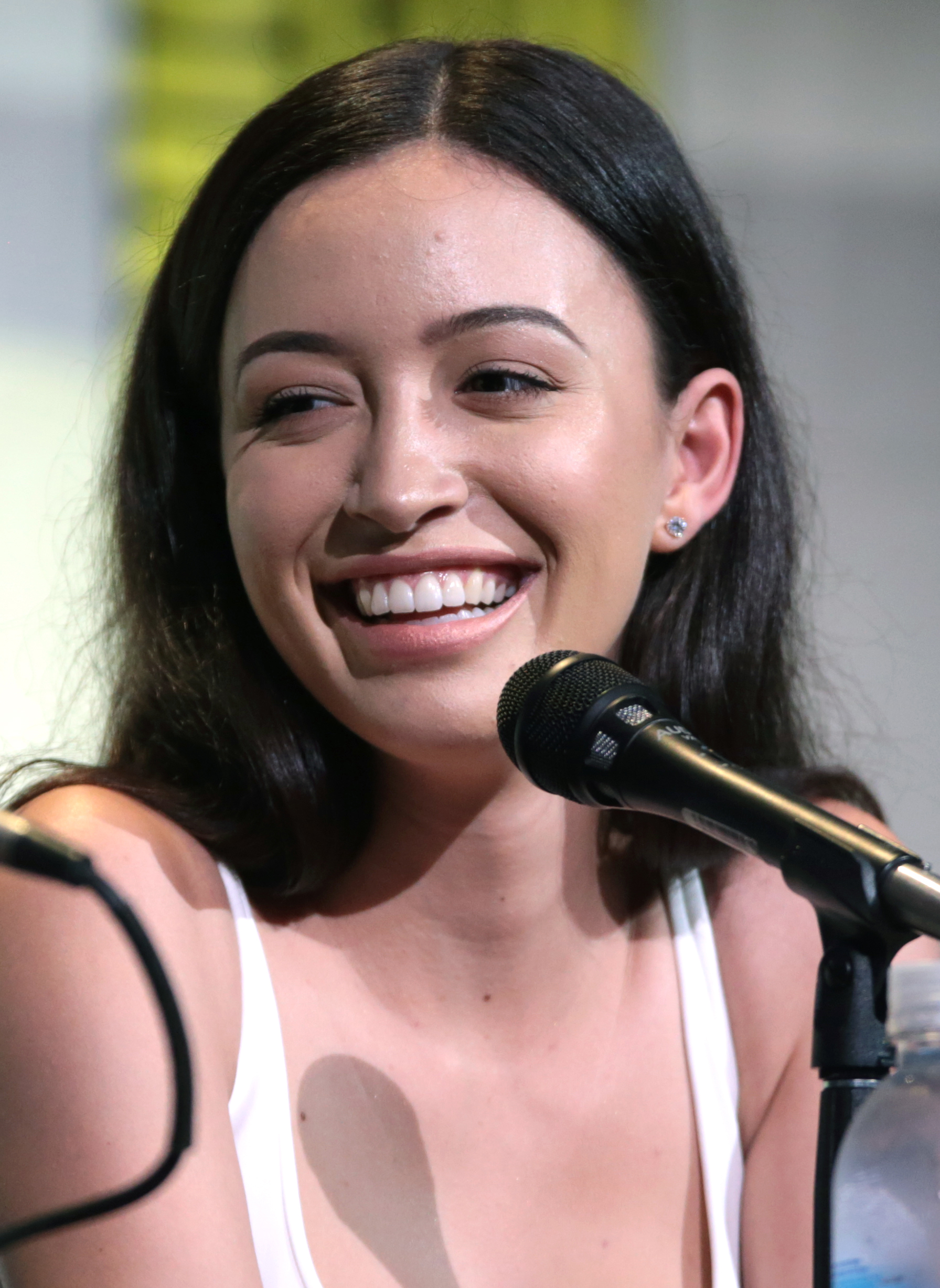
Christian Serratos interprète Rosita Espinosa
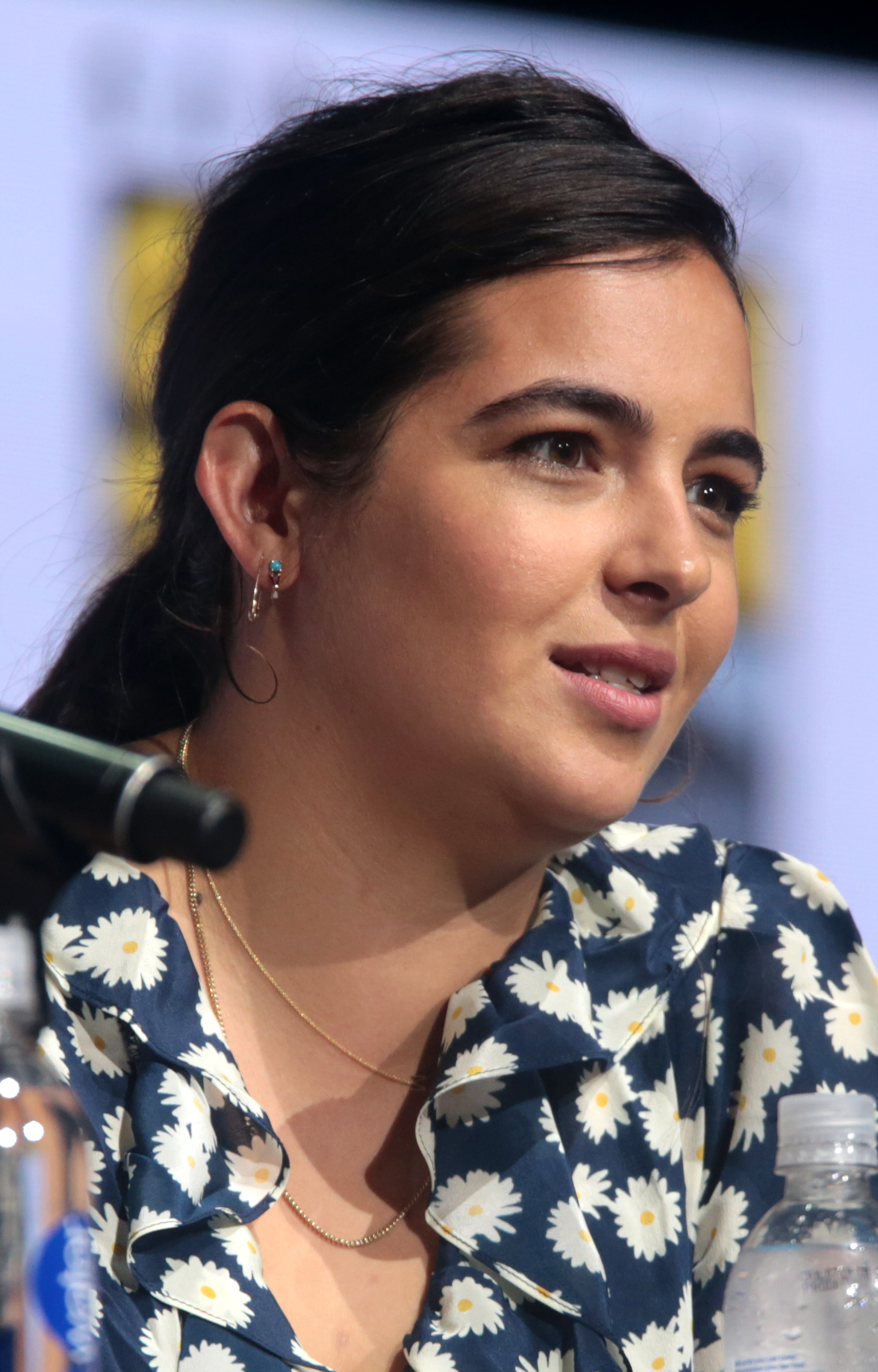
Alanna Masterson interprète Tara Chambler
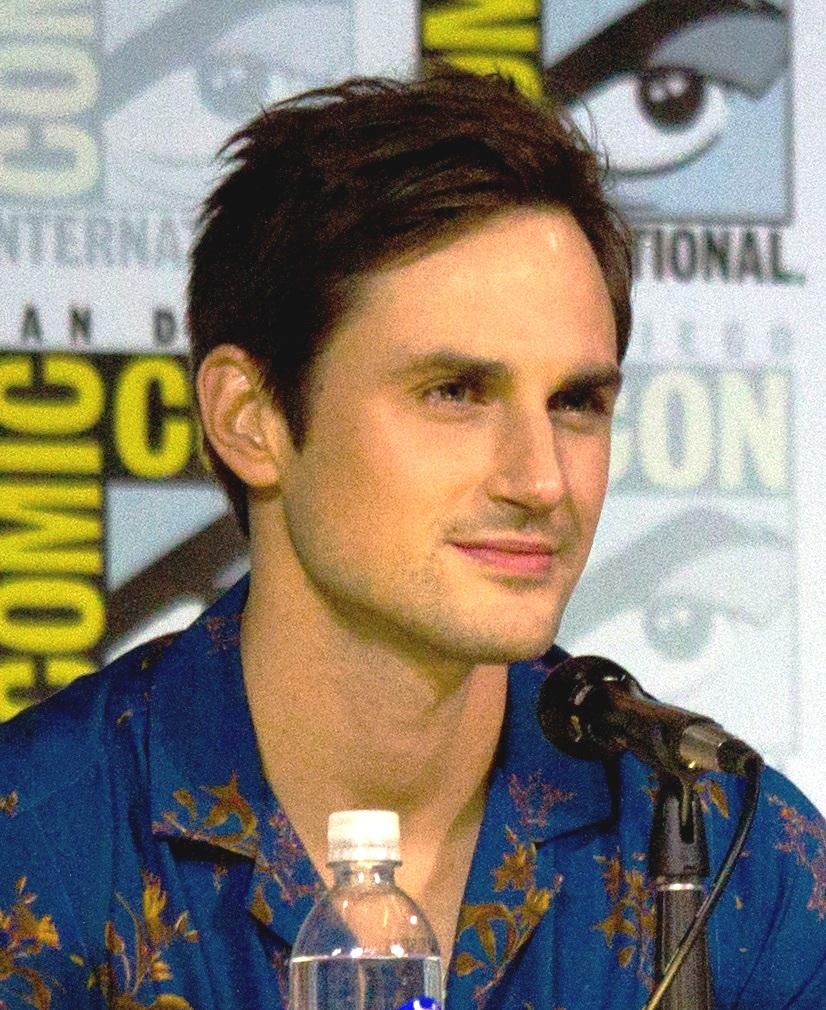
Andrew James West interprète Gareth
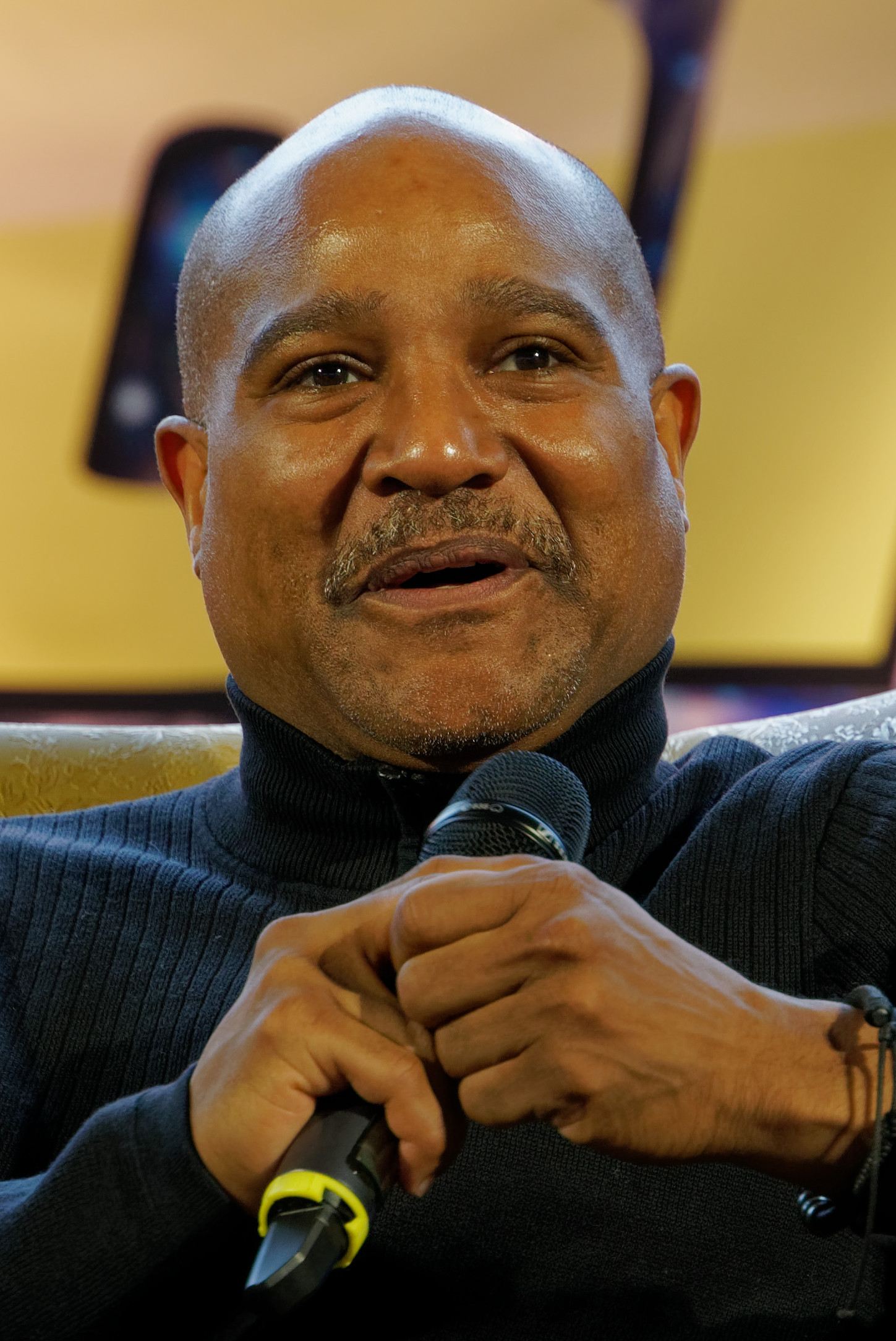
Seth Gilliam interprète le père Gabriel Stokes
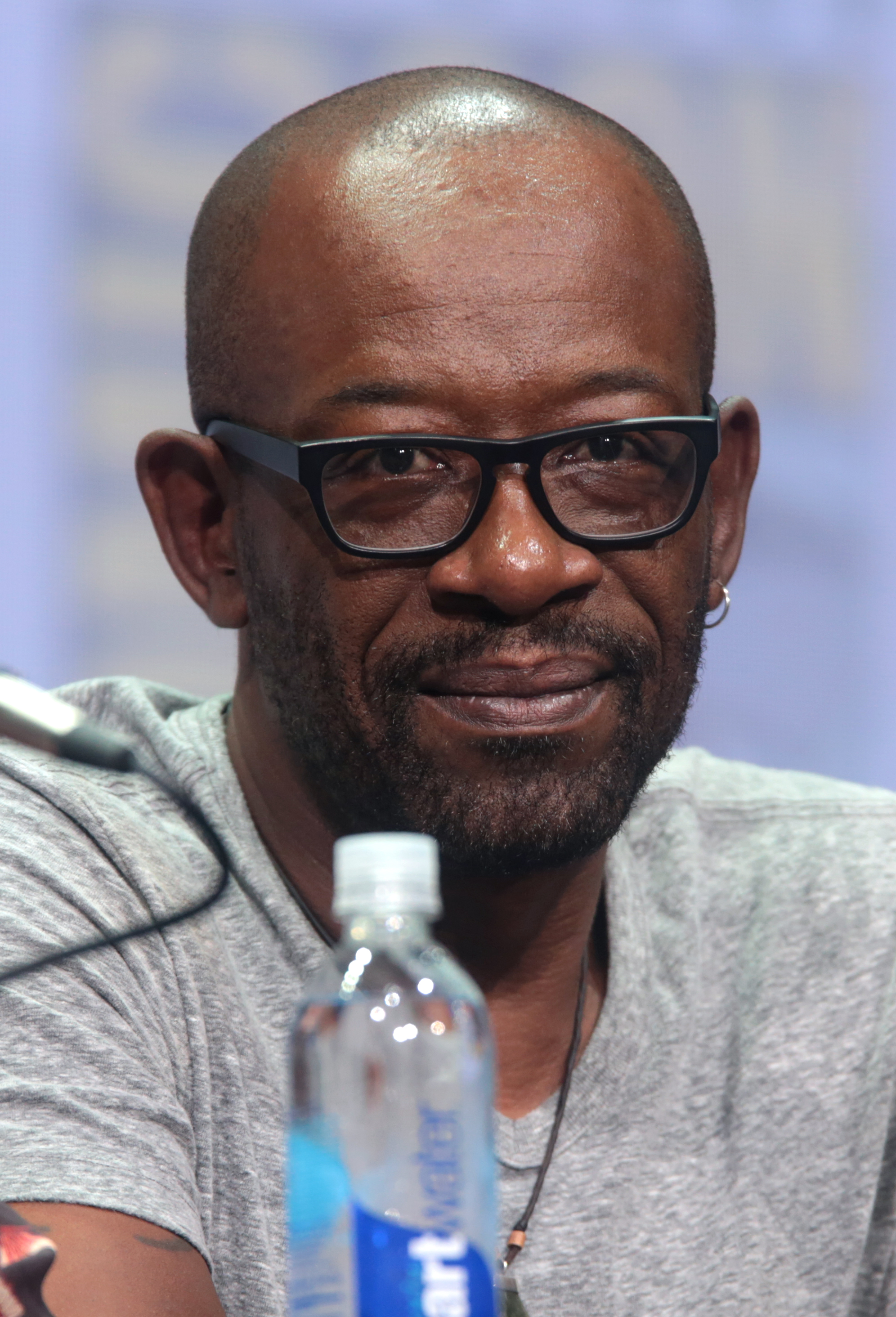
Lennie James interprète Morgan Jones
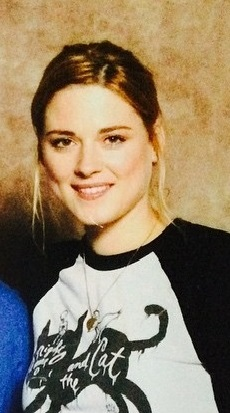
Alexandra Breckenridge interprète Jessie Anderson
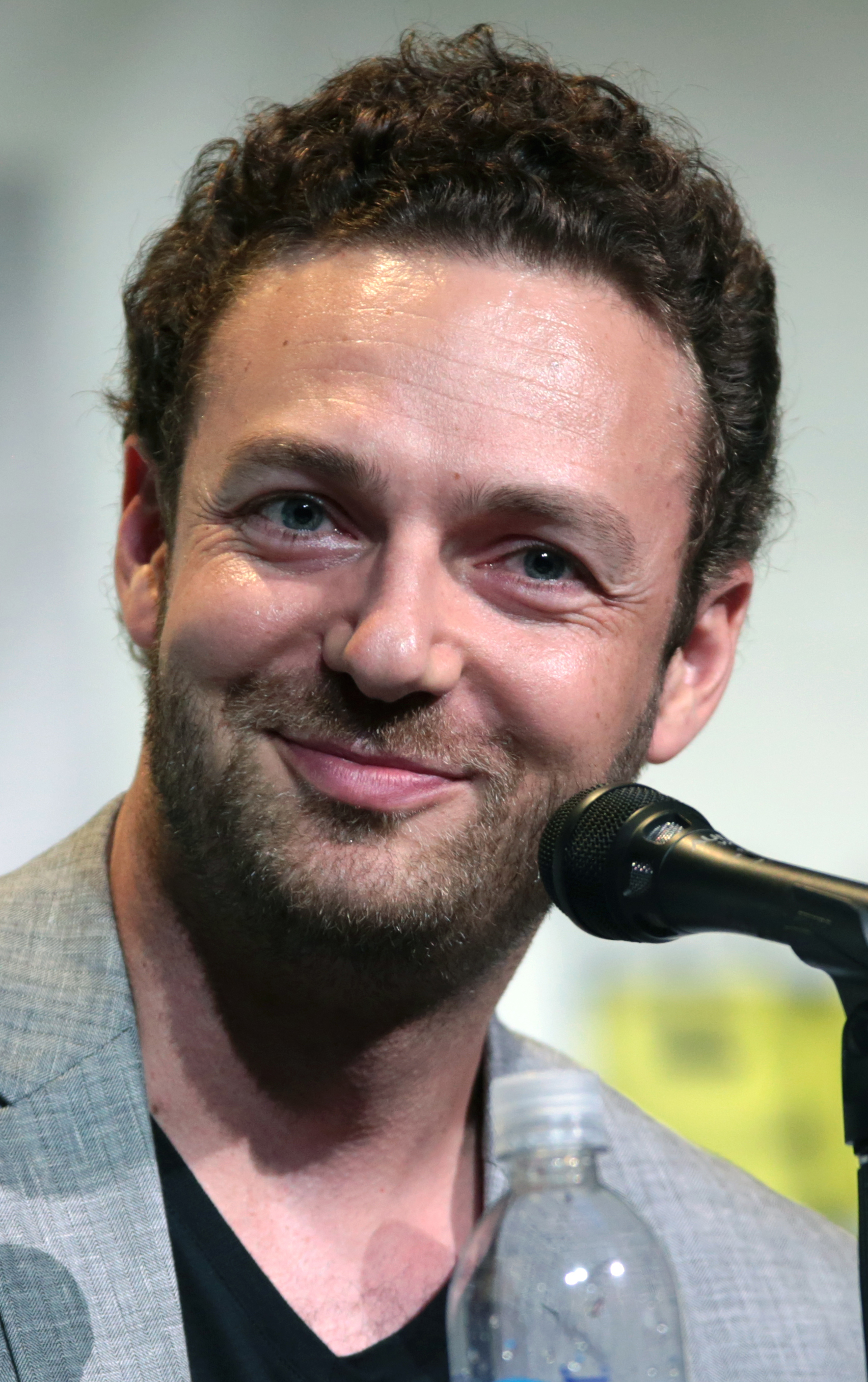
Ross Marquand interprète Aaron
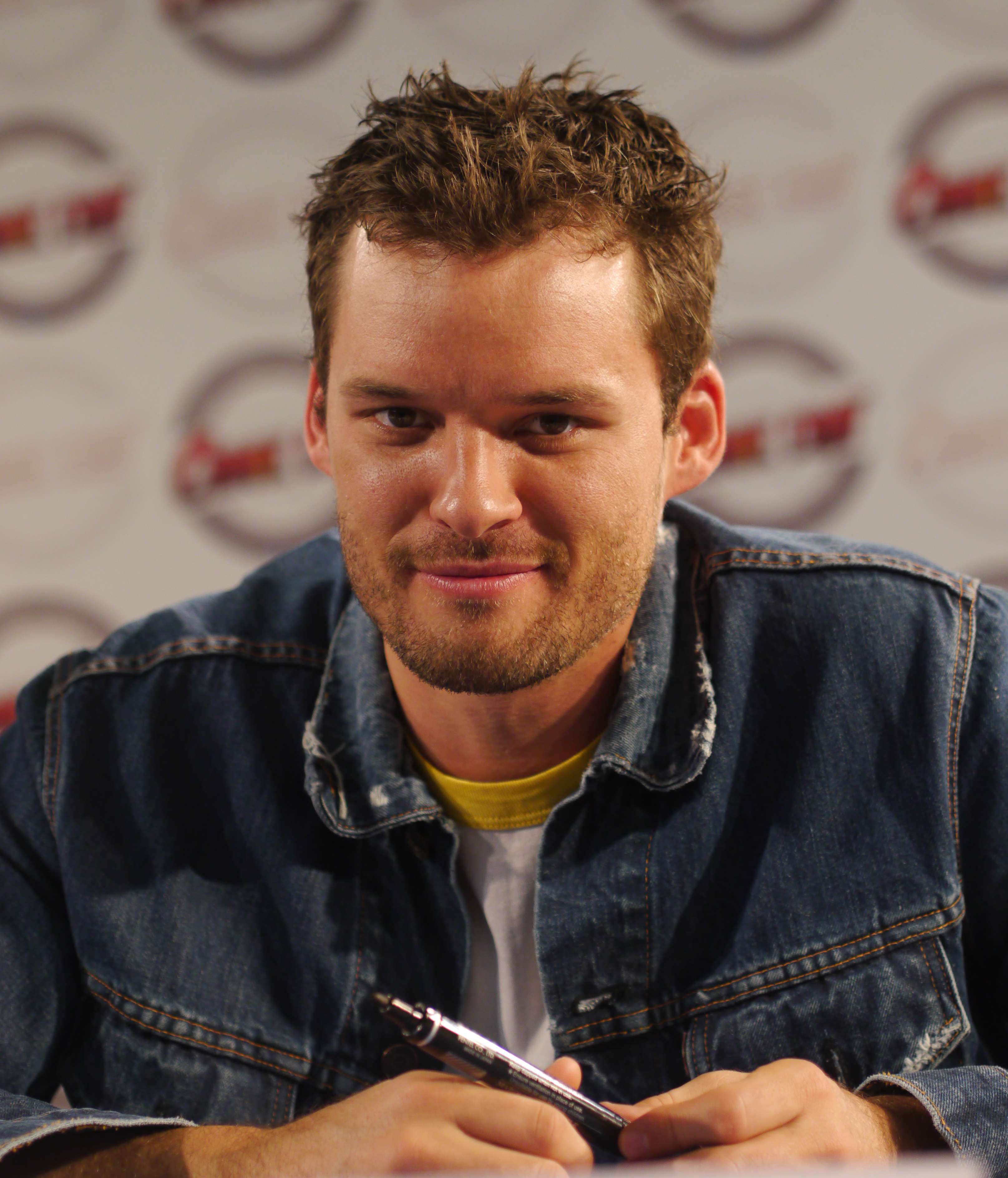
Austin Nichols interprète Spencer Monroe
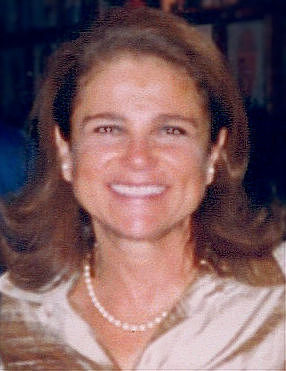
Tovah Feldshuh interprète Deanna Monroe
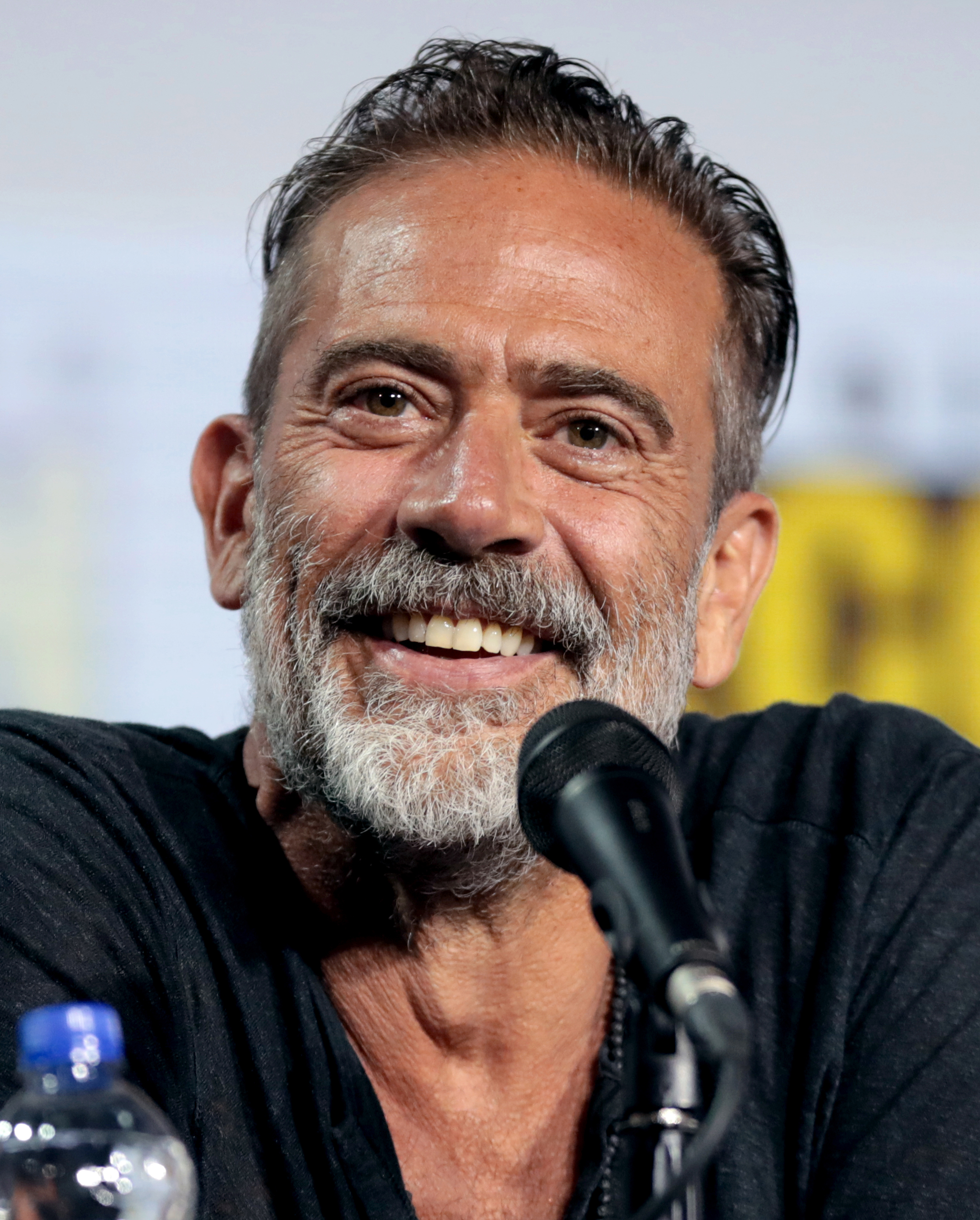
Jeffrey Dean Morgan interprète Negan Smith
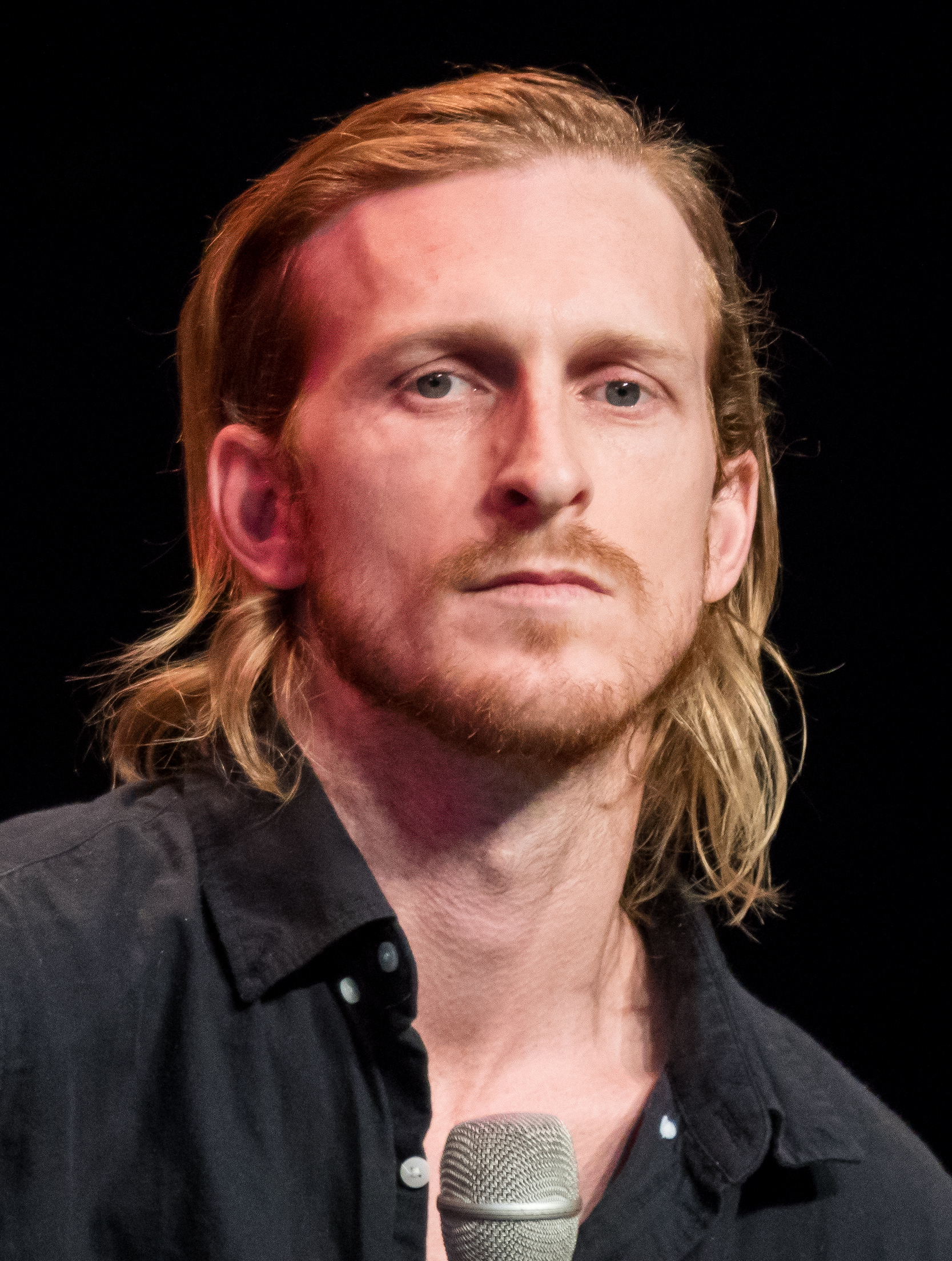
Austin Amelio interprète Dwight
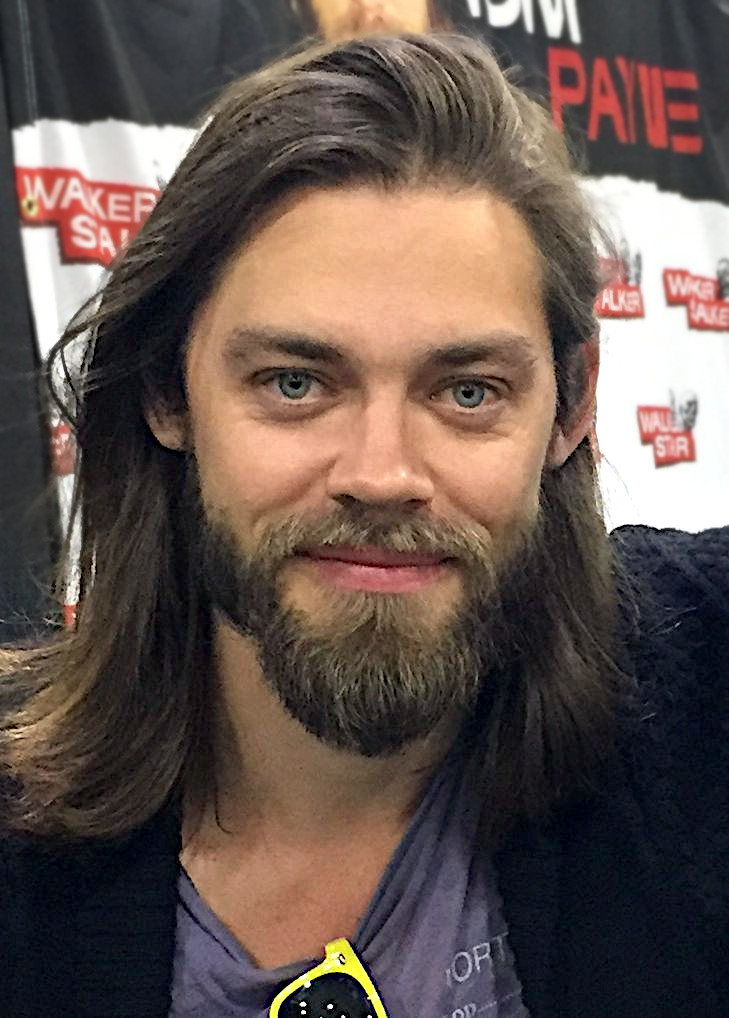
Tom Payne interprète Paul « Jesus » Rovia
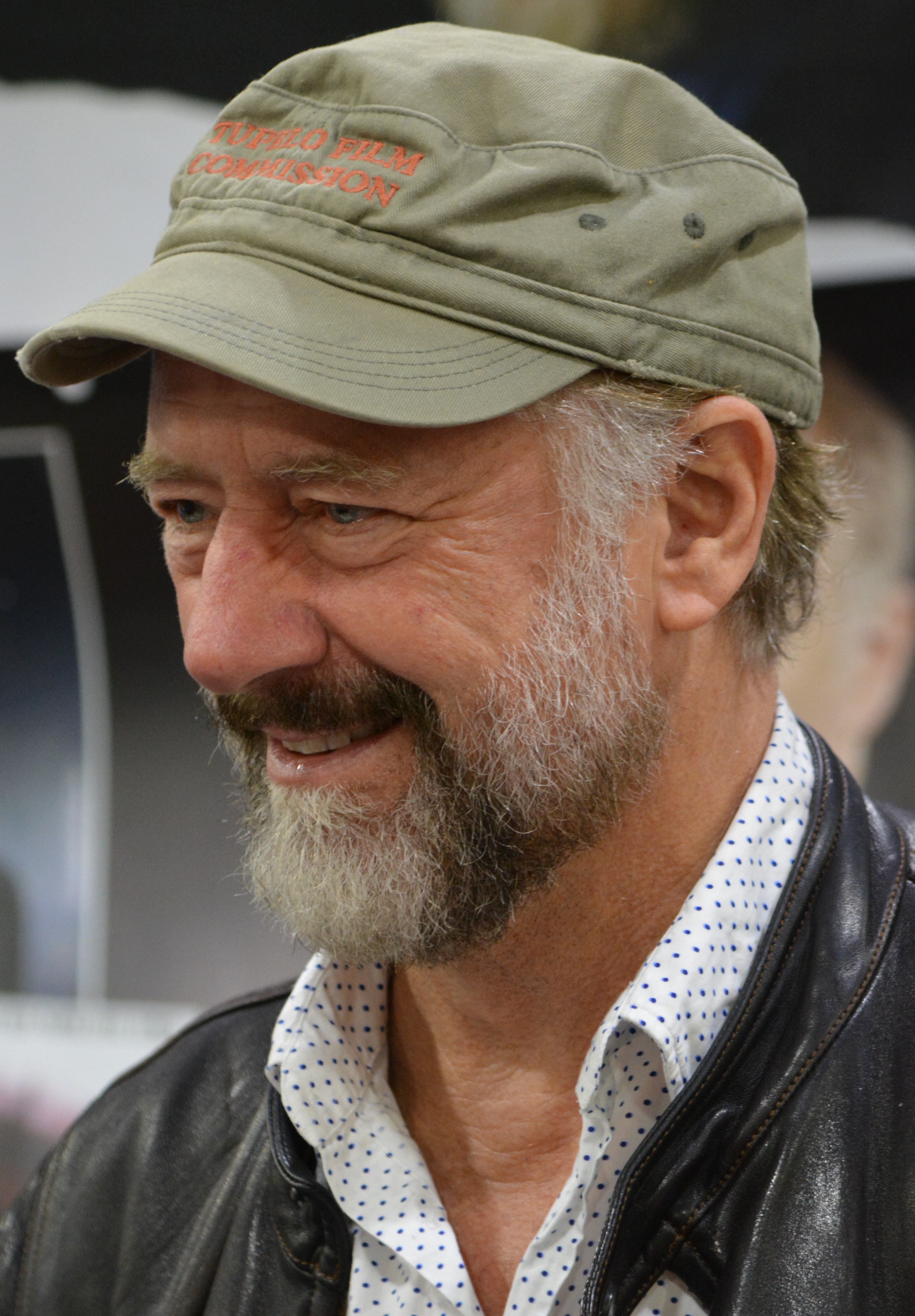
Xander Berkeley interprète Gregory
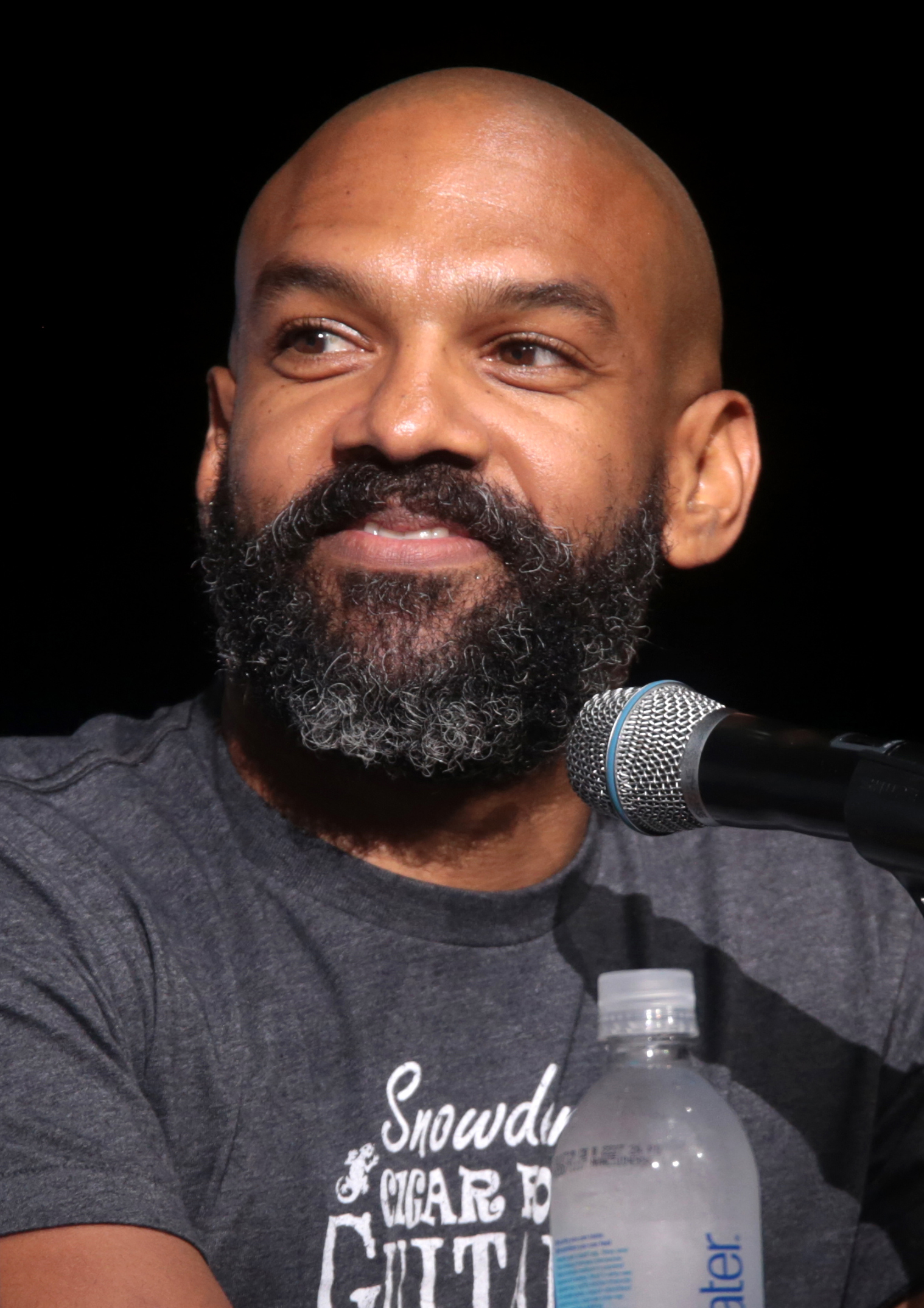
Khary Payton interprète Ezekiel Sutton
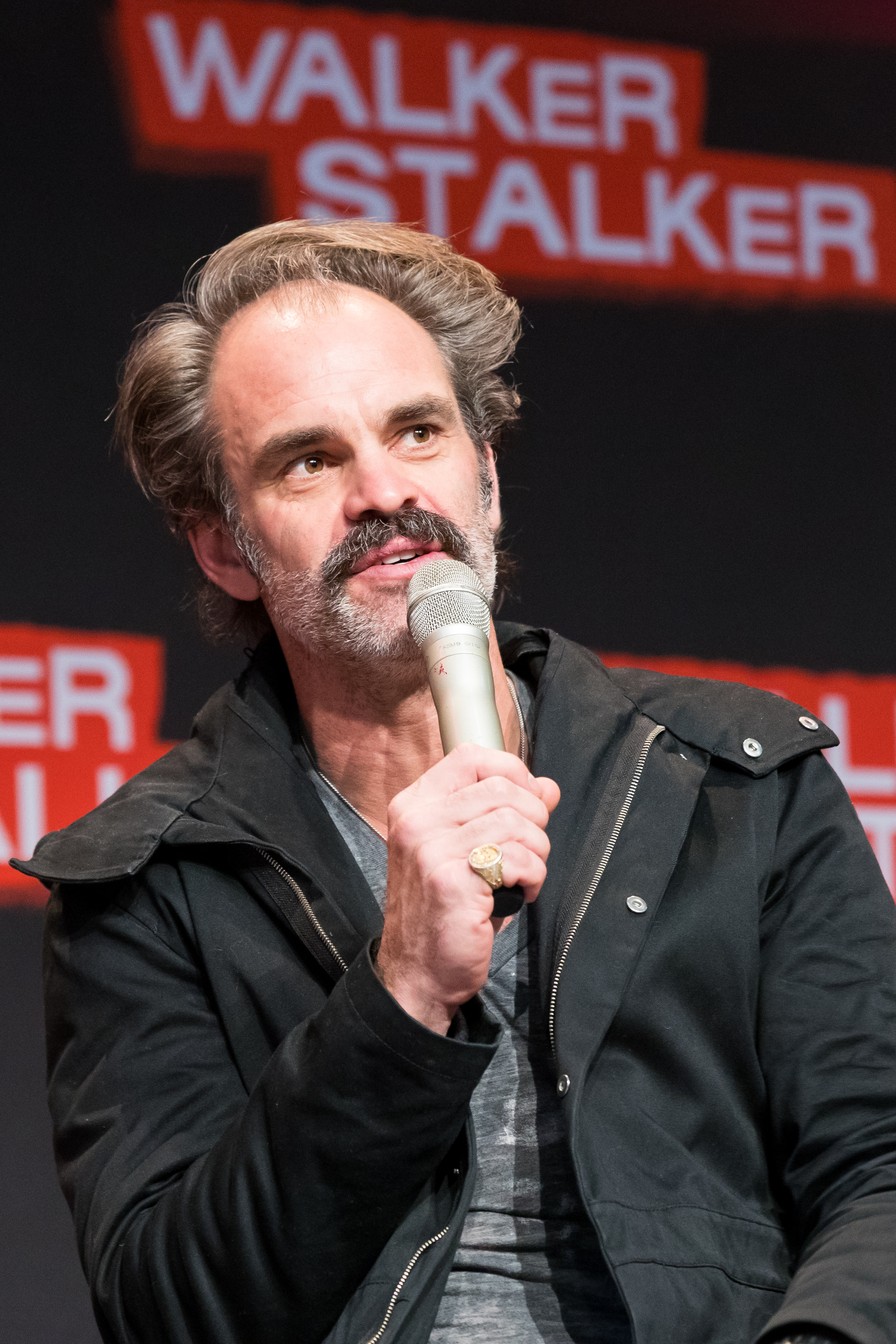
Steven Ogg interprète Simon
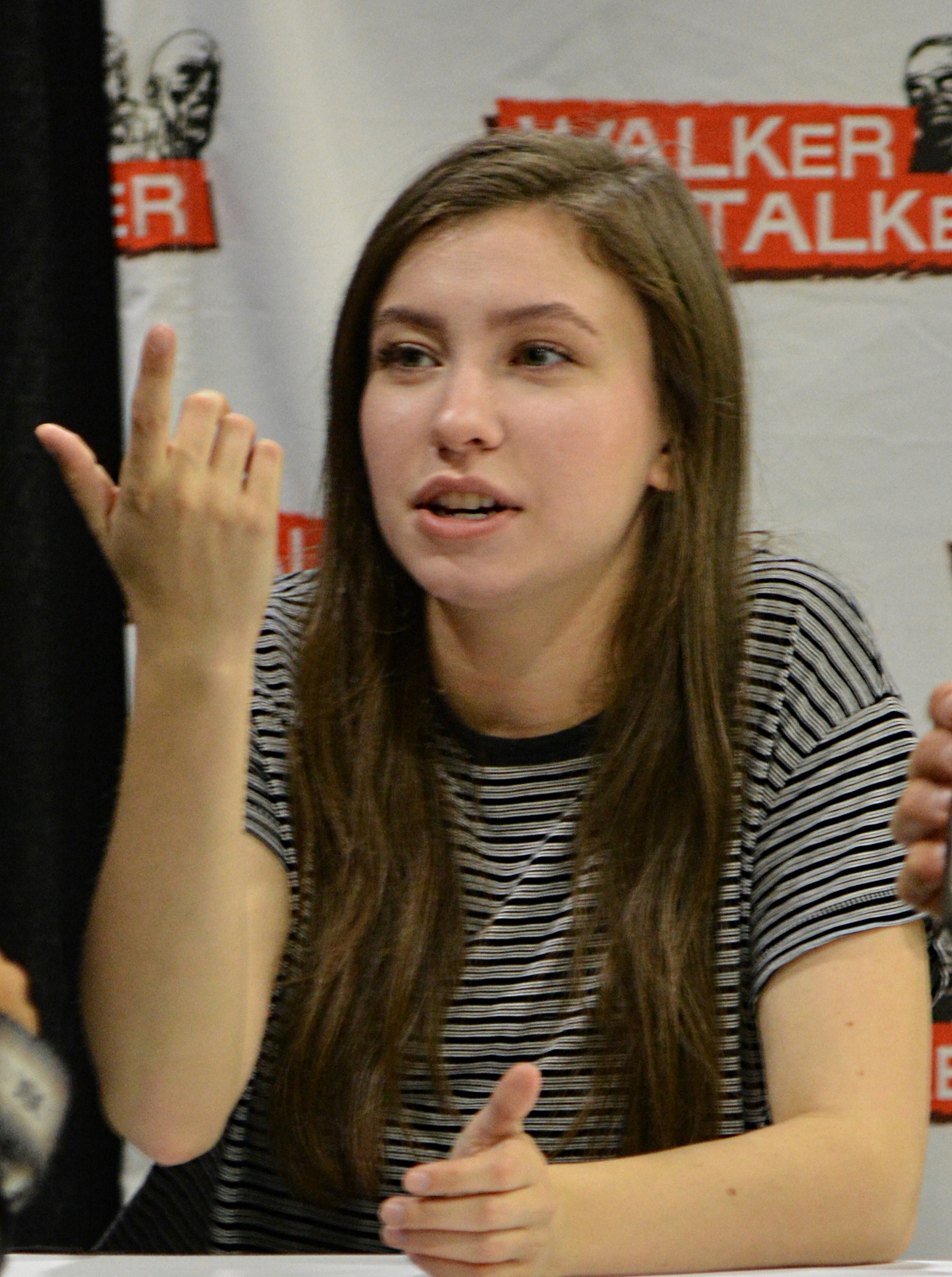
Katelyn Nacon interprète Enid
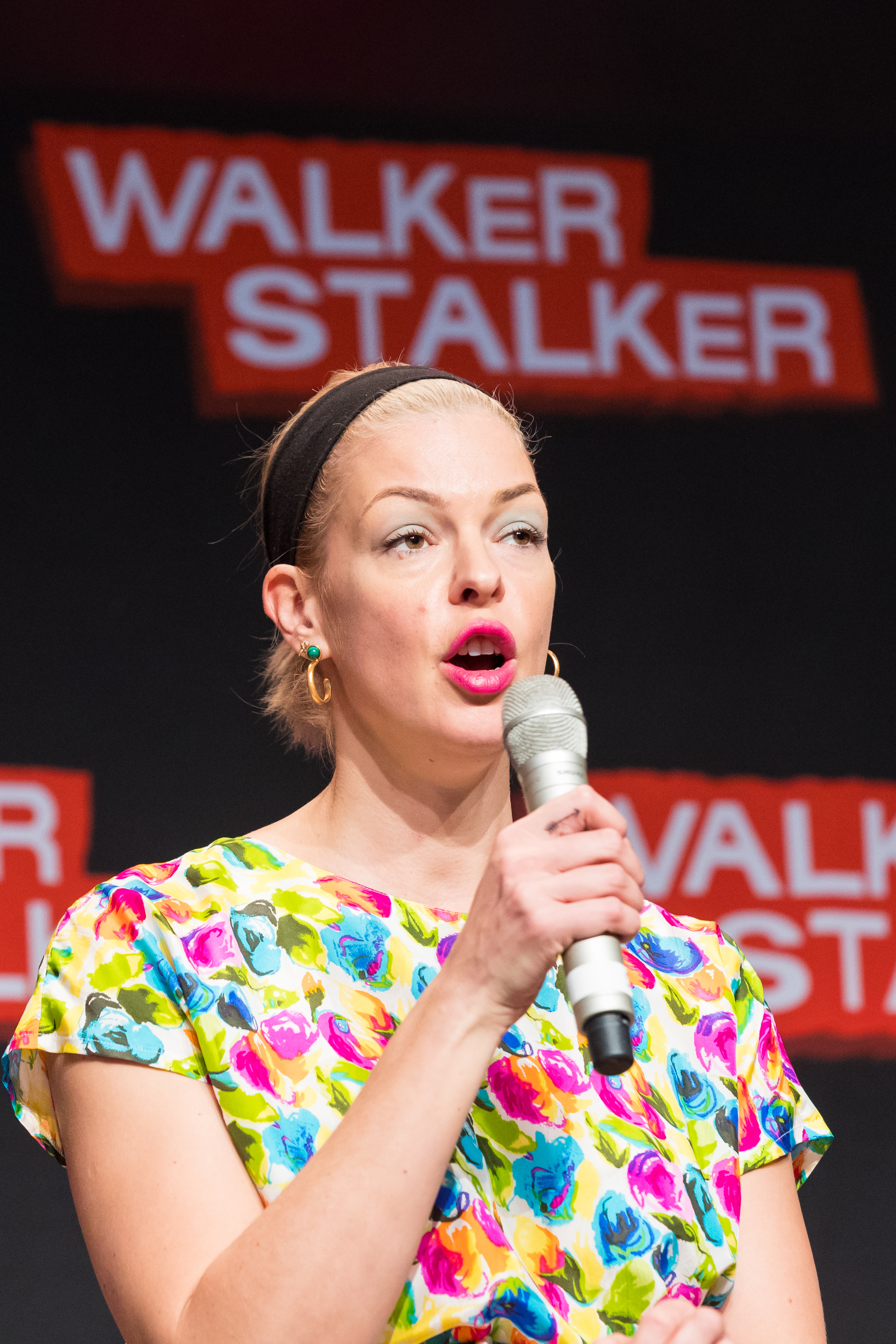
Pollyanna McIntosh interprète Jadis / Anne
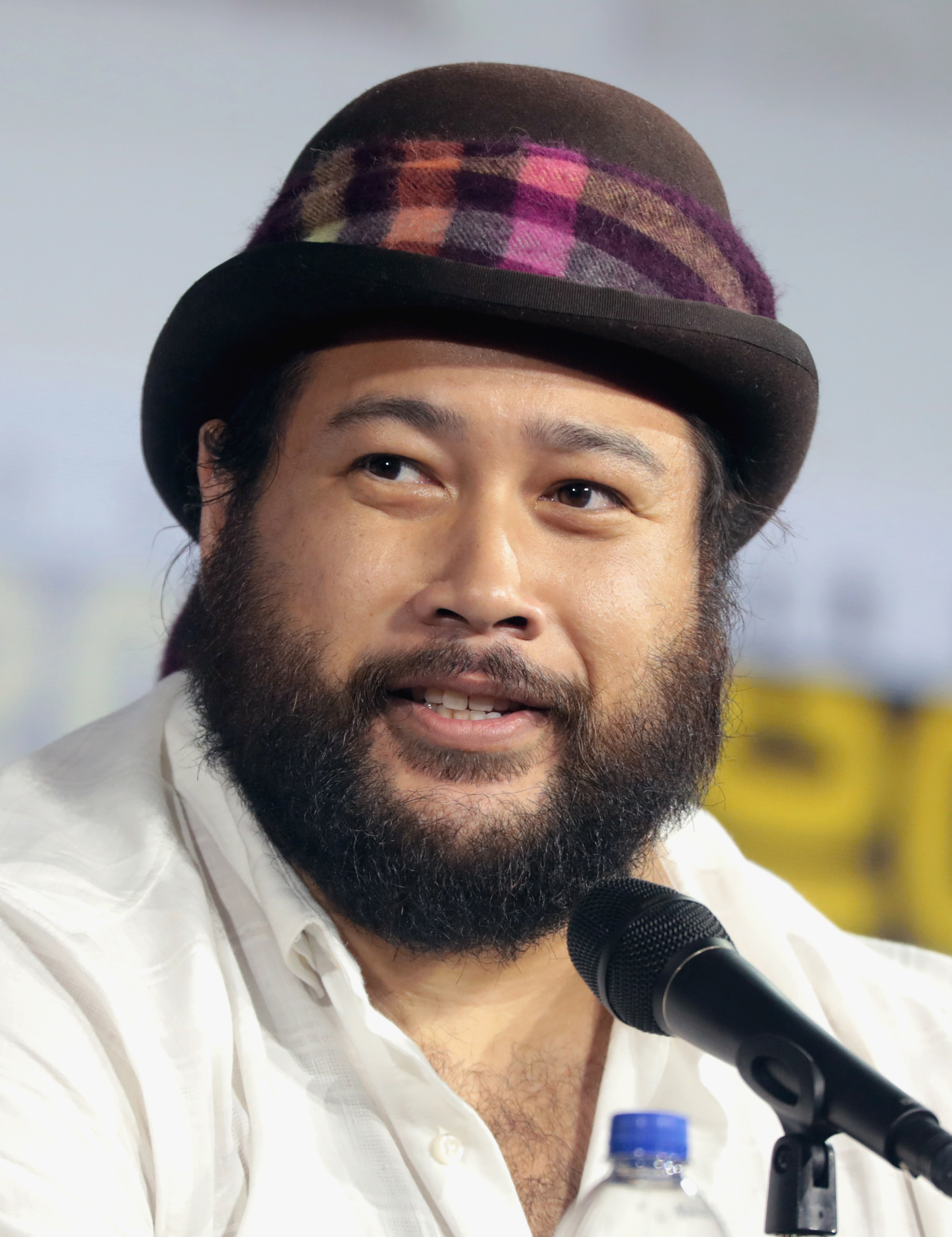
Cooper Andrews interprète Jerry
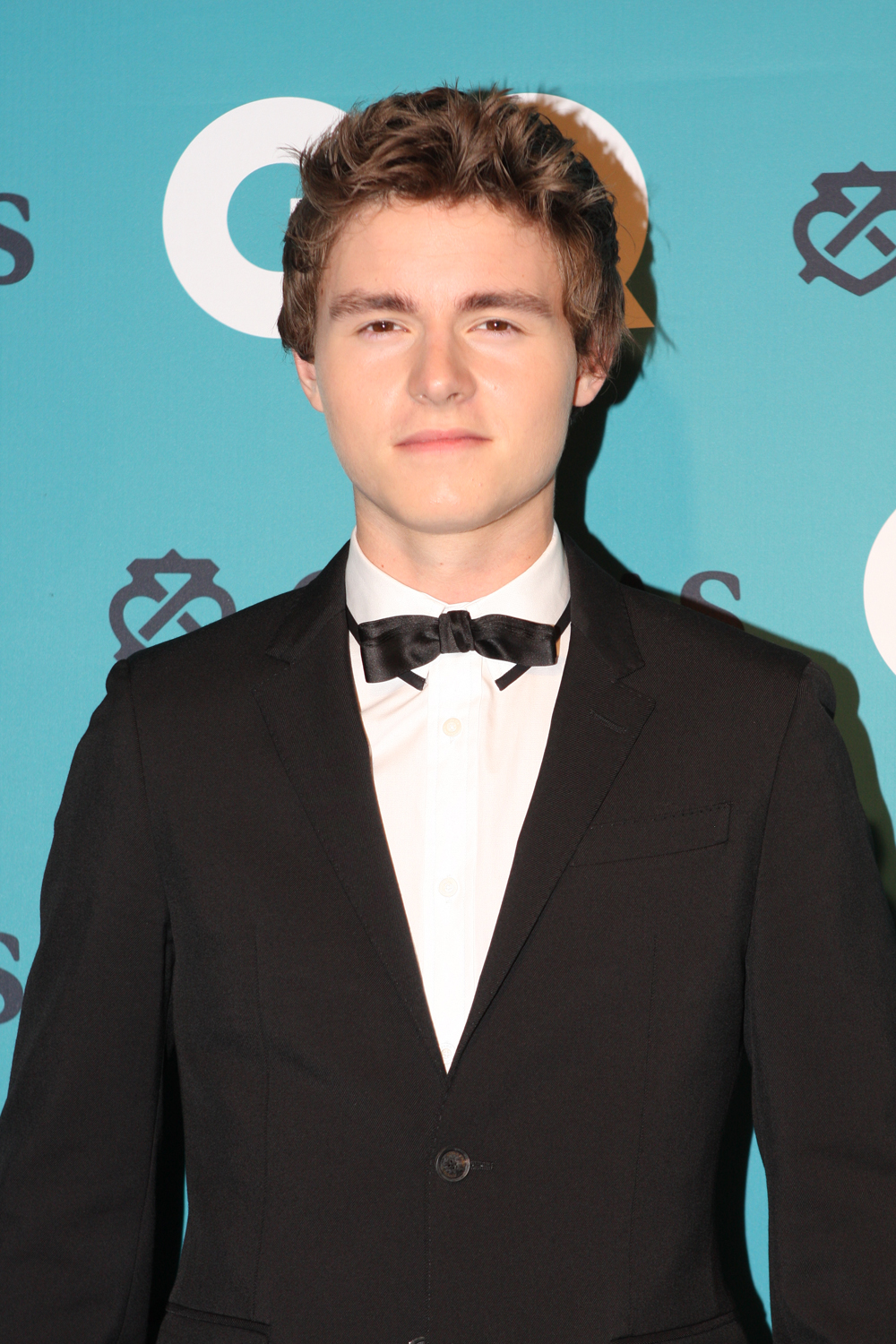
Callan McAuliffe interprète Alden
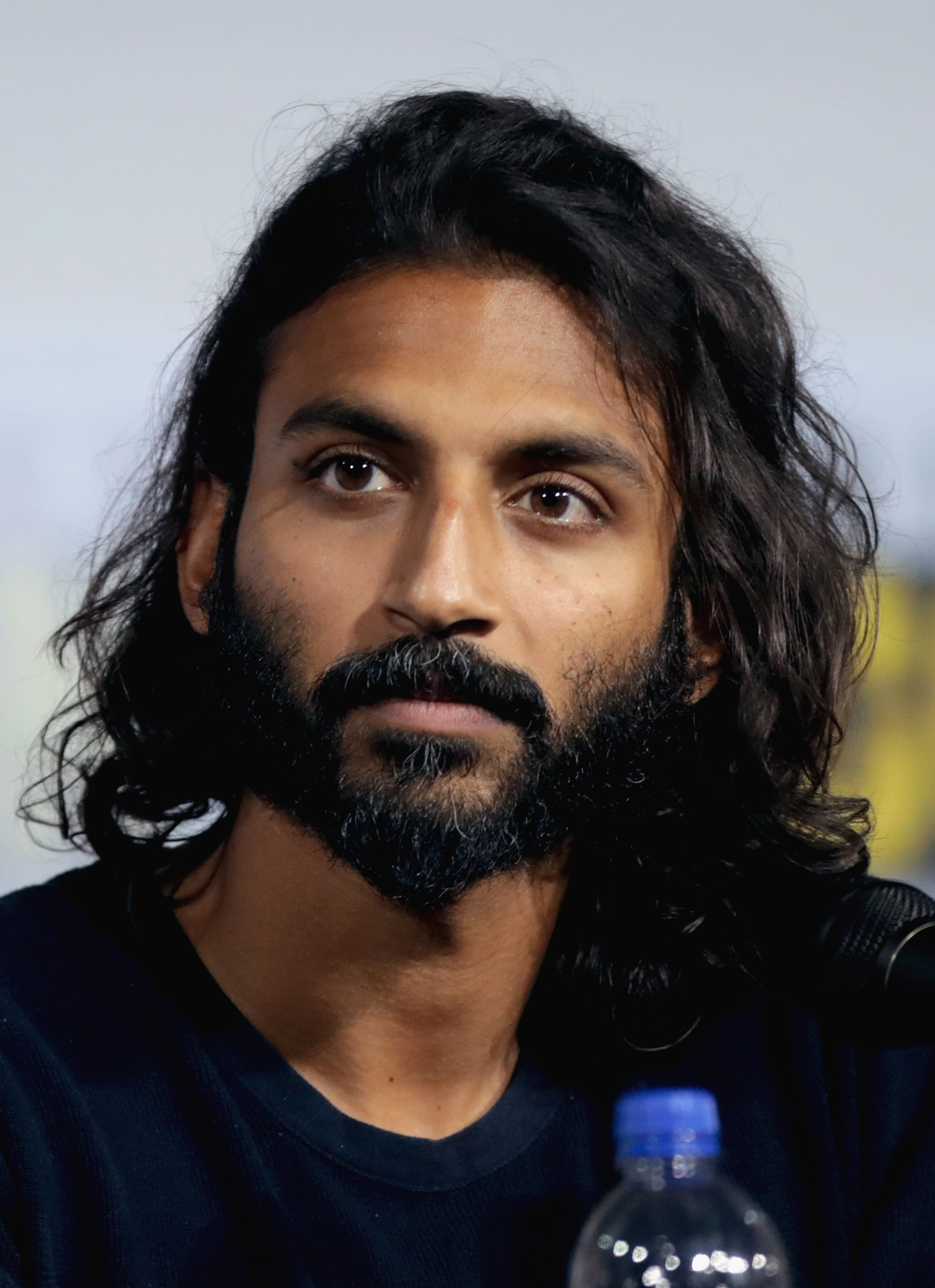
Avi Nash interprète Siddiq
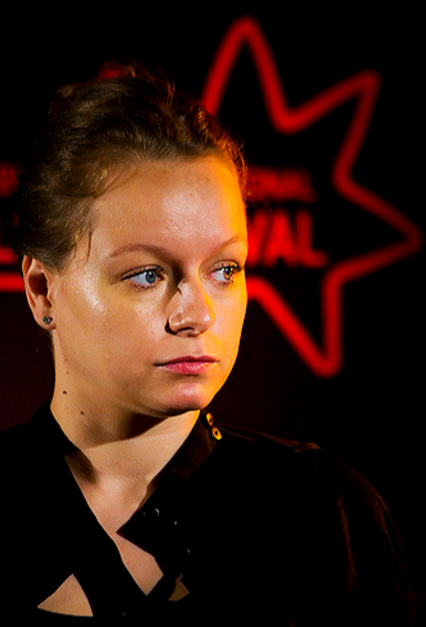
Samantha Morton interprète Alpha
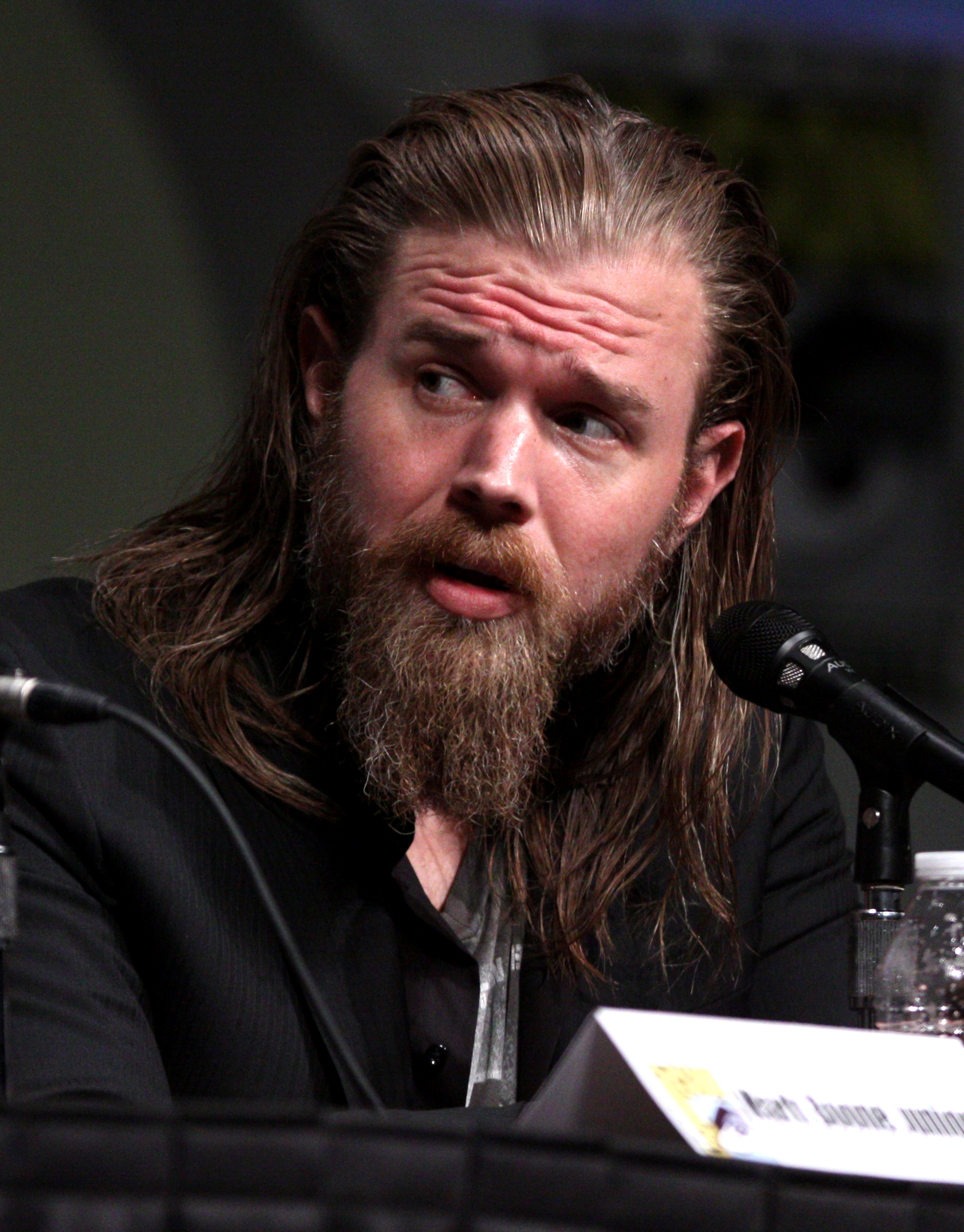
Ryan Hurst interprète Beta
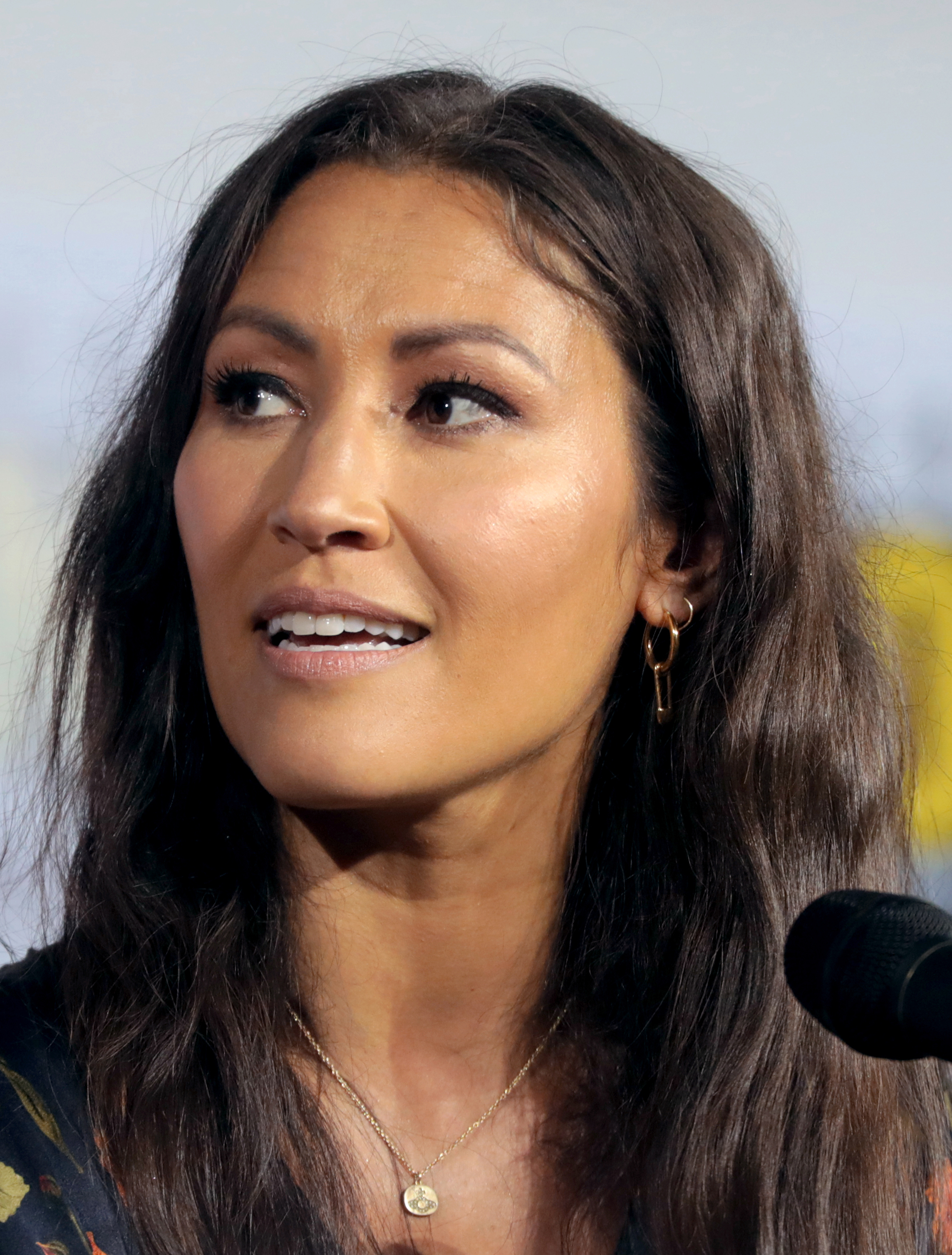
Eleanor Matsuura interprète Yumiko
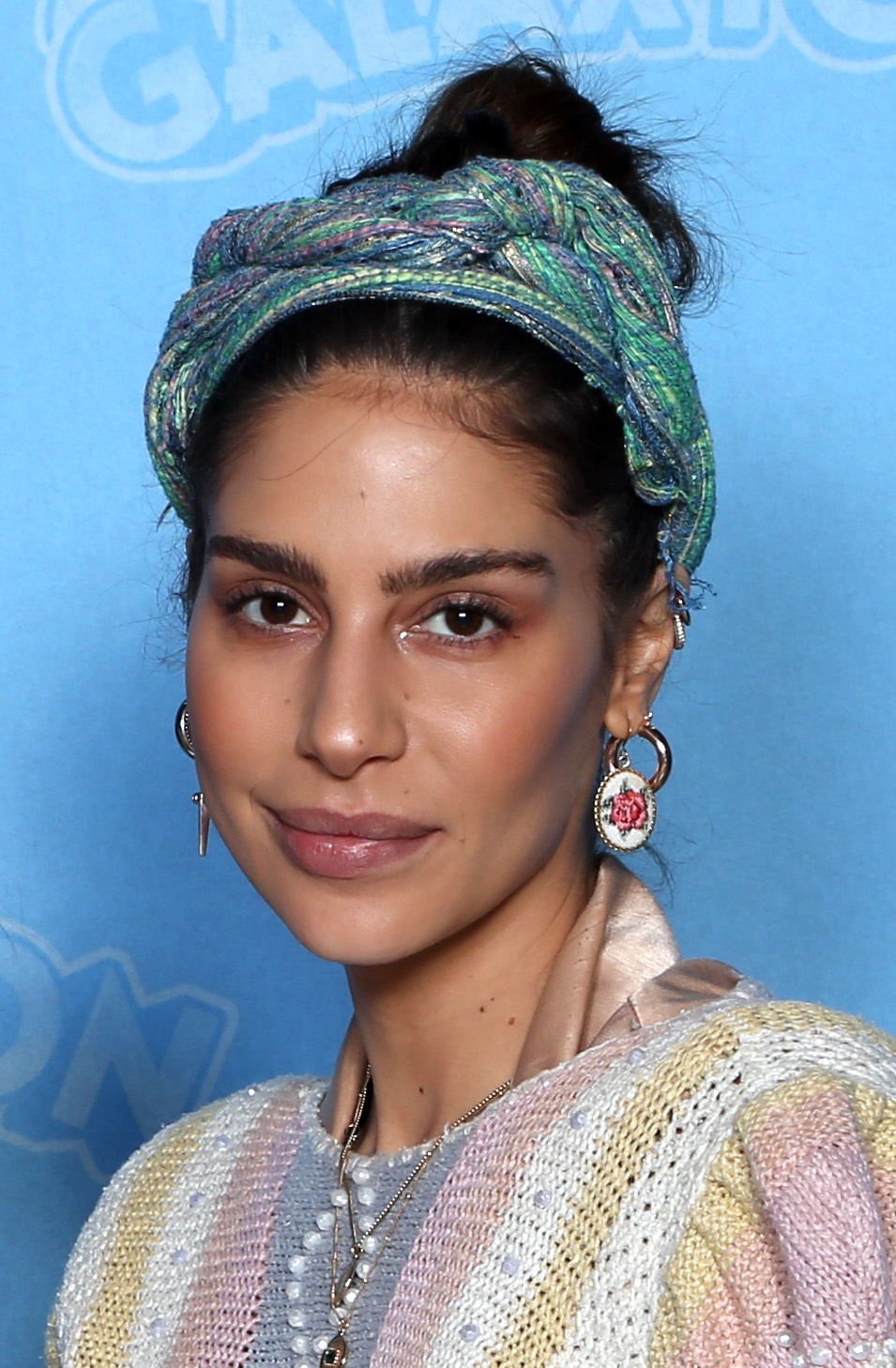
Nadia Hilker interprète Magna
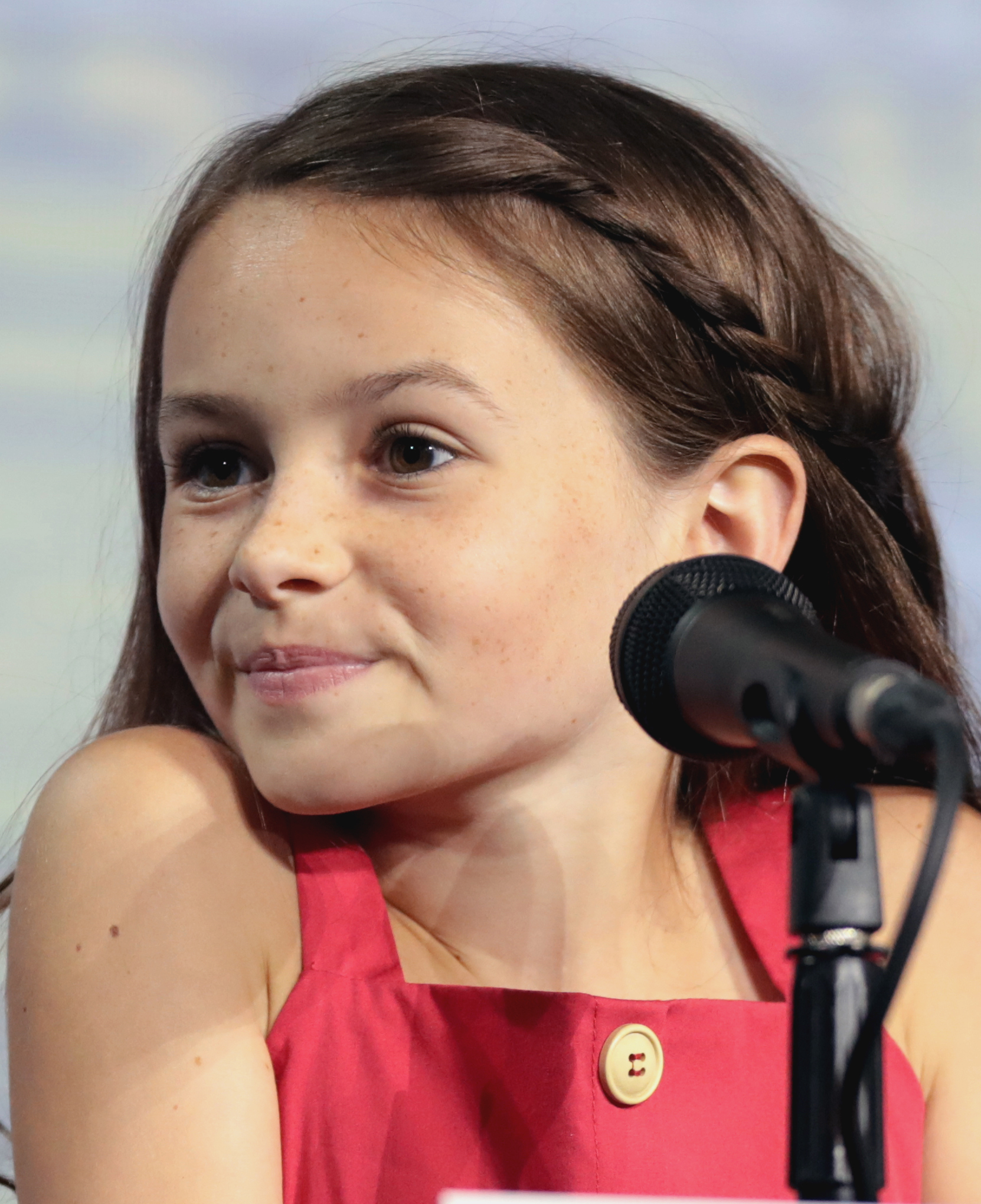
Cailey Fleming interprète Judith Grimes
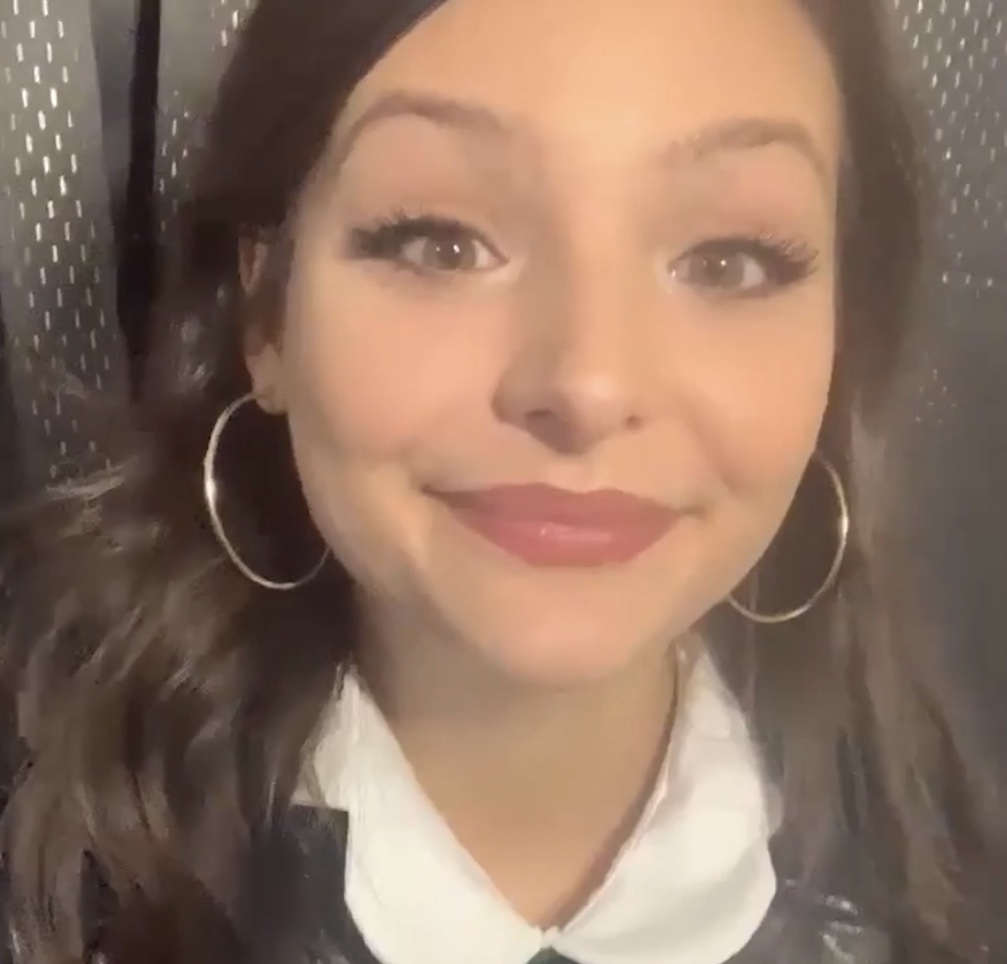
Cassady McClincy interprète Lydia
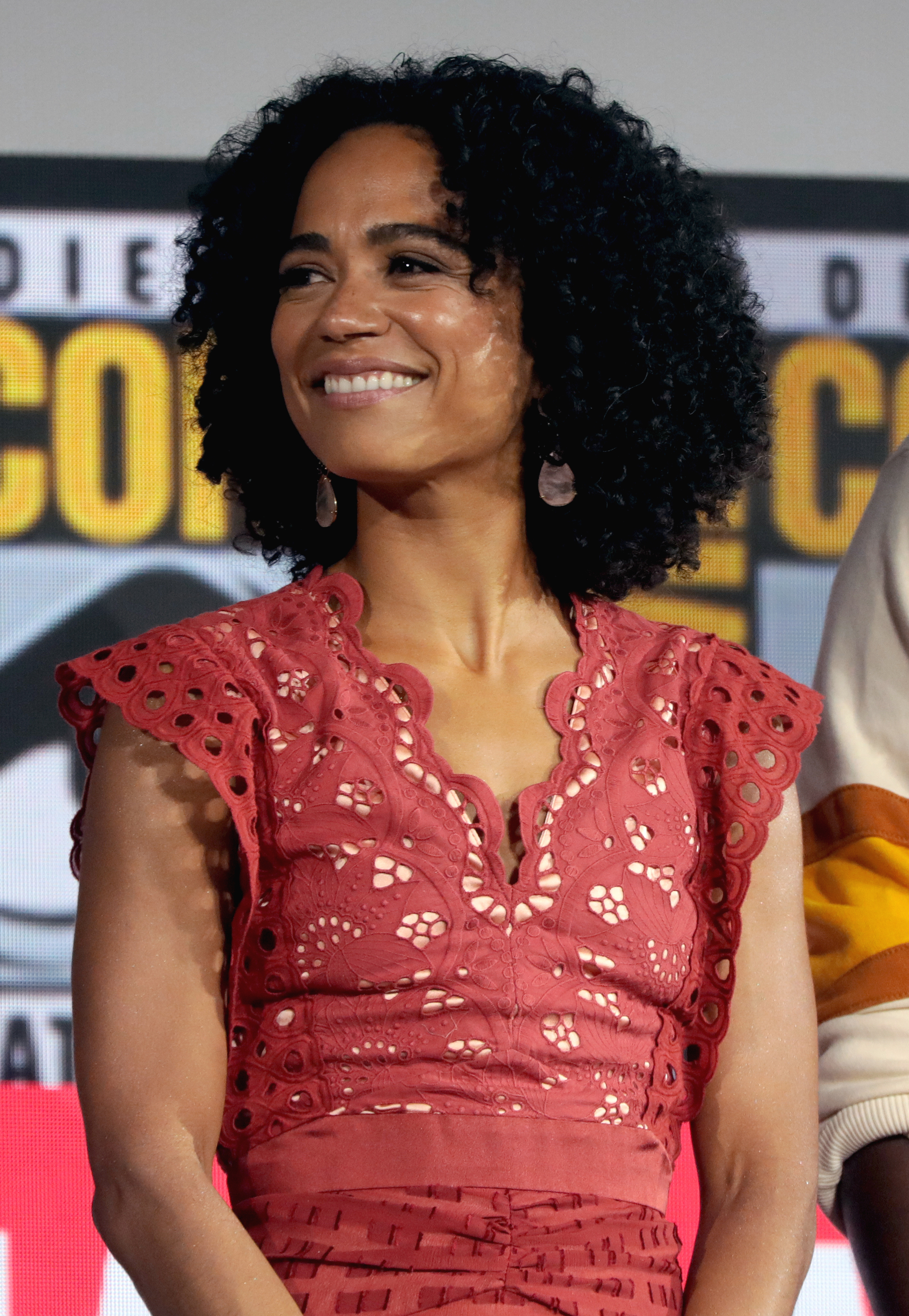
Lauren Ridloff interprète Connie
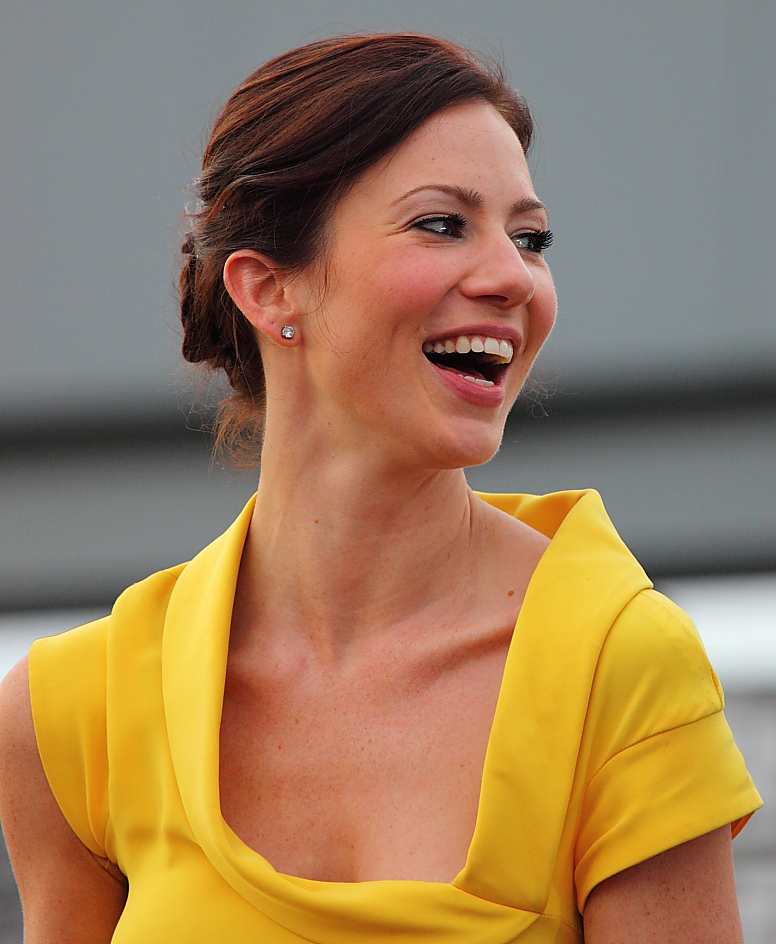
Lynn Collins interprète Leah Shaw
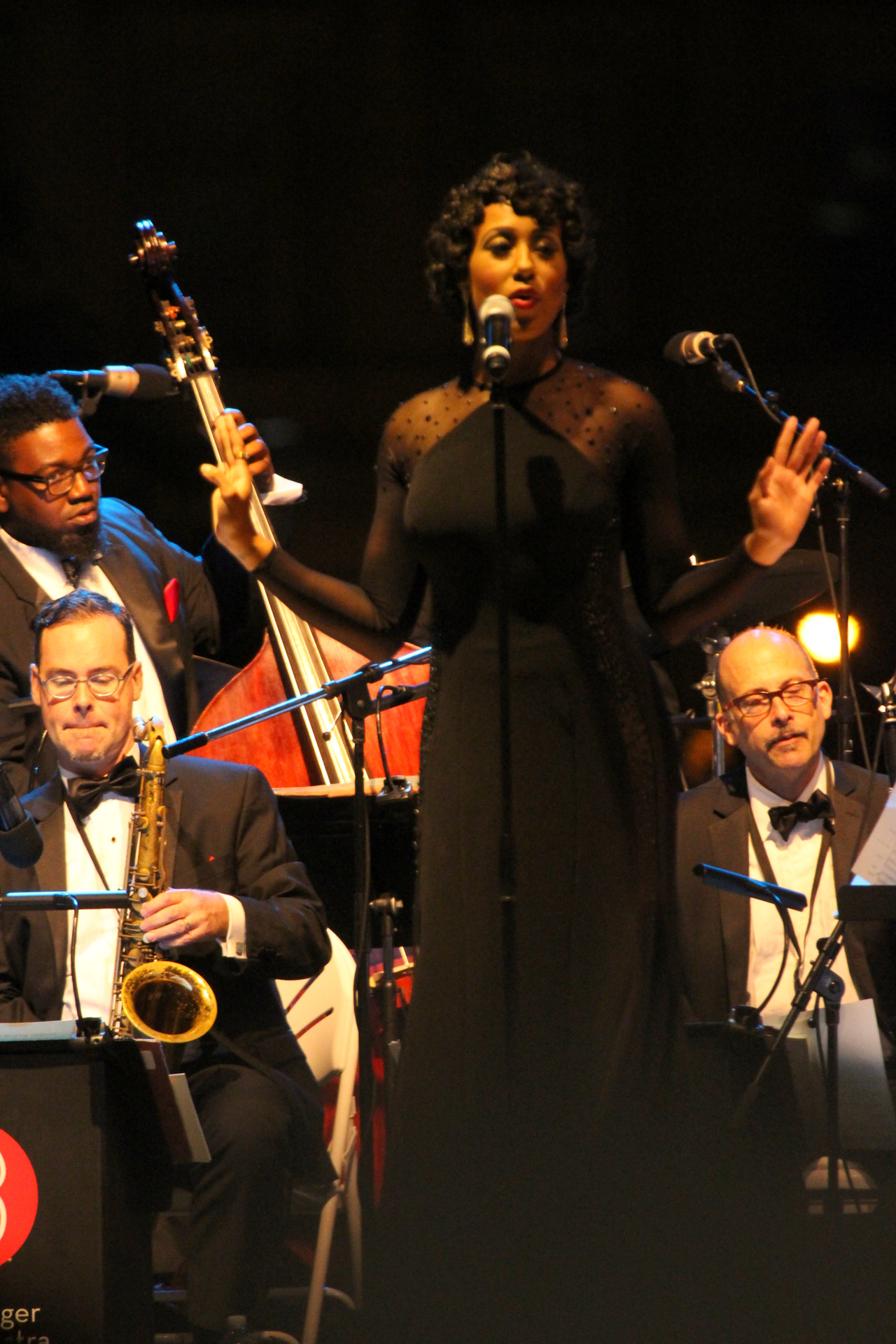
Margot Bingham interprète Maxxine « Stephanie » Mercer

### Acteurs récurrents

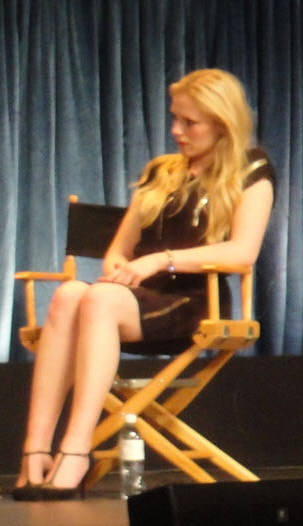
Emma Bell interprète Amy
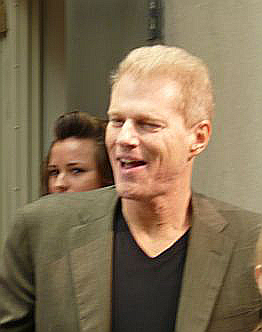
Noah Emmerich interprète le Dr Edwinn Genner
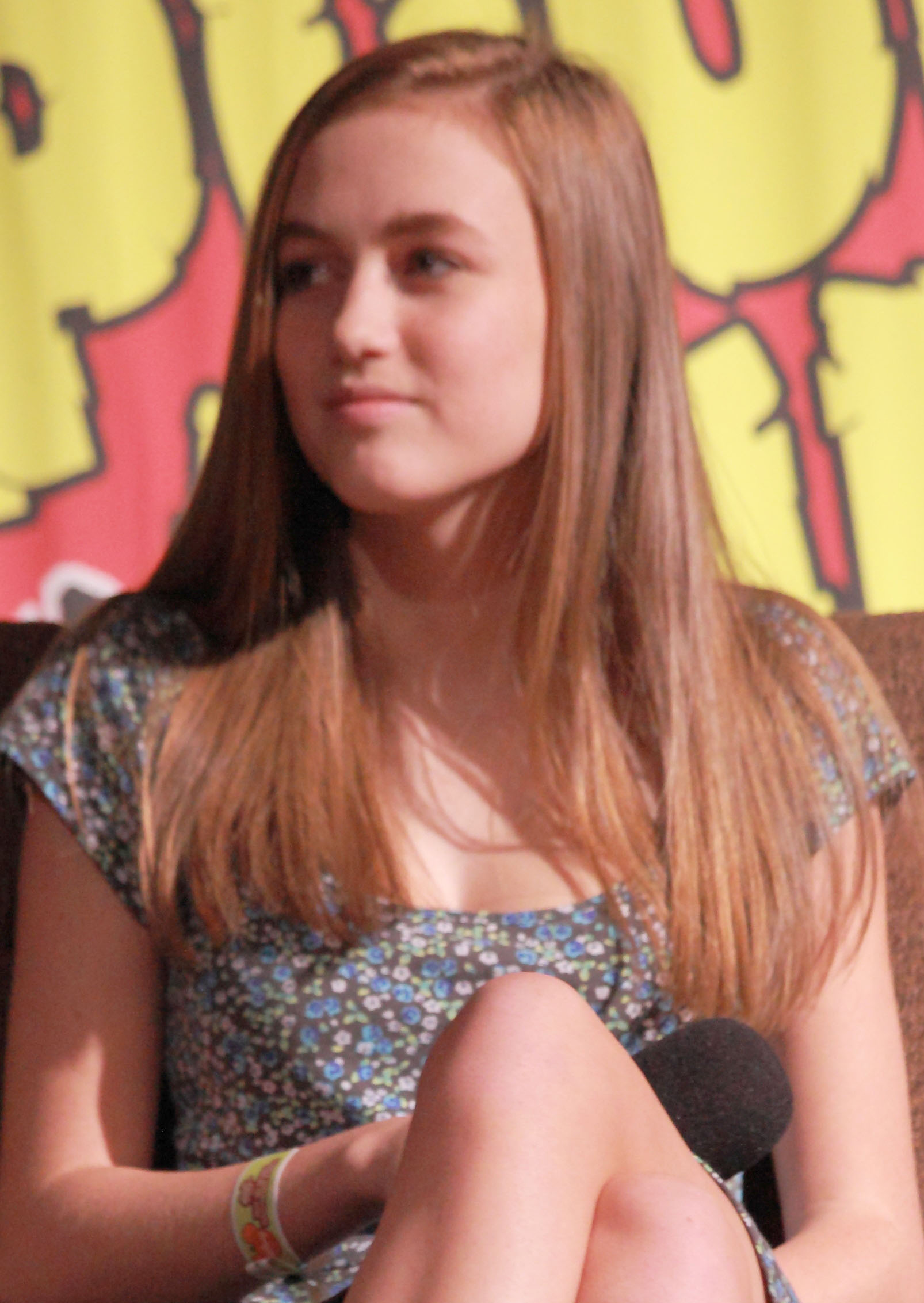
Madison Lintz interprète Sophia Peletier
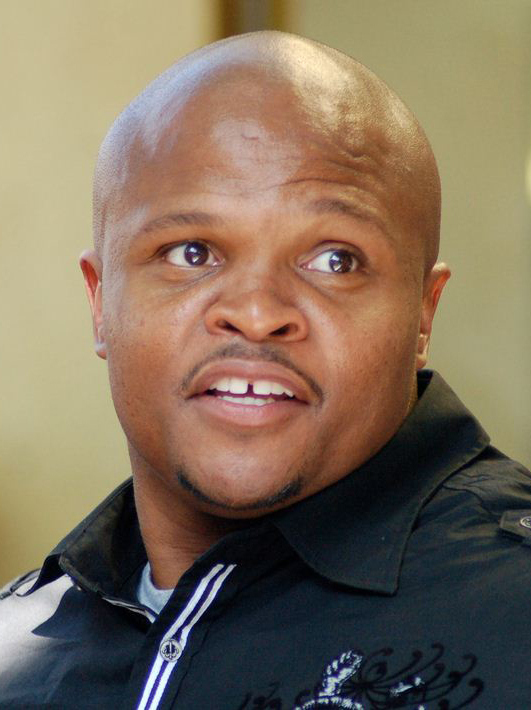
Irone Singleton interprète Theodore « T-Dog » Douglas

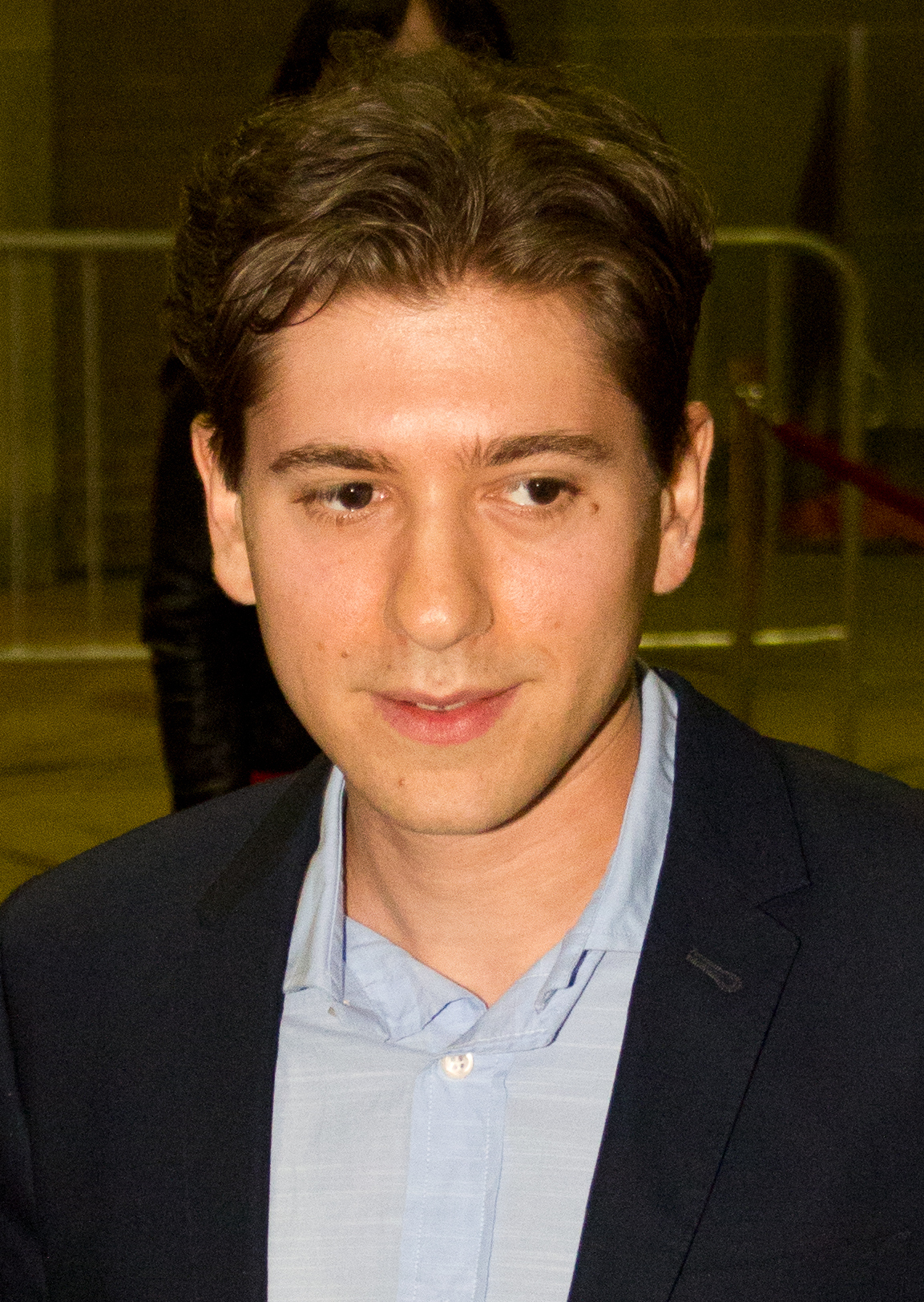
Michael Zegen interprète Randall
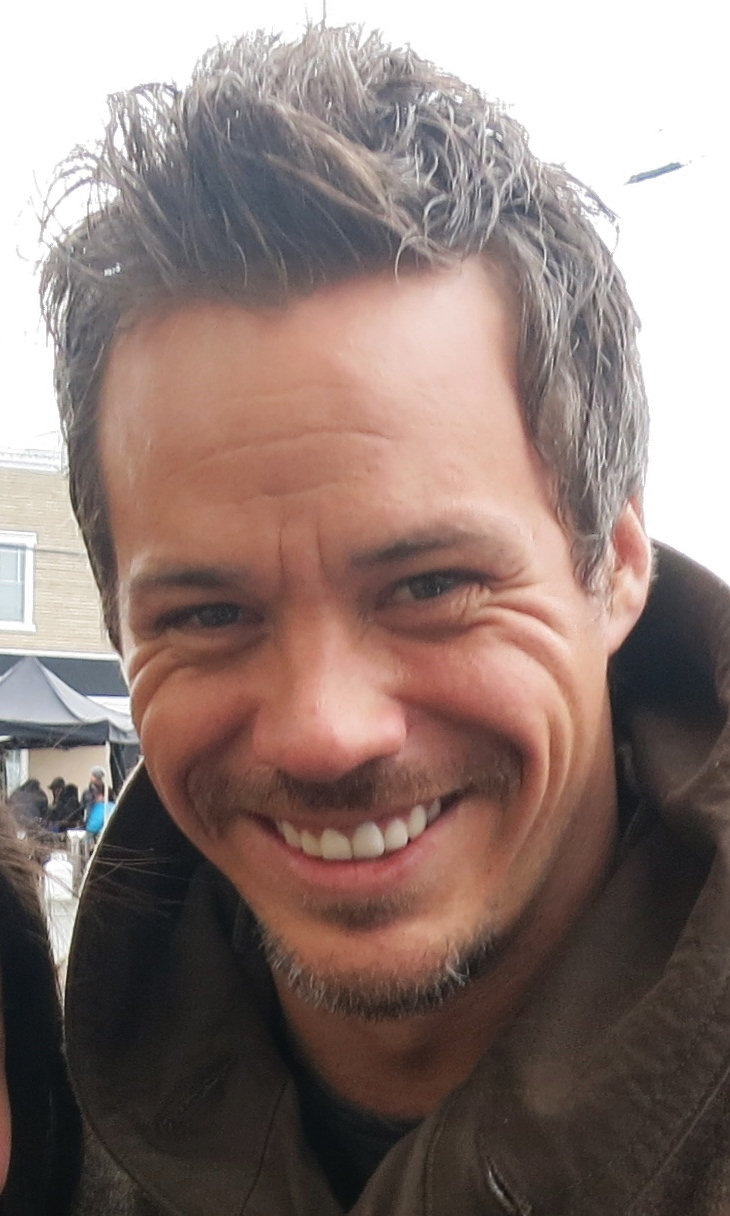
Michael Raymond-James interprète Dave

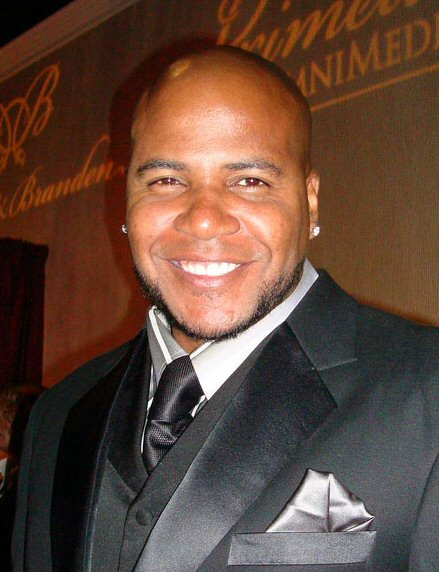
Vincent M. Ward interprète Oscar
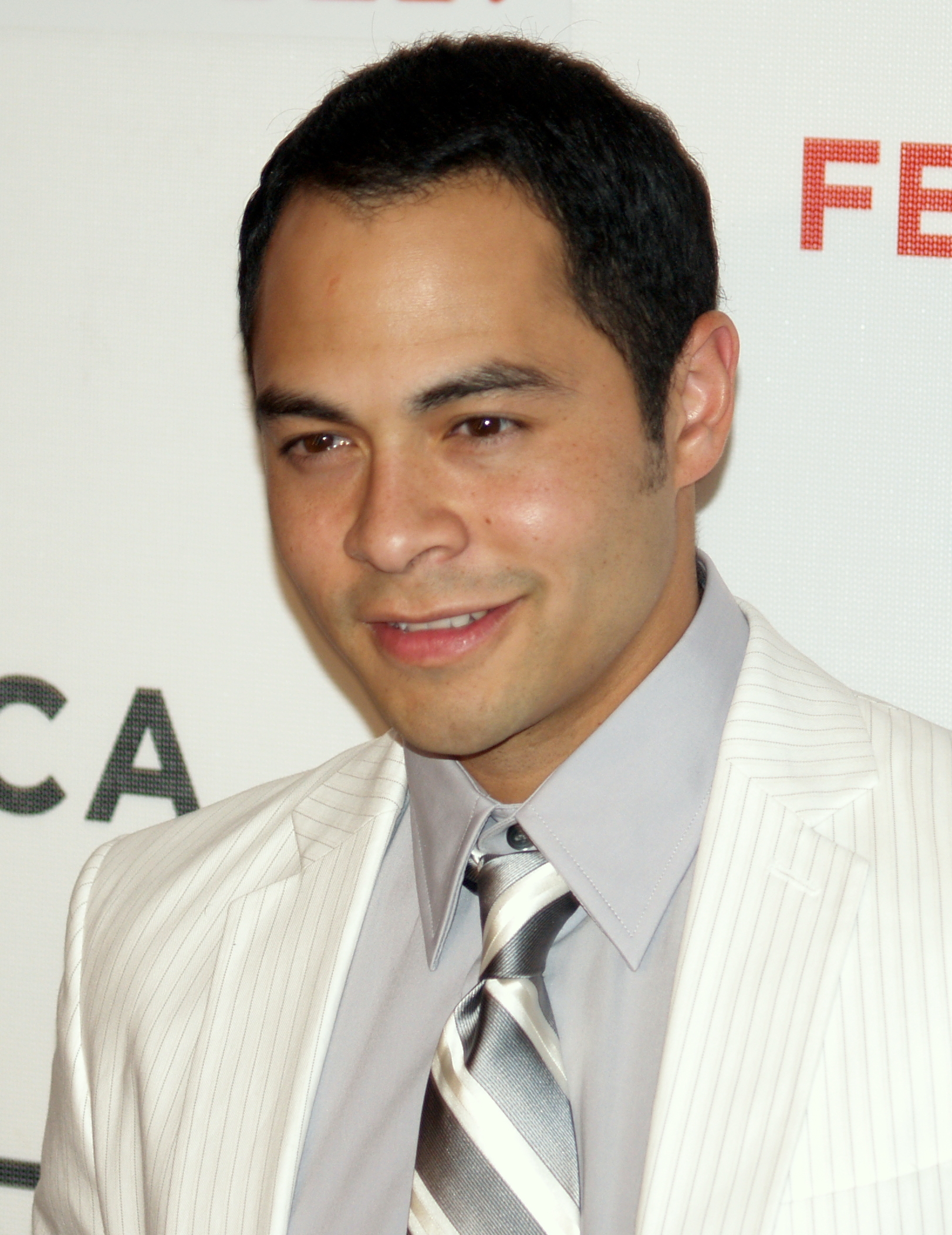
Jose Pablo Cantillo interprète Caesar Martinez
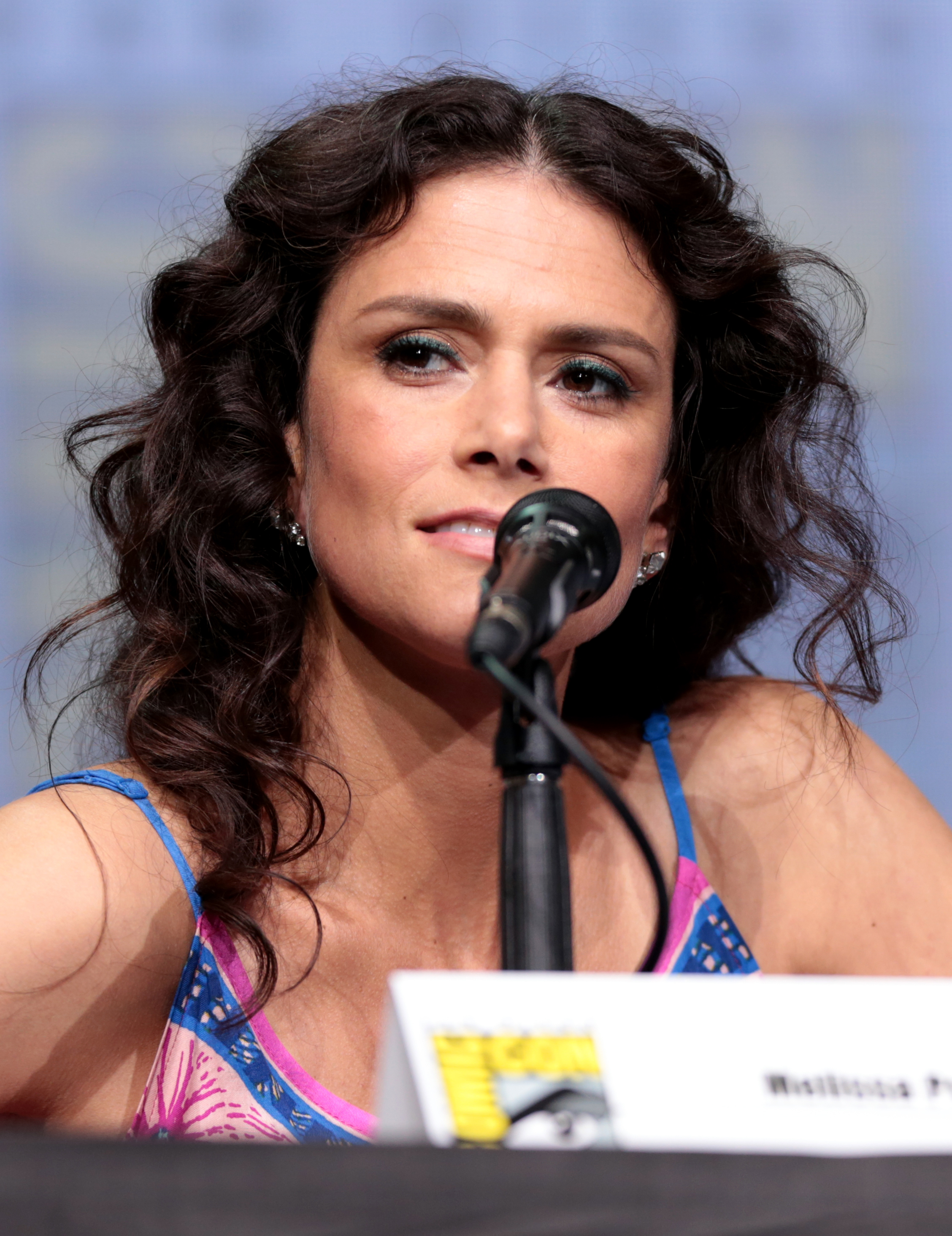
Melissa Ponzio interprète Karen
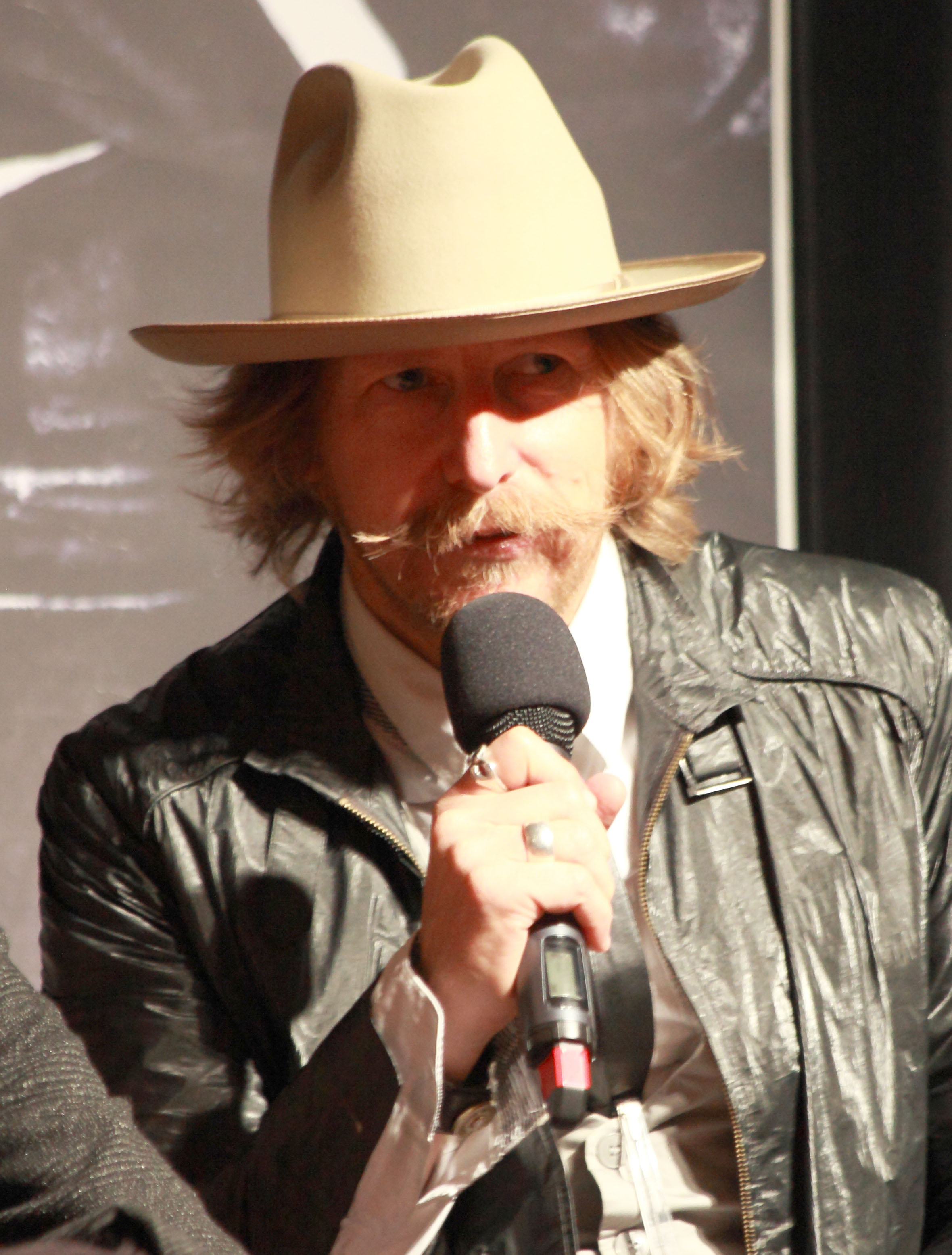
Lew Temple interprète Axel

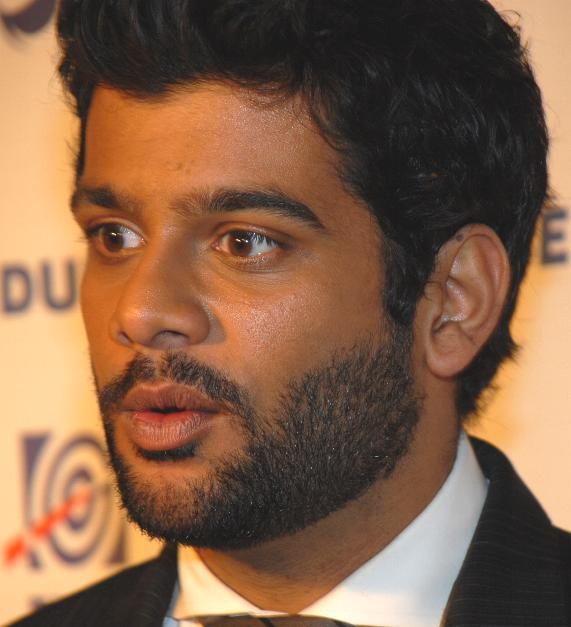
interprète Dr Caleb Subramanian
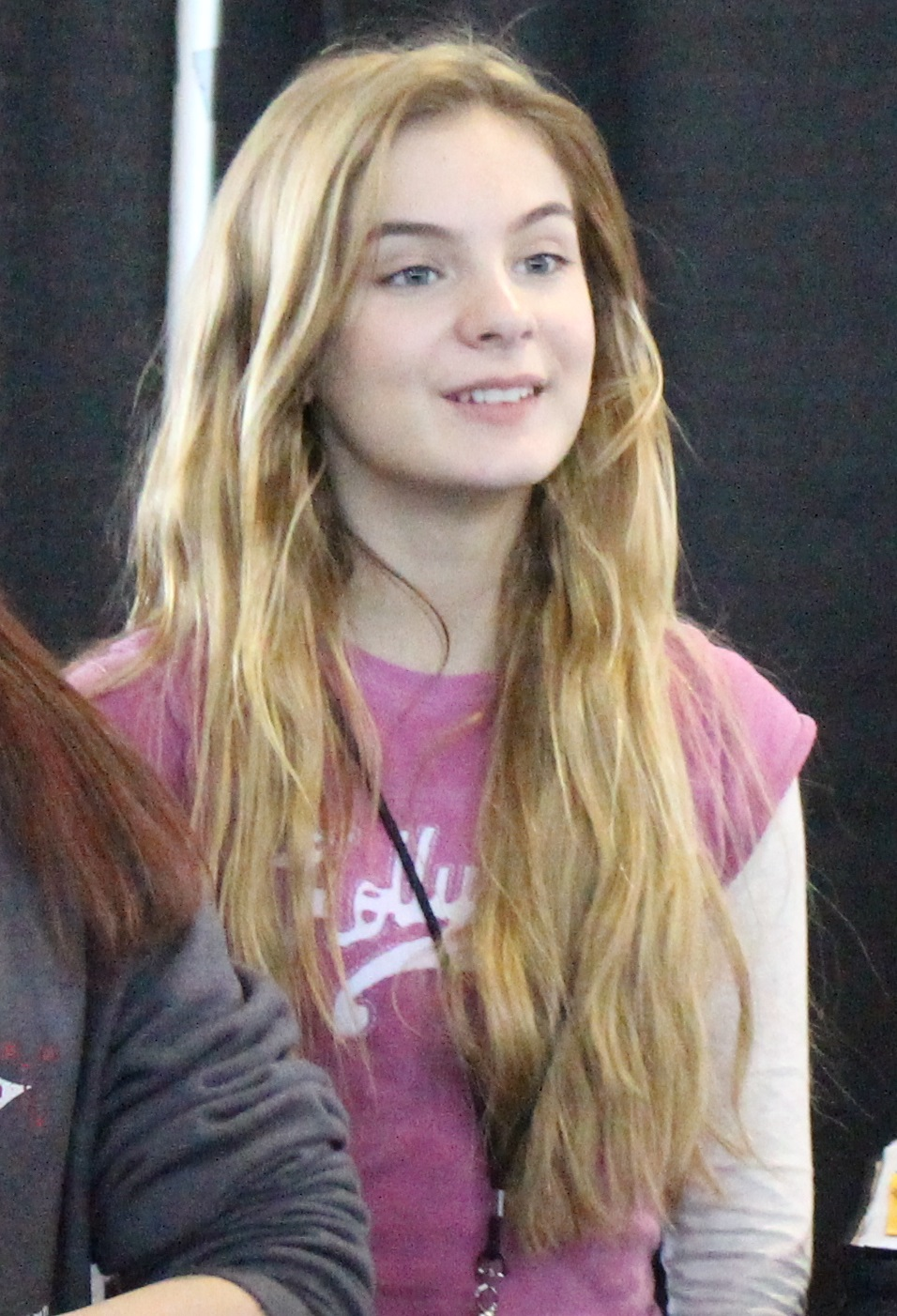
Brighton Sharbino interprète Lizzie Samuels
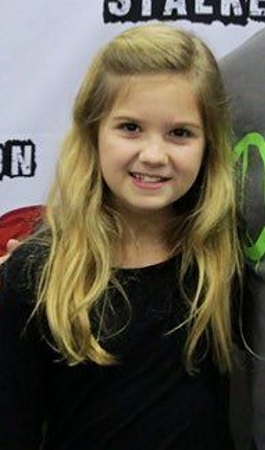
Kyla Kenedy interprète Mika Samuels

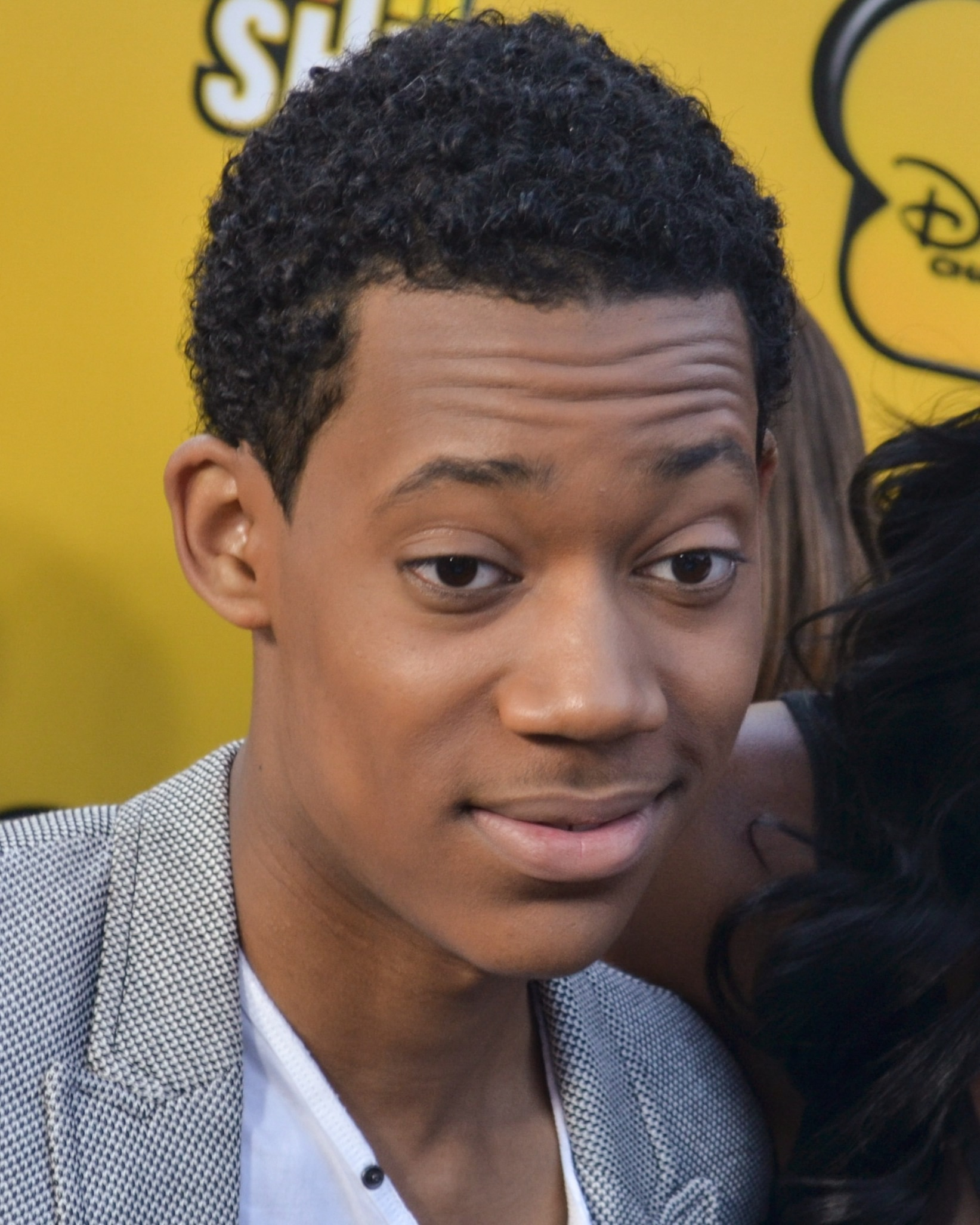
Tyler James Williams interprète Noah
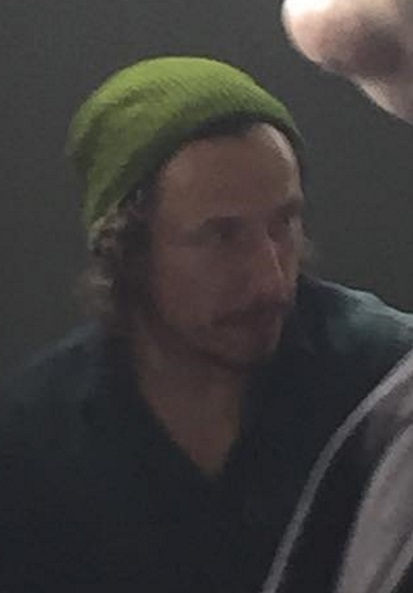
Michael Traynor interprète Nicholas
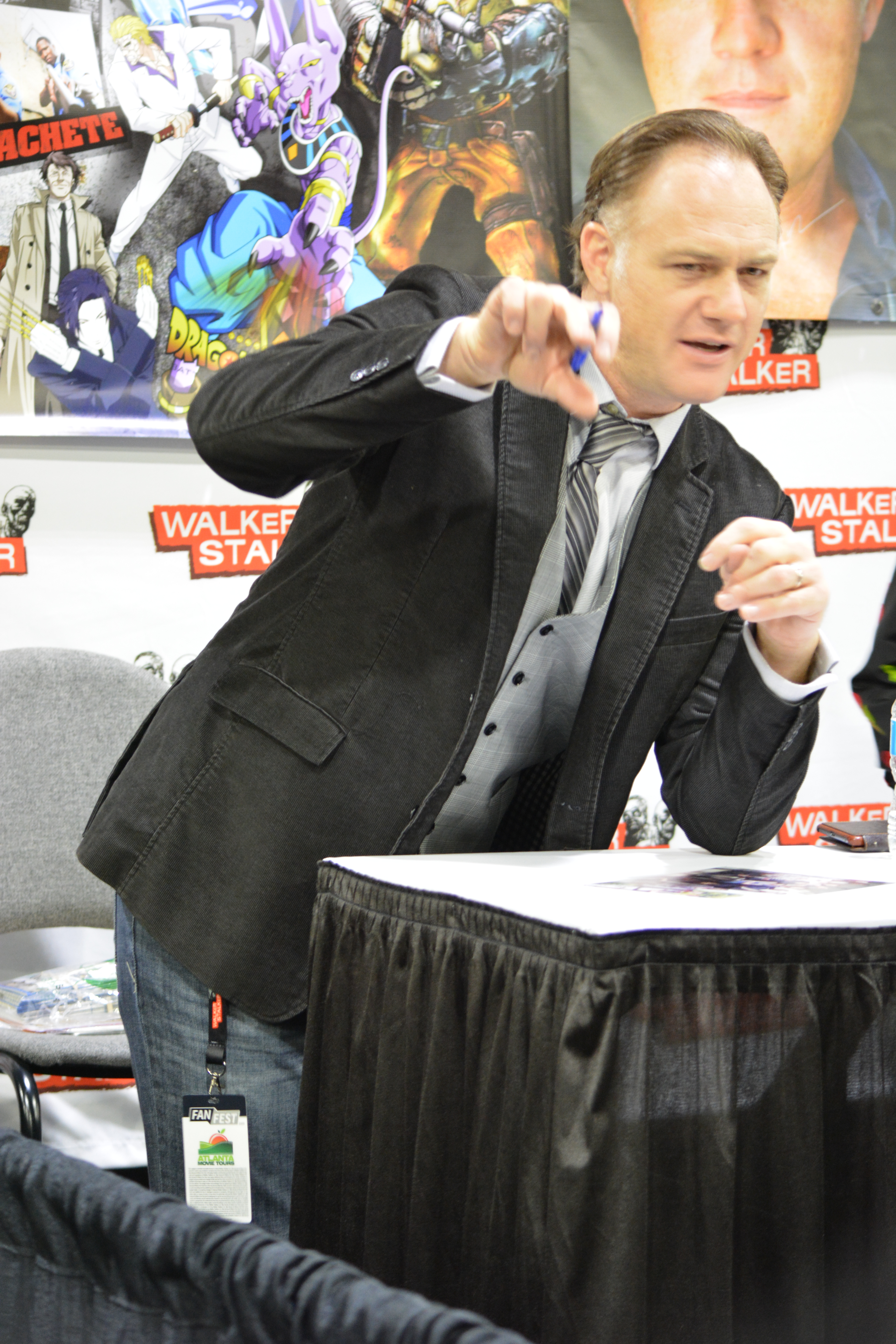
Jason Douglas interprète Tobin
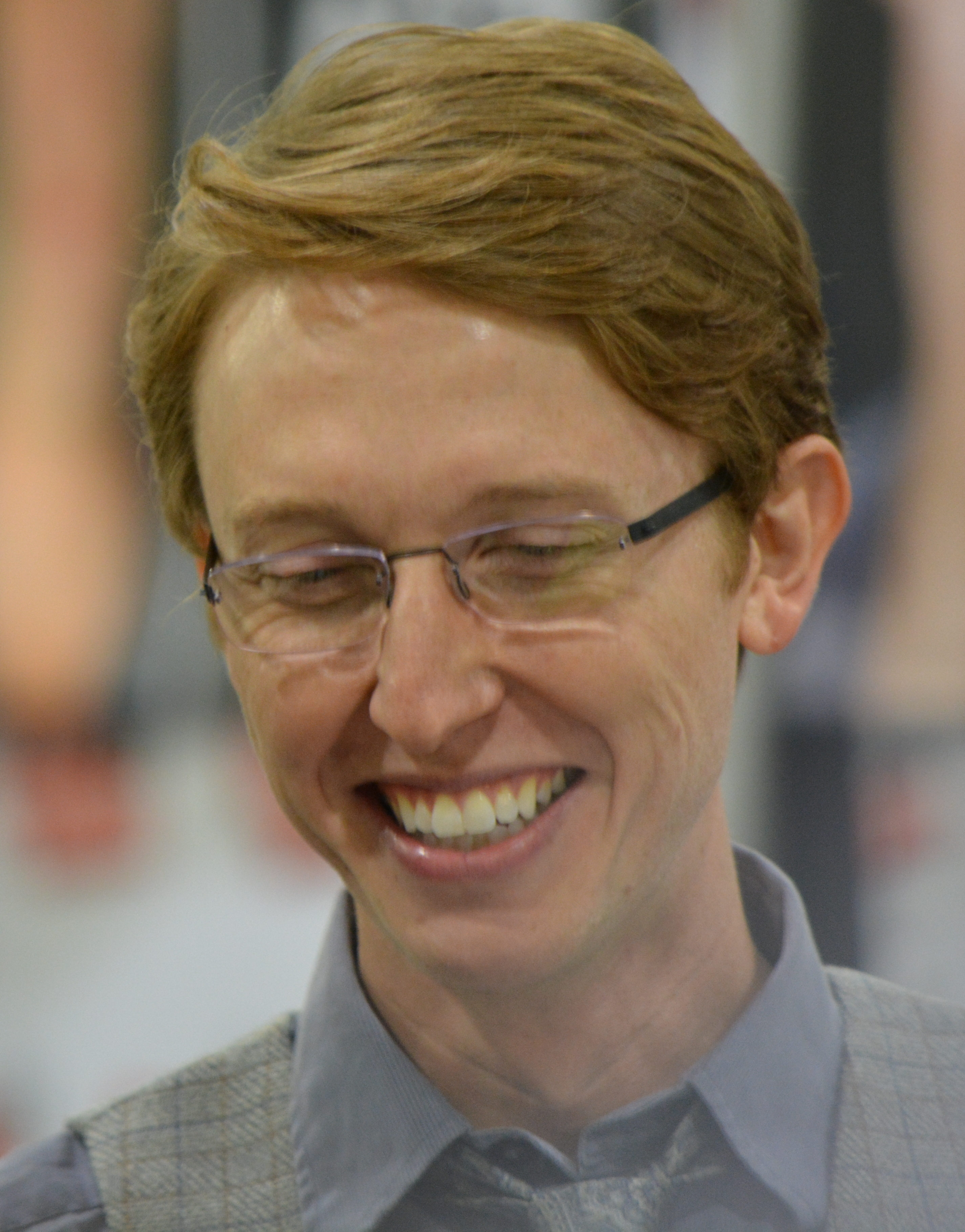
Jordan Woods-Robinson interprète Eric
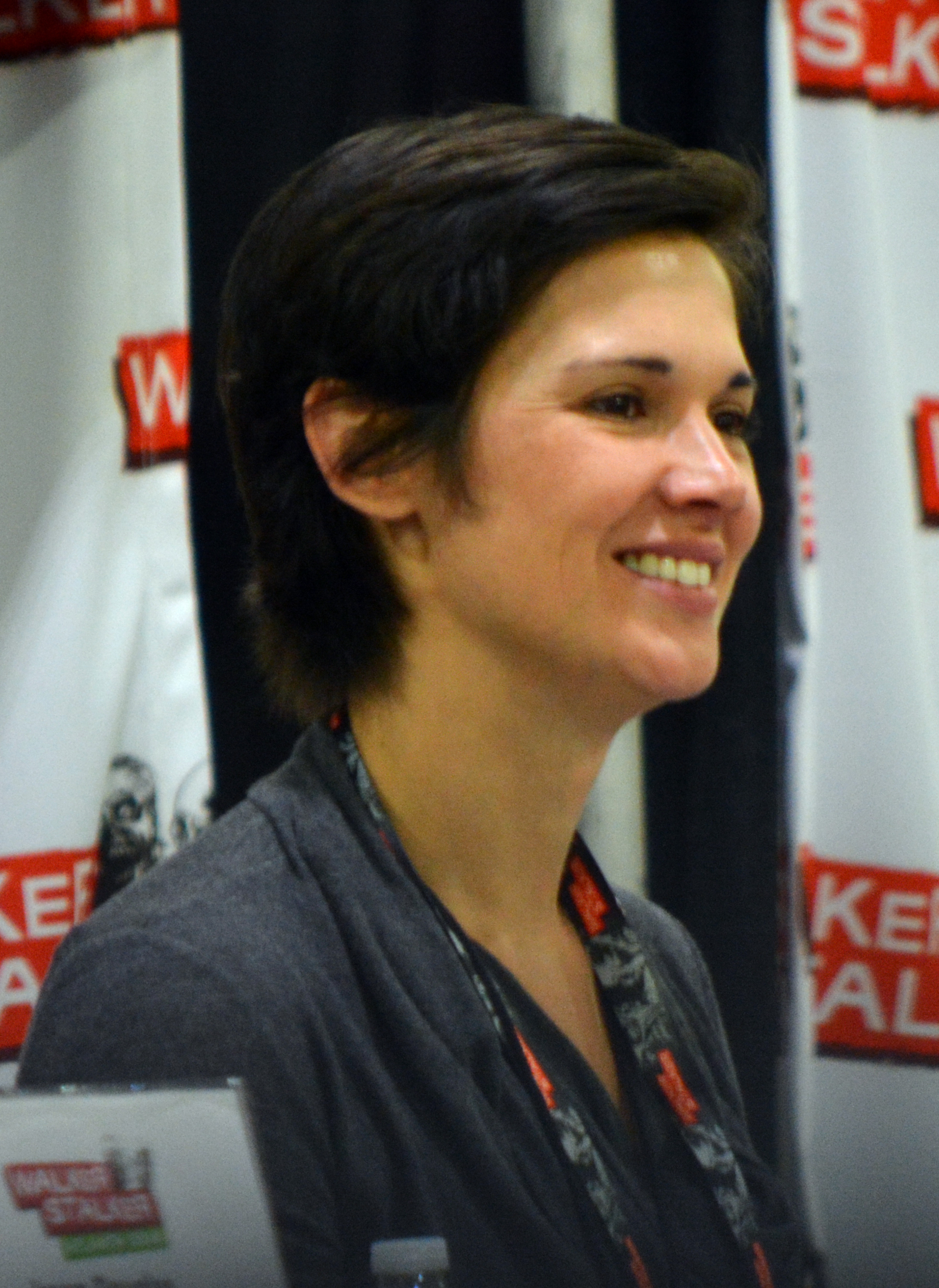
Dahlia Legault interprète Francine

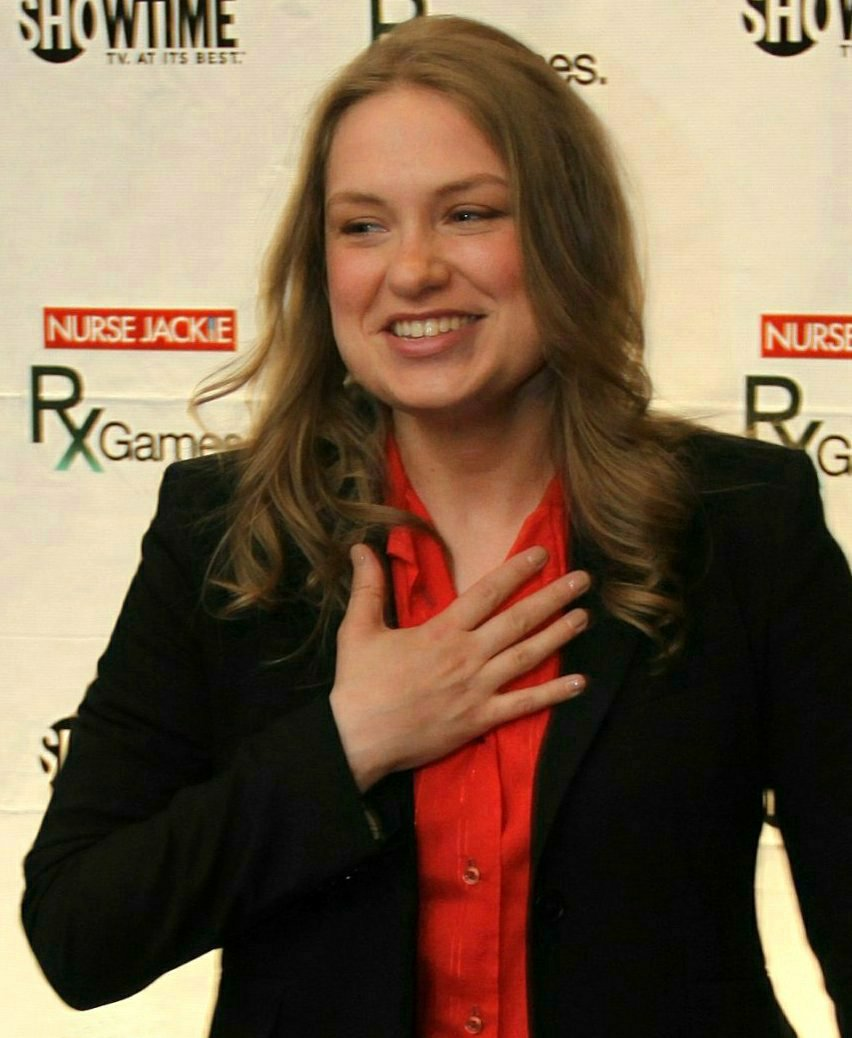
Merritt Wever interprète Dr Denise Cloyd
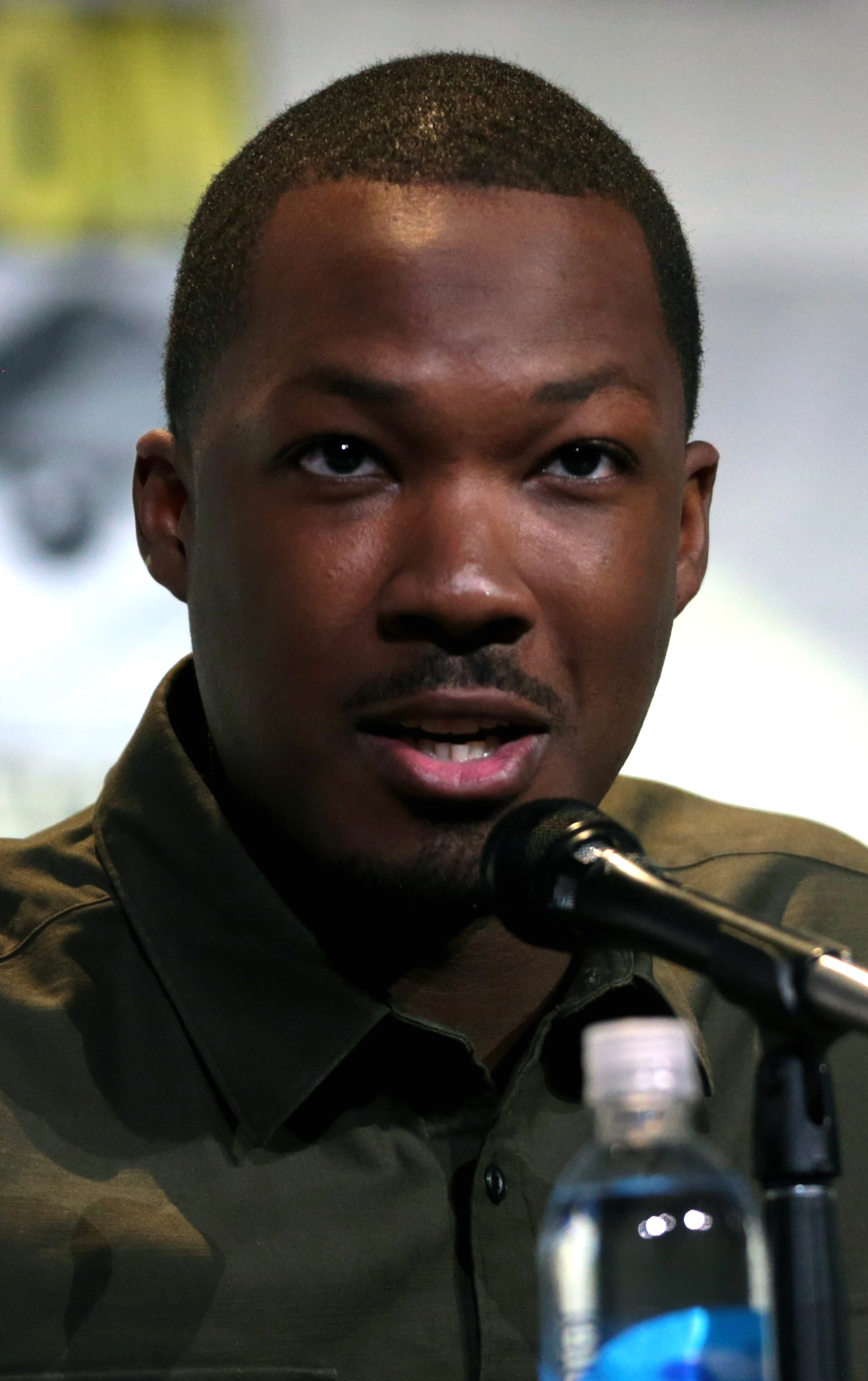
Corey Hawkins interprète Heath
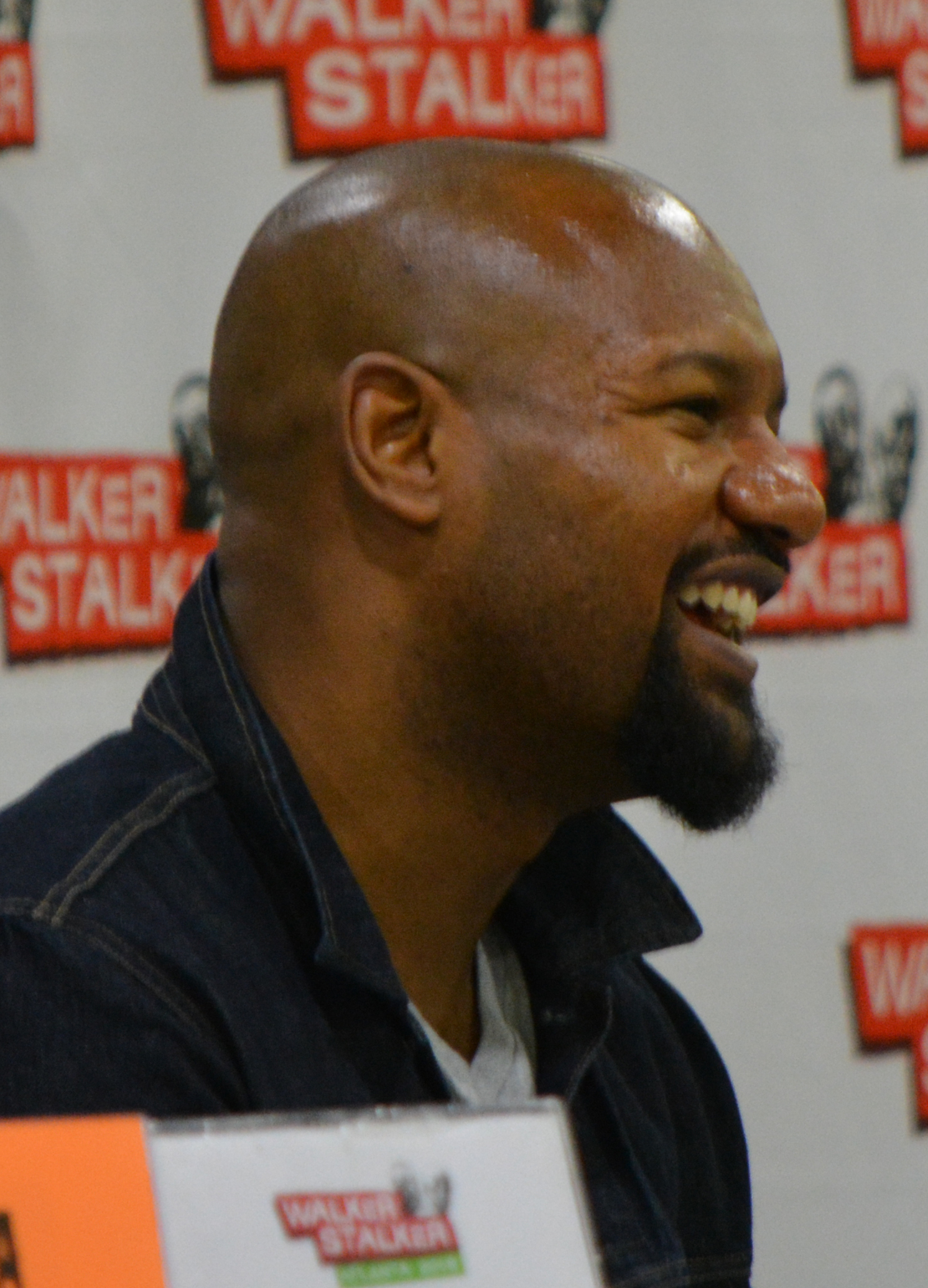
Kenric Green interprète Scott

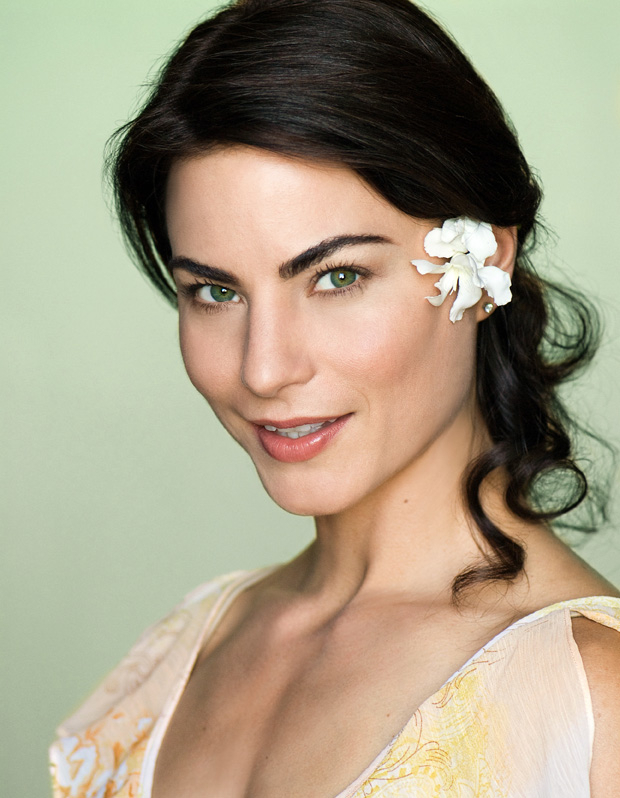
Traci Dinwiddie interprète Regina

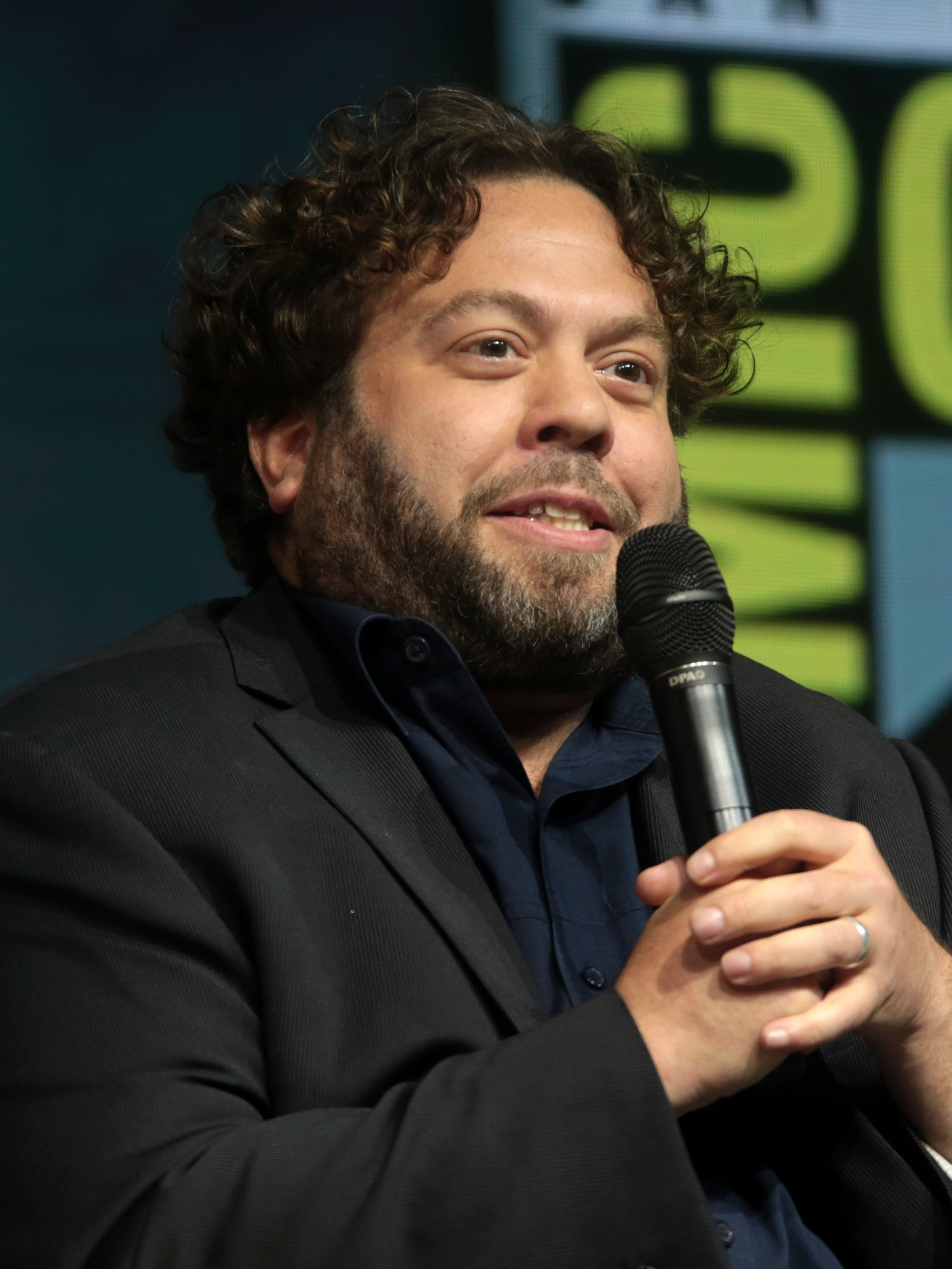
Dan Fogler interprète Luke
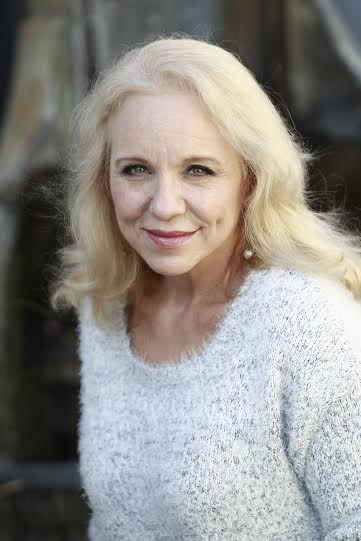
Brett Butler interprète Tammy

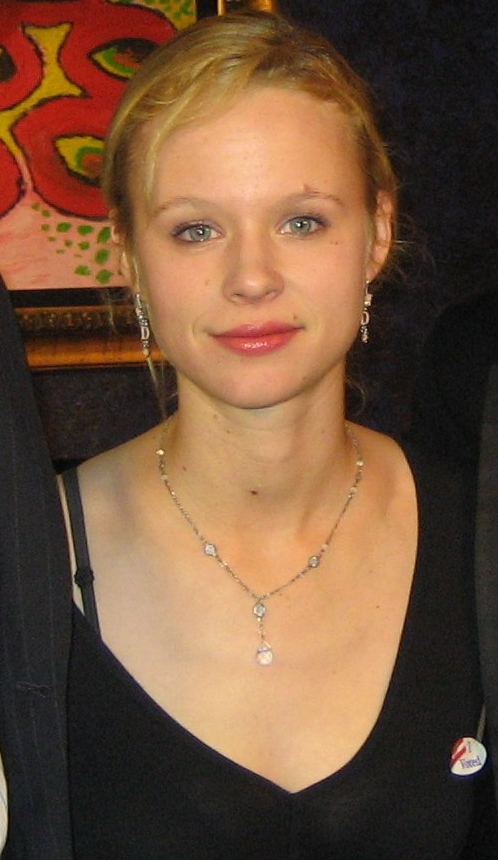
Thora Birch interprète Mary / Gamma

Source et légende : version française (VF) sur RS Doublage , Doublage Séries Database et Allodoublage

### Acteurs fétiches de Frank Darabont
La série met en avant plusieurs acteurs avec qui le producteur original de la série Frank Darabont avait déjà travaillé auparavant, notamment présents dans la première saison. Laurie Holden (Andrea), Jeffrey DeMunn (Dale Horvath), Melissa McBride (Carol Peletier), Juan Gabriel Pareja (Morales) et Sam Witwer (le soldat mort et transformé en rôdeur dans le char où Rick trouve refuge à la fin du premier épisode de la série). Ces cinq acteurs sont par exemple apparus dans le film The Mist en 2007 aux côtés de Thomas Jane qui devait par ailleurs jouer Rick Grimes à l'origine lorsque la série fut présentée à la chaîne HBO,. L'acteur a ensuite été en pourparlers avec Darabont pour éventuellement jouer dans la série à partir de l'automne 2010 mais le départ du producteur de la série annulera sa venue,,,.
Laurie Holden est également apparue dans le film The Majestic que Darabont a réalisé, tout comme Jeffrey DeMunn dans ce même film mais aussi dans Les Évadés en 1994 et La Ligne verte en 1999,. À l'origine, Sam Witwer devait reprendre son rôle du soldat mort dans le premier épisode de la deuxième saison ainsi que dans un webisode, mais ces plans sont très vite rejetés à la suite du départ de Darabont.

## Production

### Développement et équipe technique

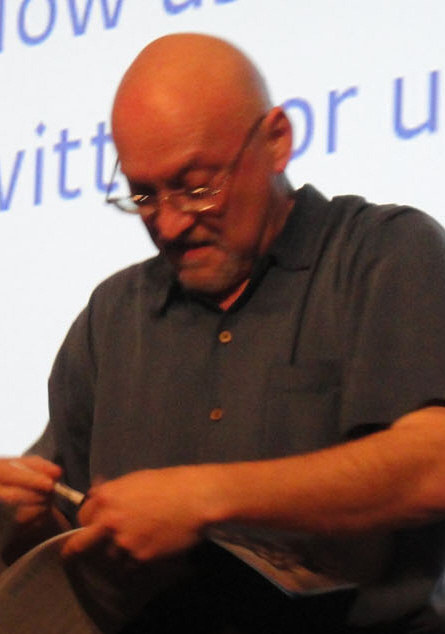
Frank Darabont, showrunner des deux premières saisons de The Walking Dead.

La chaîne américaine AMC annonce la commande d'un pilote pour une éventuelle série inspirée par la série de bandes dessinées The Walking Dead. Frank Darabont, en plus d'être le producteur exécutif du pilote se charge de son écriture et de sa réalisation avec Gale Anne Hurd comme producteur exécutif en plus de Frank Darabont. Le même mois, une revue du script du pilote attire plus d'attention.
Le tournage du tout premier épisode commence le 15 mai 2010 à Atlanta, en Géorgie après qu’AMC a officiellement commandé une première saison de six épisodes. Le tournage des épisodes suivants de la série démarre le 2 juin 2010 avec Darabont en tant que showrunner. Le 31 août 2010, Darabont rapporte que The Walking Dead est officiellement renouvelée pour une deuxième saison, dont la production devait commencer en février 2011. Le 8 novembre 2010, AMC confirme qu’il y aura une deuxième saison composée de 13 épisodes. Il aimerait également inclure certains des « éléments environnementaux » qui se déroulent dans le volume 2 du livre de Kirkman. Frank Darabont est également producteur délégué lors du tournage des derniers épisodes de la première saison,. L'équipe de scénaristes de la première saison est composée de Frank Darabont qui écrit et co/réalise quatre des six épisodes, du producteur exécutif Charles H. Eglee, du producteur exécutif mais également créateur de la bande dessinée Robert Kirkman, du coproducteur exécutif Jack LoGiudice, du producteur consultant Adam Fierro et enfin de Glen Mazzara, qui ont tous contribué à un épisode chacun. Avec Darabont, qui a réalisé l’épisode pilote, les cinq autres ont été respectivement réalisés par Michelle MacLaren, Gwyneth Horder-Payton, Johan Renck, Ernest Dickerson et Guy Ferland.
Le 1er décembre 2010, Deadline Hollywood rapporte que Darabont a licencié son équipe d’écriture, y compris le producteur exécutif Charles Eglee et prévoit de faire appel à des scénaristes indépendants pour la deuxième saison. Kirkman a qualifie l’annonce de « prématurée » et précise qu’Eglee est partie poursuivre d’autres projets lorsque Darabont a décidé de rester en tant que réalisateur et qu’aucun plan définitif n’a été fait concernant l’équipe d’écriture pour la deuxième saison.

« [Chic Eglee] a été ramené pour travailler sur The Walking Dead avec l’idée que Frank Darabont allait travailler sur la première saison, puis partir faire des films […] Eglee ne voulait pas être commandant en second d’une série alors qu’il est habitué à un plus haut niveau et il a donc décidé de partir et de faire autre chose, ce qui arrive et n’est pas un gros problème. »

Le 3 décembre 2010, dans une interview accordée à Entertainment Weekly, la productrice exécutive Gale Anne Hurd commente : « C’est complètement inexact. [Dans] la salle des scénaristes, il y a des gens qui ont mis en place d’autres projets qui seront leur priorité si leur propre série est reprise comme pilote ou s’il s’agit d’une série. Je pense que [Eglee] vient de décider qu’il veut diriger son propre spectacle. » Elle révèle qu’il serait probable que la série revienne en octobre 2011, car Darabont et Kirkman prévoyaient de planifier la prochaine saison au début de 2011. Elle a également confirmé que « chacun des acteurs principaux est prévu pour plusieurs saisons. »

En juillet 2011, le développeur et créateur de la série, Frank Darabont, est licencié de son poste alors que le tournage de la deuxième saison bat son plein en raison de « pratiques commerciales contraires à l’éthique » de la part des hauts responsables d’AMC. Selon les premières rumeurs, le créateur ne se serait pas habitué au rythme que demandent l’écriture, le tournage et la production d’une série télévisée. De manière plus officieuse, les responsables d'AMC n'aurait pas apprécié les nombreux licenciements de la part de Darabont du côté des scénaristes allant ainsi à l’encontre des règles même de l’écriture télévisuelle classique (la salle ou les auteurs participent à plein temps à la confection du récit). Le producteur exécutif Glen Mazzara est nommé à la tête de l'équipe technique, prenant la place de Darabont. De nouveaux scénaristes rejoignent l’équipe d’écriture durant la deuxième saison, y compris le coproducteur exécutif Evan Reilly, le producteur Scott M. Gimple, la rédactrice en chef Angela Kang et David Leslie Johnson.
Le 25 octobre 2011 à la suite des records d'audience des deux premiers épisodes de la deuxième saison, la chaîne annonce le renouvellement de la série pour une troisième saison, de treize épisodes. Le 15 janvier 2012, AMC commande trois épisodes supplémentaires pour la troisième saison, soit un total de seize épisodes. Les nouveaux scénaristes de la troisième saison comprennent les producteurs Nichole Beattie et Sang Kyu Kim, Frank Renzulli contribuant à un scénario indépendant. Après la fin de la troisième saison, Glen Mazzara démissionne de son poste de showrunner et de producteur exécutif de la série, selon un accord mutuel entre Mazzara et AMC. Le communiqué de presse annonce : « Les deux parties reconnaissent qu’il existe une divergence d’opinion sur la direction que la série devrait prendre pour aller de l’avant et concluent qu’il est préférable de se séparer. ». Le 21 décembre 2012, la série est renouvelée pour une quatrième saison de seize épisodes prévue à partir du 13 octobre 2013. Scott M. Gimple succède à Mazzara comme créateur pour la nouvelle saison avec de nouveaux scénaristes rejoignant l’équipe d’écriture, tels que Curtis Gwinn, Channing Powell et Matt Negrete,.
Le 29 octobre 2013, AMC annonce le renouvellement de la série pour une cinquième saison de seize épisodes, à la suite du succès d'audience de la saison précédente suivie par 14,3 millions de téléspectateurs, dont la diffusion débutera le 12 octobre 2014. Le 7 octobre, AMC annonce le renouvellement de la série pour une sixième saison de seize épisodes, cinq jours avant le début de la diffusion de la cinquième saison. Le 30 octobre 2015, AMC renouvèle la série pour une septième saison, trois semaines après le début de la diffusion de la sixième saison. Le 17 octobre 2016, la série est renouvelée pour une huitième saison, une semaine avant le début de la diffusion de la septième saison pour une diffusion le 22 octobre 2017 et le 100e épisode de la série. Le 29 septembre 2017, le showrunner Scott Grimple évoque les premiers détails importants de l'intrigue si le renouvellement d'une neuvième saison est annoncé, néanmoins la chaîne américaine ne s'est pas encore prononcée. Le 13 janvier 2018, la série est renouvelée pour une neuvième saison. Elle est dirigée par le nouveau show runner Angela Kang, qui remplace Scott Gimple,. Cependant, ce dernier ne quitte pas l'univers de la série et est promu responsable du contenu et a pour tâche de superviser l'intégralité du contenu de la franchise Walking Dead, ce qui comprend la série mère, le spin-off Fear the Walking Dead, et toute extension qui pourrait voir le jour dans le futur, quelle que soit la plateforme de diffusion,. Le 4 février 2019, la série est renouvelée pour une dixième saison. Le 5 octobre 2019, juste avant la première de la dixième saison, la série a été renouvelée pour une onzième et dernière saison prévue pour 2022.

### Scénario

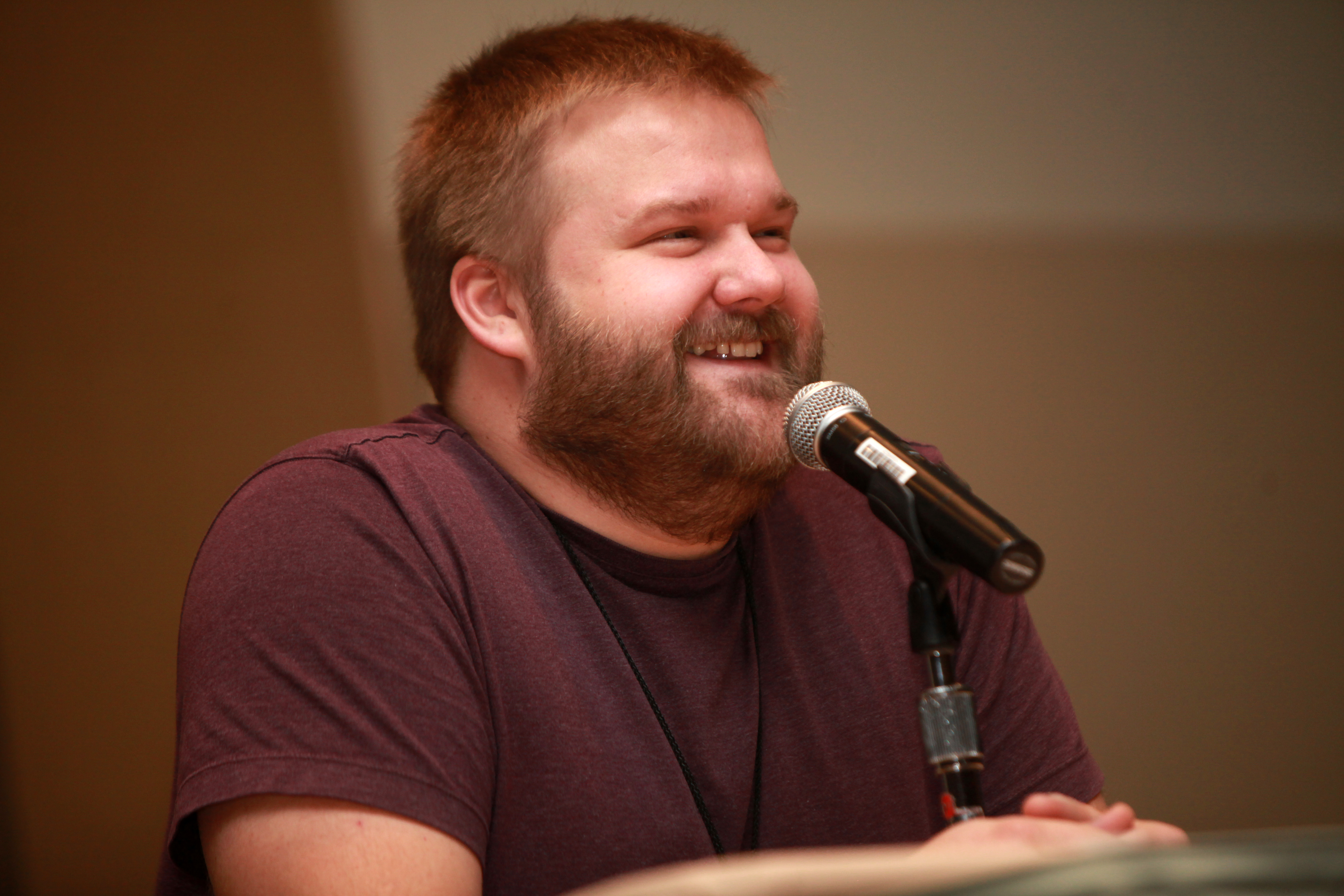
Robert Kirkman à la Amazing Arizona Comic Con. en 2014.

La série télévisée a généralement tendance à suivre et s'inspirer des trames et personnages de la série de comics de Robert Kirkman dont elle s'inspire. Par exemple, les évènements de l'épisode Le Jour viendra où tu ne le seras plus, premier de la septième saison, sont en corrélation avec les événements du numéro 100 des bandes dessinées,. Cependant, la série ne se contente pas de faire un copier coller des aventures des comics et certains détails de la série diffèrent des bandes dessinées. Les scénaristes font souvent le choix de changer les destins de certains personnages entre les comics et la série, en particulier leurs morts. Pour exemple, Hershel Greene perd la vie au cours de l'épisode Désespéré de la quatrième saison de la série en étant décapité par Le Gouverneur lors de l'affrontement avec le groupe de Rick à la prison alors que dans les bandes dessinées, c'est Tyreese qui subit ce sort. Dans le premier épisode de la septième saison, la mise en scène est différente de celle du numéro 100 car, à la différence de la série, aucun cliffhanger n'est présent dans la bande dessinée et nous voyons directement Negan assassiner Glenn. De plus, dans la série, Negan assassine non seulement Glenn mais aussi Abraham Ford, différence majeure avec les comics.
Aussi, les scénaristes incluent des personnages totalement nouveaux dans l'univers de la franchise et non présents dans les comics tel que Daryl Dixon, dont la productrice Gale Anne Hurd rapporte volontiers que le personnage crée une nouvelle dynamique pour la série et empêche le public de deviner les évènements qui suivront au cours de la série.
Certains personnages de la série comme Carol ont une durée de vie largement plus importante que leurs homologues présents dans les comics tandis que d'autres comme Andrea ou Sophia ont été tués très tôt alors que ces mêmes personnages dans les comics sont restés vivants beaucoup plus longtemps ou sont encore en vie dans les bandes dessinées actuelles.

### Destin des personnages

#### Différences scénaristiques entre les comics et l'adaptation télévisée
Voici les détails qui diffèrent entre la série et les comics en ce qui concerne les personnages et leurs morts, :
- Sophia, la fille de Carol, meurt en hors champ au cours de la seconde saison de la série pour être retrouvée transformée en rôdeur dans la grange d'Hershel. Dans les comics, Sophia est toujours en vie et en bonne santé.
- Dans la série, Dale est éviscéré par un rôdeur et tué par miséricorde de la main de Daryl. Dans les comics, Dale est mordu par un rôdeur, en partie dévoré par des cannibales et succombe à la fièvre de la contamination. Cette mort sera réservée dans la série à Bob Stookey lors de l'épisode Quatre murs et un toit.
- Le personnage de Shane trouve la mort dans les deux œuvres mais celle-ci est différente par certains aspects : dans la série d'AMC, Shane meurt poignardé dans le cœur par Rick alors que dans les comics, Shane est abattu par Carl pour protéger son père. Dans la série, après avoir été poignardé par Rick, Shane se relève après sa transformation en rôdeur et est achevé par Carl.
- Carol dans la série est toujours en vie et en bonne santé, loin de son homologue de la bande dessinée. Dans les comics, Carol se suicide en se laissant tuer par un rôdeur dans la prison. Le personnage prend d'ailleurs de plus en plus de maturité et évolue de manière considérable dans la série, devenant une véritable guerrière et héroïne.
- Dans la série télévisée, Lori trouve la mort au cours de l'épisode Un tueur à l'intérieur de la troisième saison, soit lors des premiers jours du groupe dans la prison. Dans les comics, Lori meurt également dans la prison mais un peu plus tard, lors de l’assaut du Gouverneur. Dans ce même tome, Judith trouve la mort en même temps que sa mère.
- Andrea trouve également la mort dans la troisième saison de la série, à la fin de l'épisode Bienvenue dans le tombeau qui clôture cette saison. Le personnage met fin à ses jours en se tirant une balle dans la tête alors que le personnage dans les comics reste en vie beaucoup plus longtemps, est toujours la meilleure tireuse du groupe et forme ensuite un couple avec Rick.
- Hershel est décapité par Le Gouverneur dans l'épisode Désespéré, lançant l’assaut de la prison. Dans les comics, Hershel meurt également lors de l’attaque du Gouverneur mais pas de la même manière. A contrario, il est abattu après avoir été témoin de la mort de plusieurs membres de sa propre famille.
- Dans la bande dessinée, Andrea et Dale sont en couple et adoptent deux frères, Ben et Billy, détails absents dans la série. Cependant, Lizzie et Mika qui sont les deux sœurs présentes dans la quatrième saison, remplacent les frères de la bande dessinée. Après le décès de leur père, c'est Carol qui les adopte. Pour Scott M. Gimple, il y a des traits de caractères et ressemblances scénaristiques entre Andrea et Carol qui pourraient laisser penser que Carol est la nouvelle Andrea dans la série télévisée après la mort du personnage.
- Dans les comics, le Gouverneur décapite Tyreese et non Hershel. La mort de Tyreese dans la série est beaucoup moins violente : alors en proie à des hallucinations causées par la contamination consécutive à la morsure d'un rôdeur, Tyreese meurt lentement et « paisiblement » malgré une amputation du bras subie juste avant.
- Deanna Monroe meurt lors de l'invasion d'une énorme horde de rôdeurs à Alexandria après avoir été mordue. La dernière image de celle-ci la montre face à un groupe de rôdeurs qui se précipite vers elle. La version dessinée de Monroe, un homme chauve nommé Douglas à la différence de la femme que les téléspectateurs ont pu découvrir à la télévision, meurt également pendant le chaos à Alexandria, mais d’une manière beaucoup moins héroïque. Ici, Monroe est dévoré vivant par des rôdeurs alors qu’il tire sauvagement avec son arme. C’est aussi lui qui tire dans l’œil de Carl dans la bande dessinée.
- La série voit mourir Denise beaucoup plus tôt que dans les bandes dessinées. Aussi, les scénaristes ont décidé de donner à Denise la mort emblématique d’Abraham. Dans les comics, il est abattu d’une flèche au milieu d’une conversation avec Eugene. Dans la série, c'est Denise qui est tué de cette manière face à Daryl et Rosita.

#### Similarités scénaristiques
Cependant, certains personnages connaissent exactement le même sort que dans la bande dessinée :
- Deux des premières victimes de la série, à savoir Amy et Jim, meurent lors de l'arrivée d'un groupe de rôdeurs au camp d'Atlanta dans la première saison, épisode Le Gang, comme dans les comics.
- Le Gouverneur subit de nombreuses blessures de la part de Rick et Michonne dans la série avant que Lilly ne l'abatte pour de bon avec une balle dans la tête, tout comme dans les comics.
- Gareth et les cannibales du Terminus n'apparaissent pas dans les comics mais ils font écho à un groupe de chasseurs cannibales qui sont soudainement pris en embuscade et massacrés par le groupe de Rick dans les bandes dessinées.
- Lors de l'épisode Sans issue de la sixième saison, Jessie Anderson et ses enfants trouvent la mort lors de l'arrivée d'une horde de rôdeurs à Alexandria. Ces derniers subissent la même mort dans les comics. La scène ou Rick coupe le bras de Jessie dans la série est également présente dans les œuvres de Kirkman.
- Le personnage de Glenn trouve également la mort de la même manière que dans la série.

### Casting

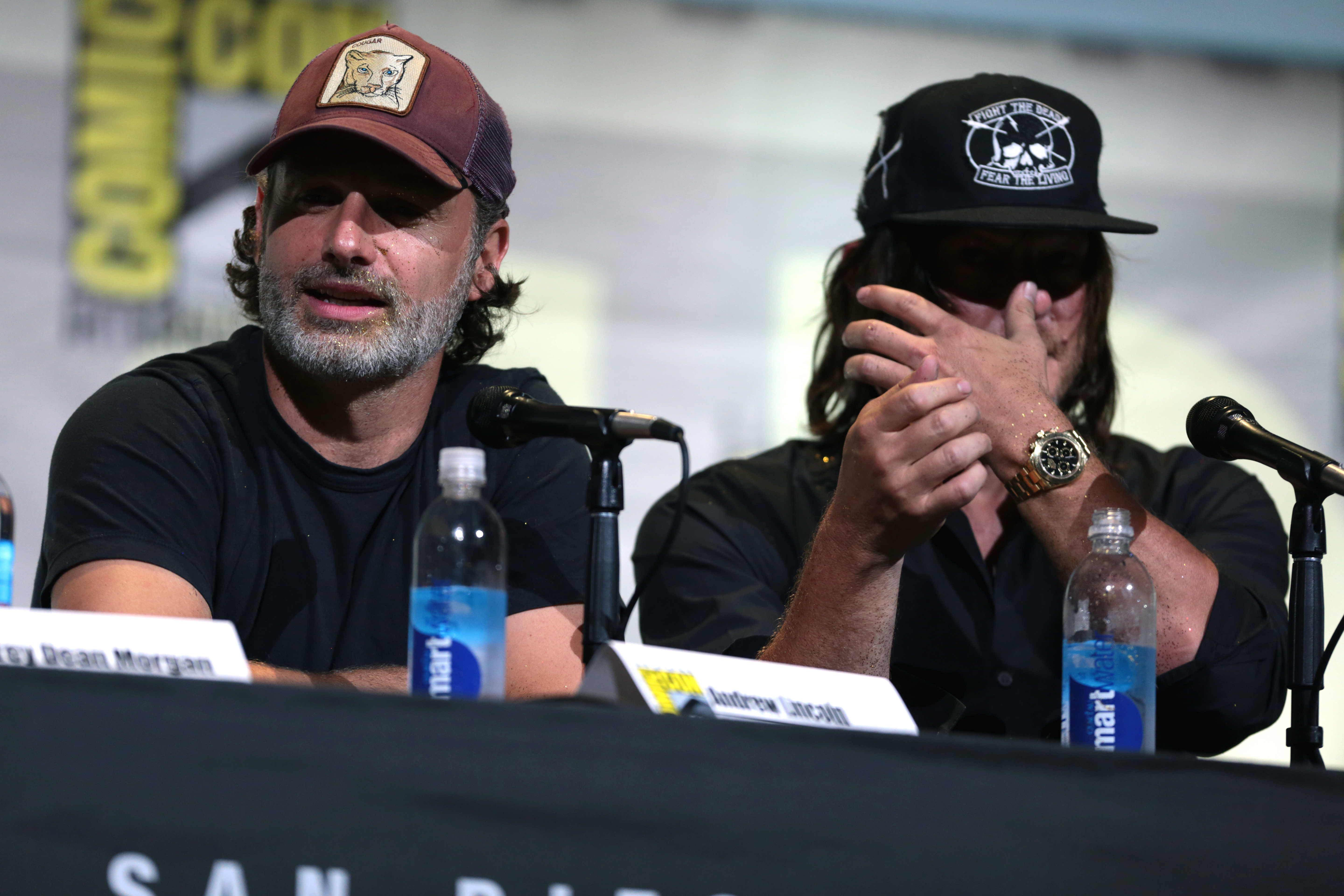
Andrew Lincoln (à gauche) et Norman Reedus (à droite), ici au Comic-Con de San Diego en 2016, sont les acteurs les mieux payés de la distribution entre 2016 et 2018.

Le casting de la série est composé de dizaines d'actrices et acteurs récurrents ou non au fil des saisons. La plupart du temps, au vu du genre horrifique de la série, le départ des acteurs est déterminé par l’écriture, les personnages étant soit tués, soit évincés de la série si nécessaire pour développer l’histoire. Les membres de la distribution sont généralement informés à l’avance s’ils doivent quitter la série et dans ce cas, rester les plus discrets possible dans le but de garder le secret du départ de leurs personnages. Par exemple, Steven Yeun, qui joue Glenn Rhee du pilote jusqu’au premier épisode de la saison sept, a été mis au courant de la mort de son personnage environ un an avant la diffusion de l'épisode Le Jour viendra où tu ne le seras plus dans lequel Glenn est tué par Negan. A contrario, Chandler Riggs, qui joue Carl Grimes jusqu’à la huitième saison, a été informé du départ de son personnage durant le tournage de celle-ci à quelques semaines du tournage de l'épisode en question.
Cependant, quelques acteurs ont décidé eux-mêmes de dire adieu à leurs personnages en raison d’autres engagements ou changements de vie personnelle, nécessitant d'adapter le scénario à ces départs :
- Andrew Lincoln, qui interprète le personnage principal Rick Grimes dès le premier épisode de la série, annonce son intention de quitter la série au début de la neuvième saison. Pour lui, le fait de devoir passer six mois aux États-Unis pour le tournage de la série n'était plus possible, sa famille vivant au Royaume-Uni. Lincoln a donc tourné cinq épisodes de la saison pour clore l’histoire de Rick au sein de la série. Trois films centrés sur le personnage devraient cependant être produits[71],[72].
- Le personnage de Maggie est interprété par Lauren Cohan initialement de la deuxième à la neuvième saison, soit pendant huit ans[73]. Pour le tournage de celle-ci, l'actrice demande un cachet plus important au moment où les négociations salariales débutent mais aucun accord n'est trouvé entre l'actrice et la production, motivant le départ de l'actrice pour une autre série, Whiskey Cavalier[73]. Comme pour Andrew Lincoln, l'actrice apparaît uniquement dans les cinq premiers épisodes de la neuvième saison[74],[75]. Cependant, Lauren Cohan décide contre toute attente de reprendre son rôle pour les deux saisons suivantes[76].
- Danai Gurira joue Michonne depuis la troisième saison lorsqu'elle annonce son départ pour la fin de la dixième saison. Cette décision est motivée par la carrière de l'actrice au cinéma qui prend un tournant, notamment grâce à son rôle d'Okoye, une guerrière et cheffe des armées du Wakanda, dans le grand succès Black Panther et plusieurs autres films de l'univers Marvel pour lesquels beaucoup de temps de tournage est nécessaire[77],[78].
- Au contraire, les acteurs Lennie James et Austin Amelio, jouant respectivement les rôles de Morgan Jones et Dwight, ont été transférés de la série principale après la huitième saison à la série dérivée Fear the Walking Dead. Lennie James rejoint le casting pour la quatrième saison et Amelio a rejoint le casting dans la saison cinq[79],[80].

Les salaires de casting des acteurs principaux ont considérablement augmenté au cours de la série, jusqu’à la septième saison. Au début de la série, les salaires sont inférieurs à ceux d’autres œuvres diffusées sur AMC comme Mad Men, ce qui était justifié par le fait que tous les personnages de The Walking Dead peuvent être écartés de l'histoire à tout moment et du fait d'une large distribution. Après les départs d'Andrew Lincoln et Lauren Cohan lors de la neuvième saison, Norman Reedus et Melissa McBride signent un contrat de trois ans qui stipule que ces derniers peuvent se déplacer dans tous les projets de l’univers de The Walking Dead, de la série d'origine à la trilogie de films centrée sur Rick en passant par Fear the Walking Dead, mais également n’importe quel autre projet que pourrait créer la chaîne autour de l’œuvre de Robert Kirkman. Norman Reedus gagnera en moyenne 350 000 dollars par épisode avec en plus des garanties et des avances supplémentaires prévues dans un accord dont la valeur pourrait se situer entre 50 et 90 millions de dollars, tandis que le contrat de Melissa McBride lui vaut une augmentation de salaire importante qui lui permettra de gagner plus de 20 millions de dollars sur trois ans.

### Distribution

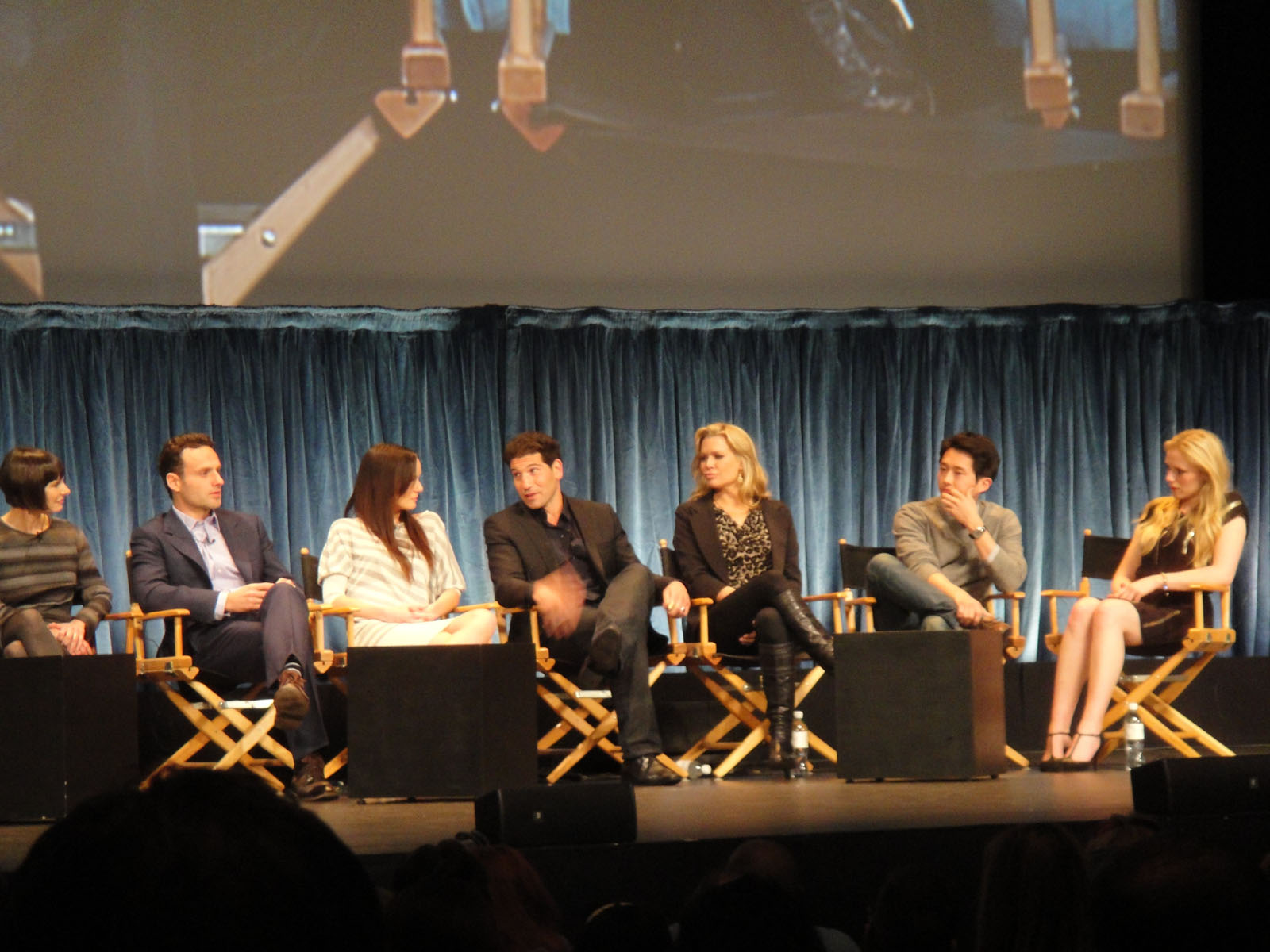
De gauche à droite : Andrew Lincoln, Sarah Wayne Callies, Jon Bernthal, Laurie Holden, Steven Yeun et Emma Bell, au Paleyfest 2011 à Beverly Hills.

Les auditions de la série sont effectuées progressivement. L'acteur devant interpréter le personnage principal, Rick Grimes, fait l'objet de nombreuses rumeurs, mais c'est finalement l'acteur britannique Andrew Lincoln qui décroche le rôle. Il avait été auparavant remarqué dans la comédie romantique Love Actually en 2003. Les acteurs principaux recrutés ensuite pour la série sont Jon Bernthal pour interpréter Shane Walsh et Sarah Wayne Callies pour le rôle de Lori Grimes. Après avoir été remarquée dans la série Prison Break dans le rôle de Sara Tancredi, l'actrice est annoncée comme tête d'affiche par Entertainment Weekly pour The Walking Dead en mai 2010.
Pour le rôle de Glenn Rhee, c'est Steven Yeun qui est choisi. Avant la série, l'acteur n'était apparu que dans certaines séries télévisées comme My Name is Jerry et The Big Bang Theory. C'est The Walking Dead qui donne à la carrière de Yeun un tournant radical, faisant de lui une star. De ses 7 à 10 ans, Chandler Riggs n'avait fait que de petites apparitions à l'écran dans des séries comme Jesus H. Zombie en 2006 et Le Grand Jour en 2009 avant de jouer Carl Grimes, le fils de Rick et Lori. Norman Reedus a quant à lui commencé sa carrière en 1997 avec le film d'horreur Mimic. Il s'illustre quelques années plus tard dans des films comme Blade 2 en 2002 ou encore American Gangster en 2007. Par la suite, deux acteurs ayant régulièrement tourné au cinéma sous la direction de Frank Darabont rejoignent la distribution principale : Laurie Holden est choisie pour incarner Andrea dans la série et Jeffrey DeMunn obtient le rôle de Dale.
Lauren Cohan était déjà une adepte des séries télévisées avant la série. Elle est notamment apparue dans Amour, Gloire et Beauté, Life ainsi que Les Experts : Manhattan entre autres.
Le 24 février 2012, The Hollywood Reporter rapporte que David Morrissey a été choisi pour incarner le personnage sadique du Gouverneur. Le 18 mars 2012, le magazine annonce que Danai Gurira dans le rôle de Michonne, l'héroïne des comic books ; elle fait sa première apparition dans l'épisode final de la deuxième saison. Danai Gurira a pu être aperçue au cinéma dans La Ville fantôme ou encore le film d'horreur de Wes Craven My Soul to Take. En parallèle côté télévision, l'actrice avait joué un rôle dans un épisode de New York, section criminelle en 2004 et dans un épisode de New York, police judiciaire en 2009. En août 2012, l'acteur Dallas Roberts obtient un rôle récurrent au cours de la troisième saison. Puis en octobre 2012, les acteurs Lew Temple et Vincent M. Ward obtiennent des rôles récurrents lors de la troisième saison.
En mars 2013, il est confirmé que David Morrissey reprend son rôle lors de la quatrième saison. En avril 2013, lors d'une interview, Melissa McBride annonce qu'elle obtient le statut d'actrice principale à partir de la deuxième saison et Scott Wilson depuis la troisième saison. Le même mois, Emily Kinney,, Chad Coleman,, Sonequa Martin-Green, et Lawrence Gilliard Jr. obtiennent le statut d'acteur principal à partir de la quatrième saison. En juillet 2013, Danny Vinson décroche un rôle le temps d'un épisode et Lennie James est annoncé pour reprendre son rôle lors de la quatrième saison mais il n’apparaît dans aucun épisode de la saison. En septembre 2013, Christian Serratos et Alanna Masterson obtiennent des rôles récurrents lors de la quatrième saison avec la possibilité d'être promus au rang de principal durant la cinquième saison,. En octobre 2013, Michael Cudlitz et Josh McDermitt décochent des rôles récurrents lors de la quatrième saison avec la possibilité eux aussi d'être promus au rang de principal lors de la cinquième saison,. En novembre 2013, Andrew James West obtient un rôle d'invité le temps d'un épisode lors de la quatrième saison.
En mars 2014, Michael Cudlitz (Abraham Ford), Josh McDermitt (Dr Eugene Porter), Alanna Masterson (Tara Chambler), Christian Serratos (Rosita Espinosa) et Andrew J. West (Gareth) sont promus au rang d'acteurs principaux lors de la cinquième saison. Deux mois plus tard, Seth Gilliam, est également promu principal lors de cette même saison. En mai 2014, Denise Crosby reprend son rôle le temps d'un épisode puis en juillet 2014, Christine Woods obtient un rôle d'invité le temps d'un arc de trois épisodes lors de cette saison[réf. souhaitée]. En septembre 2014, Tyler James Williams obtient le rôle de Noah, sans qu'il y ait davantage d'explications sur son statut, lors de la cinquième saison.
En juin 2015, Corey Hawkins obtient le rôle de Heath personnage clé du comics. En septembre 2015, Xander Berkeley est annoncé dans un rôle récurrent durant la sixième saison, son contrat comportant l'option d'un éventuel statut d'acteur principal lors de la septième saison et Tom Payne est annoncé dans le rôle récurrent de « Jesus », l'un des personnages clés des comics, lors de cette même saison. En octobre 2015, Jay Huguley est annoncé dans le rôle récurrent de David, un membre de la communauté d'Alexandria lors de la sixième saison. En novembre 2015, Jeffrey Dean Morgan obtient le rôle de Negan, le fameux méchant des comics, apparaissant à la fin de la sixième saison et tenant un rôle principal dans la septième.
En juillet 2016, Tom Payne (Paul « Jesus » Rovia), Austin Amelio (Dwight), Xander Berkeley (Gregory) et Jeffrey Dean Morgan (Negan) sont promus au statut d'acteurs principaux lors de la septième saison. Le même mois, Khary Payton obtient le rôle du roi Ezekiel, l'un des personnages clés des comics, lors de cette même saison.
En avril 2017, Katelyn Nacon (Enid), Steven Ogg (Simon) et Pollyanna McIntosh (Jadis) sont promus au statut d'acteurs principaux lors de la huitième saison.
En mai 2018, le départ de la série à l'issue de la fin de la neuvième saison d'Andrew Lincoln, le personnage principal de la série (Rick Grimes), est annoncé. Le même mois, Avi Nash (Siddiq) et Callan McAuliffe (Alden) sont promus au statut d'acteur principal dès la neuvième saison. En juin 2018, le départ de l'actrice Lauren Cohan (Maggie Greene), à la suite de son engagement comme actrice principale dans une autre série, est annoncé après les six premiers épisodes de la neuvième saison par la production de The Walking Dead, qui a refusé d'engager des négociations pour maintenir l'actrice dans la série. En juillet 2018, Samantha Morton obtient le rôle du personnage Alpha lors de la neuvième saison.
En juillet 2019, Thora Birch et Kevin Carroll sont annoncés au casting ; Birch joue le rôle de Gamma, une membre des chuchoteurs, et Carroll joue le rôle de Virgil, un survivant recherchant sa famille. En octobre 2019, l'actrice Lauren Cohan est confirmée pour reprendre son rôle de Maggie Greene dans la série, dès la dixième saison.

### Tournage

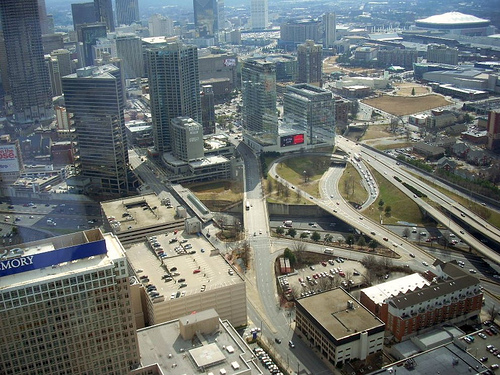
Géorgie où la série est tournée.

Note : pour plus de détails, voir la section les lieux.
The Walking Dead est principalement tourné en Géorgie. Depuis 2002, l'État offre une incitation fiscale pour les grandes productions cinématographiques afin d'attirer les producteurs dans l'État et de soutenir son économie.
La première saison a été tournée principalement à Atlanta, mais a nécessité une grande coordination avec la ville pour fermer des rues et des parcs pour le tournage. La production des saisons suivantes s'est déplacée principalement aux Riverwood Studios (sous le nom de Raleigh Studios Atlanta), un terrain d'environ 0,49km2, situé à l'extérieur de Senoia, en Géorgie. Certains bâtiments existants ont été utilisés, comme un lotissement utilisé par plusieurs familles, qui sert de zone de sécurité à Alexandria. D'autres bâtiments ont été construits pour servir de décors, comme les plans extérieurs du manoir principal de Hilltop, les tas d'ordures utilisés par les Scavengers ou l'église du père Gabriel. Les décors sont démantelés lorsqu'ils ne sont plus nécessaires ; l'église, après avoir été utilisée dans la cinquième saison, a été enlevée et sa place a été utilisée pour le décor emblématique de la première rencontre entre le groupe de Rick et Negan dans la septième saison. La propriété comprend des scènes sonores construites pour les prises de vue intérieures, qui peuvent ensuite être réutilisées ; les décors intérieurs de la prison pendant la troisième saison ont été réutilisés pour servir de bâtiments et de décors pour le sanctuaire des Sauveurs dans la septième saison,. En juillet 2017, AMC a acheté le lot du studio à Riverwood pour 8,25 millions de dollars.
Certaines scènes sont tournées à l'extérieur du studio. La ville de Woodbury, au cours de la troisième saison, a été filmé dans le centre-ville de Senoia. D'autres exceptions incluent le Royaume, qui est filmé sur l'ancienne base militaire Fort McPherson, maintenant convertie en studios pour Tyler Perry,.
La série a été tournée en 16 mm jusqu'à la fin de la dixième saison avant de passer au numérique pour les 30 derniers épisodes. Le changement était dû à la pandémie de COVID-19 et au fait qu'il y avait moins de « points de contact » avec le numérique qu'avec la pellicule. David Tattersall devient le directeur de la photographie pour l'épisode pilote et David Boyd le succède dans ce poste pour le reste des épisodes. La conception de la production est assurée par Greg Melton et Alex Hajdu. L'équipe chargée des effets comprend les maquilleurs d'effets spéciaux vétérans Greg Nicotero et Toby Sells, le coordinateur des effets spéciaux Darrell Pritchett et les superviseurs des effets visuels Sam Nicholson et Jason Sperling. Greg Nicotero est également le principal réalisateur de la série, réalisant 35 épisodes jusqu'en 2021,.

### Date de tournage
- La série a commencé à être tournée dès le 15 mai 2010 à Atlanta, en Géorgie, aux États-Unis[127].
- Frank Darabont a annoncé le début du tournage de la deuxième saison pour février 2011 mais il n'a commencé qu'en juin 2011[128].
- Le tournage de la troisième saison a débuté le 31 mai 2012 à Senoia en Géorgie aux États-Unis[129]. Les scènes se déroulant à Woodbury ont été tournées dans la petite ville de Senoia[130].
- Le tournage de la quatrième saison a débuté le 6 mai 2013 à Atlanta[131].
- Le tournage de la cinquième saison a débuté le 5 mai 2014[104] et s'est achevé le 22 novembre 2014[132].
- Le tournage de la sixième saison a débuté le 4 mai 2015 en Géorgie[133].
- Le tournage de la septième saison s'est déroulé du 2 mai 2016 à Hampton en Géorgie au 18 novembre 2016.
- Le tournage de la huitième saison a débuté le 25 avril 2017 en Géorgie[134]. À la suite du décès de John Bernecker le 14 juillet 2017, un cascadeur de 33 ans, le tournage est arrêté et reprend le 17 juillet[135],[136],[137].
- Le tournage de la neuvième saison a débuté le 30 avril 2018 en Géorgie[60].
- Le tournage de la dixième saison a débuté le 7 mai 2019 [138].

### Générique
La musique du générique est composée par Bear McCreary, habitué à créer des musiques pour des séries télévisées dramatique et d'horreur.

### Musiques originales de la série
L'album officiel de la série est sorti le 17 mars 2013, il contient huit pistes pour une durée totale de 28 min 55 s.
| The Walking Dead (AMC's Original Soundtrack - Vol. 1) | The Walking Dead (AMC's Original Soundtrack - Vol. 1) | The Walking Dead (AMC's Original Soundtrack - Vol. 1) | The Walking Dead (AMC's Original Soundtrack - Vol. 1) | The Walking Dead (AMC's Original Soundtrack - Vol. 1) | The Walking Dead (AMC's Original Soundtrack - Vol. 1) | The Walking Dead (AMC's Original Soundtrack - Vol. 1) | The Walking Dead (AMC's Original Soundtrack - Vol. 1) | The Walking Dead (AMC's Original Soundtrack - Vol. 1) | The Walking Dead (AMC's Original Soundtrack - Vol. 1) |
| No                                                    | Titre                                                 | Musique                                               | Durée                                                 |                                                       |                                                       |                                                       |                                                       |                                                       |                                                       |
| ----------------------------------------------------- | ----------------------------------------------------- | ----------------------------------------------------- | ----------------------------------------------------- | ----------------------------------------------------- | ----------------------------------------------------- | ----------------------------------------------------- | ----------------------------------------------------- | ----------------------------------------------------- | ----------------------------------------------------- |
| 1.                                                    | Lead Me Home                                          | Jamie N Commons                                       | 1:57                                                  |                                                       |                                                       |                                                       |                                                       |                                                       |                                                       |
| 2.                                                    | Main Title Theme (UNKLE Remix)                        | Bear McCreary                                         | 4:23                                                  |                                                       |                                                       |                                                       |                                                       |                                                       |                                                       |
| 3.                                                    | You Are the Wilderness                                | Voxhaul Broadcast                                     | 5:16                                                  |                                                       |                                                       |                                                       |                                                       |                                                       |                                                       |
| 4.                                                    | Love Bug                                              | Baby Bee                                              | 2:52                                                  |                                                       |                                                       |                                                       |                                                       |                                                       |                                                       |
| 5.                                                    | Warm Shadow (Dactyl Remix)                            | Fink                                                  | 5:33                                                  |                                                       |                                                       |                                                       |                                                       |                                                       |                                                       |
| 6.                                                    | Sinking Man                                           | Of Monsters and Men                                   | 2:46                                                  |                                                       |                                                       |                                                       |                                                       |                                                       |                                                       |
| 7.                                                    | The Parting Glass                                     | Emily Kinney, Lauren Cohan                            | 2:57                                                  |                                                       |                                                       |                                                       |                                                       |                                                       |                                                       |
| 8.                                                    | Running                                               | Delta Spirit                                          | 3:12                                                  |                                                       |                                                       |                                                       |                                                       |                                                       |                                                       |
| 28:55                                                 |                                                       |                                                       |                                                       |                                                       |                                                       |                                                       |                                                       |                                                       |                                                       |

### Diffusion
| Saison | Nombre d'épisodes | États-Unis                            | États-Unis | France                               | France   | Belgique                            | Belgique  | Suisse                                                     | Suisse |
| Saison | Nombre d'épisodes | Dates de diffusion                    | Chaîne     | Dates de diffusion                   | Chaîne   | Dates de diffusion                  | Chaîne    | Dates de diffusion                                         | Chaîne |
| ------ | ----------------- | ------------------------------------- | ---------- | ------------------------------------ | -------- | ----------------------------------- | --------- | ---------------------------------------------------------- | ------ |
| 1      | 6                 | du 31 octobre 2010 au 5 décembre 2010 | AMC        | du 20 mars 2011 au 10 avril 2011     | OCS Choc | du 4 avril 2011 au 18 avril 2011    | Be Séries | du 2 décembre 2011 au 16 décembre 2011                     | RTS Un |
| 2      | 13                | du 16 octobre 2011 au 18 mars 2012    | AMC        | du 21 novembre 2011 au 22 avril 2012 | OCS Choc | indéterminée                        | Be Séries | indéterminée                                               | RTS Un |
| 3      | 16                | du 14 octobre 2012 au 31 mars 2013    | AMC        | du 7 avril 2013 au 26 mai 2013       | OCS Choc | du 24 mai 2013 au 11 août 2013      | Be Séries | du 11 janvier 2014 au 28 février 2014                      | RTS Un |
| 4      | 16                | du 13 octobre 2013 au 30 mars 2014    | AMC        | du 11 mai 2014 au 29 juin 2014       | OCS Choc | du 23 mai 2014 au 11 juillet 2014   | Be Séries | du 19 novembre 2014 au 21 janvier 2015                     | RTS Un |
| 5      | 16                | du 12 octobre 2014 au 29 mars 2015    | AMC        | du 19 avril 2015 au 7 juin 2015      | OCS Choc | indéterminée                        | Be Séries | du 28 janvier 2015 au 13 mai 2015                          | RTS Un |
| 6      | 16                | du 11 octobre 2015 au 3 avril 2016    | AMC        | du 15 mai 2016 au 3 juillet 2016     | OCS Choc | du 4 juin 2016 au 23 juillet 2016   | Be Séries | du 22 janvier 2016 au 10 avril 2016                        | RTS Un |
| 7      | 16                | du 23 octobre 2016 au 2 avril 2017    | AMC        | du 21 mai 2017 au 9 juillet 2017     | OCS Choc | du 25 avril 2017 au 13 juin 2017    | Be Séries | du 25 octobre 2016 au 4 avril 2017 (en VOSTFr uniquement)  | RTS Un |
| 8      | 16                | du 22 octobre 2017 au 15 avril 2018   | AMC        | du 13 mai 2018 au 1er juillet 2018   | OCS Choc | du 1er mai 2018 au 19 juin 2018     | Be Séries | du 31 octobre 2017 au 17 avril 2018 (en VOSTFr uniquement) | RTS Un |
| 9      | 16                | du 7 octobre 2018 au 31 mars 2019     | AMC        | du 25 mai 2019 au 5 juillet 2019     | OCS Choc | du 16 avril 2019 au 4 juin 2019     | Be Séries | indéterminée                                               | RTS Un |
| 10     | 22                | du 6 octobre 2019 au 4 avril 2021     | AMC        | du 15 janvier 2020 au 15 mai 2021    | OCS Choc | du 21 février 2020 au               | Be Séries | indéterminée                                               | RTS Un |
| 11     | 24                | du 22 août 2021 au 20 novembre 2022   | AMC        | du 23 août 2021 au 21 novembre 2022  | OCS Choc | du 23 août 2021 au 21 novembre 2022 | Be Séries | indéterminée                                               | RTS Un |

La série est diffusée pour la première fois le 31 octobre 2010 sur AMC aux États-Unis
et diffusée par le réseau Fox (Fox Networks Group) dans 125 pays à travers le monde.

## Épisodes

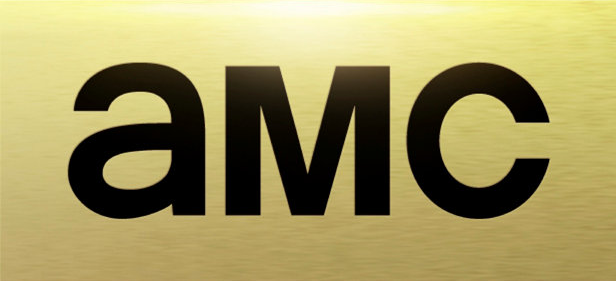
Logo original de la chaine AMC, sur laquelle la série The Walking Dead est diffusée.

La série compte au total 11 saisons, le diffuseur AMC ayant annoncé la fin de la série. La première saison est composée de six épisodes et la deuxième de treize. Les saisons 3 à 9 sont composées de 16 épisodes ; la saison 10 a été prolongée et passe de 16 à 22 épisodes. Enfin, la onzième et dernière saison comporte 24 épisodes, soit un total de 177 épisodes.
| Saison | Nombre d’épisodes | Années    | Diffusion originale | Diffusion originale |
| Saison | Nombre d’épisodes | Années    | Début de saison     | Fin de saison       |
| ------ | ----------------- | --------- | ------------------- | ------------------- |
| 1      | 6                 | 2010      | 31 octobre 2010     | 5 décembre 2010     |
| 2      | 13                | 2011-2012 | 16 octobre 2011     | 18 mars 2012        |
| 3      | 16                | 2012-2013 | 14 octobre 2012     | 31 mars 2013        |
| 4      | 16                | 2013-2014 | 13 octobre 2013     | 30 mars 2014        |
| 5      | 16                | 2014-2015 | 12 octobre 2014     | 29 mars 2015        |
| 6      | 16                | 2015-2016 | 11 octobre 2015     | 3 avril 2016        |
| 7      | 16                | 2016-2017 | 23 octobre 2016     | 2 avril 2017        |
| 8      | 16                | 2017-2018 | 22 octobre 2017     | 15 avril 2018       |
| 9      | 16                | 2018-2019 | 7 octobre 2018      | 31 mars 2019        |
| 10     | 22                | 2019-2021 | 6 octobre 2019      | 4 avril 2021        |
| 11     | 24                | 2021-2022 | 22 août 2021        | 20 novembre 2022    |

### Première saison (2010)
La population entière a été ravagée par une épidémie d'origine inconnue, qui est envahie par les morts-vivants. Rick se réveille alors dans un hôpital et découvre l'horreur extérieure en rencontrant Sheryl et son fils deux rescapés de l'épidémie. Rick va alors tenter de retrouver les traces de sa femme Lori et de son fils Carl, il arrive à Atlanta où, avec un groupe de rescapés, il va devoir apprendre à survivre et à tuer tout en cherchant une solution ou un remède.

### Deuxième saison (2011-2012)
Lors de la deuxième saison le groupe de survivants mené par Rick Grimes tente de survivre dans un monde envahi par les rôdeurs, arrivant dans une ferme et découvrant peu à peu des éléments expliquant l'épidémie. La famille Greene rejoint le groupe car de nouveaux liens se sont tissés entre certains personnages mais tous ne resteront pas indemnes, leur avenir étant incertain et de plus en plus hostile, dévasté au fil du temps.

### Troisième saison (2012-2013)
Après l'attaque de la ferme des Greene par les morts-vivants, le groupe de Rick Grimes trouve refuge dans une prison infestée par les rôdeurs. De son côté, Andrea, qui erre dans la nature aux côtés de Michonne depuis des mois, fait la connaissance de Philip Blake, alias le Gouverneur, qui dirige la ville fortifiée de Woodbury. S'il paraît sympathique au début, l'homme se révèle être un dangereux psychopathe. Il tente d'attaquer le groupe de Rick et de prendre d'assaut la prison, sans succès. Dans un excès de rage, le Gouverneur massacre la quasi-totalité de son armée et prend la fuite.

### Quatrième saison (2013-2014)
Après avoir retrouvé un semblant de vie au sein de la prison, le groupe de Rick, ayant recueilli des survivants de Woodbury, se retrouve confronté à une nouvelle épidémie. En effet, un virus mortel se répand au sein du refuge et décime plusieurs des survivants qui s'y trouvent. Le Gouverneur, en cavale après les événements de la saison précédente, rejoint un autre groupe et se prépare à attaquer la prison à nouveau. Cependant, ce dernier est vaincu mais le groupe de Rick n'a d'autre choix que de prendre la fuite ; la prison tombe aux mains d'une horde de rôdeurs. Éparpillés, Rick et les autres tentent de rejoindre une nouvelle destination appelée, le Terminus. Mais celle-ci risque de ne pas être ce à quoi ils s'attendaient.

### Cinquième saison (2014-2015)
La cinquième saison commence très peu de temps après l'enfermement du groupe de Rick dans le wagon A au Terminus. Ils commencent à construire des armes à partir de leurs vêtements, leurs ceintures et du bois. Le groupe se prépare à attaquer ses ravisseurs à son entrée dans le conteneur, mais rien ne se passe comme prévu. Après les terribles événements, le groupe de survivants reprend sa route, les menant à l'église Sainte-Sarah de Gabriel. Ils seront confrontés au retour du groupe cannibale de Gareth. Ils vont aussi devoir aller au Grady Memorial Hospital où Beth est retenue. Plus tard, ils découvrent la nouvelle communauté d'Alexandria, dirigée par Deanna, qui va changer considérablement leur mode de vie.

### Sixième saison (2015-2016)
La sixième saison reprend juste après l'exécution de Pete. Devenus membres de la communauté d'Alexandria, Rick et ses coéquipiers vont devoir faire face à des agressions venant aussi bien de l'extérieur que de l'intérieur. Ils seront alors attaqués par un groupe particulièrement barbare et sanguinaire lors de la première moitié de la saison : les Wolves. La deuxième moitié de la saison révèle la présence de deux autres communautés : la Colline, qui ressemble un peu à Alexandria et les Sauveurs, principaux antagonistes qui obligent la Colline à leur fournir la moitié de leurs ressources. Le groupe des Sauveurs, sauvage et brutal est dirigé par le mystérieux et terrifiant Negan. Celui-ci menace la vie de Rick et de ses compagnons, mais ces derniers résistent et parviennent à en éliminer un certain nombre. Cependant, Negan et les Sauveurs arrivent à les piéger et à les capturer. Et afin de les asservir, il décide de les punir par l'exécution d'un des membres du groupe de Rick, en représailles pour les Sauveurs qui ont été massacrés.

### Septième saison (2016-2017)
La septième saison reprend à partir des événements précédents de la sixième. Dès l'épisode 1 Negan insuffle la peur et la crainte dans l'esprit de Rick et son groupe après avoir exécuté Glenn et Abraham, plus la rébellion de Daryl, qui est par la suite emprisonné. Le groupe, alors amputé de trois membres, doit répondre aux besoins et ordres du chef des Sauveurs sous peine de nouvelles représailles. Après la rébellion de Rosita face à Negan, il exécute Olivia et Spencer puis enlève Eugene. Alexandria, qui est désormais menée par Rick, s'associe à la Colline, menée par Maggie, et au Royaume, mené par le roi Ezekiel et sa tigresse nommée Shiva, pour contrer Negan et le reste des Sauveurs.

### Huitième saison (2017-2018)
À la suite de l'alliance menée par Rick entre les trois communautés contre Negan et les Sauveurs : Alexandria, la Colline et le Royaume s'unissent pour leur livrer une véritable guerre. Rick, Maggie et Ezekiel vont donc mener leurs troupes dans des batailles sans pitié afin d'éradiquer les Sauveurs de la carte mais certains feront face à des enjeux moraux et la guerre pourrait ne pas se dérouler comme le voulait Rick. La guerre totale entre Rick et Negan est rendue au point de non-retour. Un duel entre Rick et Negan est inévitable. Lors de cet affrontement, Rick gagne en égorgeant Negan mais il ne le tue pas et choisit de l'enfermer en cellule pour lui faire la morale. En faisant ce choix, il rend un dernier hommage aux conseils de son fils Carl, qui est quant à lui mort, ne pouvant profiter de la fin de cette guerre. Pourtant, Maggie se laisse ronger par la vengeance, le traumatisme de la mort de Glenn marque son attitude; elle n'accepte pas le repentir des Sauveurs, et fomente leur fin.

### Neuvième saison (2018-2019)
Un an et demi après la terrible guerre qui a opposé l'Alliance menée par Rick et les Sauveurs menés par Negan, la vie semble s'être apaisée et un semblant de civilisation commence à renaître grâce aux travaux de Rick. Mais la cohabitation avec les Sauveurs reste remplie de tensions et certains ont du mal à s'y habituer. Tandis que les tensions grandissent de plus en plus, personne n'aperçoit le véritable danger qui arrive et qui pourrait changer leur vie à tout jamais. Les Chuchoteurs menés par Alpha arrivent.

### Dixième saison (2019-2021)
Quelques mois après les événements décrits dans la saison précédente, les habitants d'Alexandria et de la Colline vivent selon les nouvelles règles d'Alpha. La paranoïa est présente et certains ont du mal à respecter les frontières imposées par les Chuchoteurs surtout après la mort de dix des leurs. Lorsqu'un satellite s'écrase en territoire Chuchoteurs, les protagonistes n'ont pas d'autre choix que de franchir la frontière pour éteindre le feu. Une décision qui ne va pas plaire à Alpha, qui va en profiter pour agrandir son territoire. La guerre contre les Chuchoteurs n'a jamais été aussi proche et il se pourrait que les héros trouvent des alliés inattendus. Alpha et Bêta pensent être la fin du monde et comptent bien le prouver.

### Onzième saison (2021-2022)
L'histoire se concentre sur la rencontre du groupe avec le Commonwealth, un vaste réseau de communautés disposant d'un équipement de pointe et de plus de cinquante mille survivants vivant dans différentes colonies. Avec également une confrontation du groupe avec les Faucheurs, une mystérieuse faction de survivants hostiles qui ont attaqué et pris Meridian, l'ancienne colonie de Maggie.

### Webséries
En parallèle de la série principale, la production a également mis en ligne quatre webséries en 2011, 2012, 2013 et 2017 :
- The Walking Dead: Torn Apart (2011)
- The Walking Dead: Cold Storage (2012)
- The Walking Dead: The Oath (2013)
- The Walking Dead: Red Machete (2017-2018)

## Univers de la série

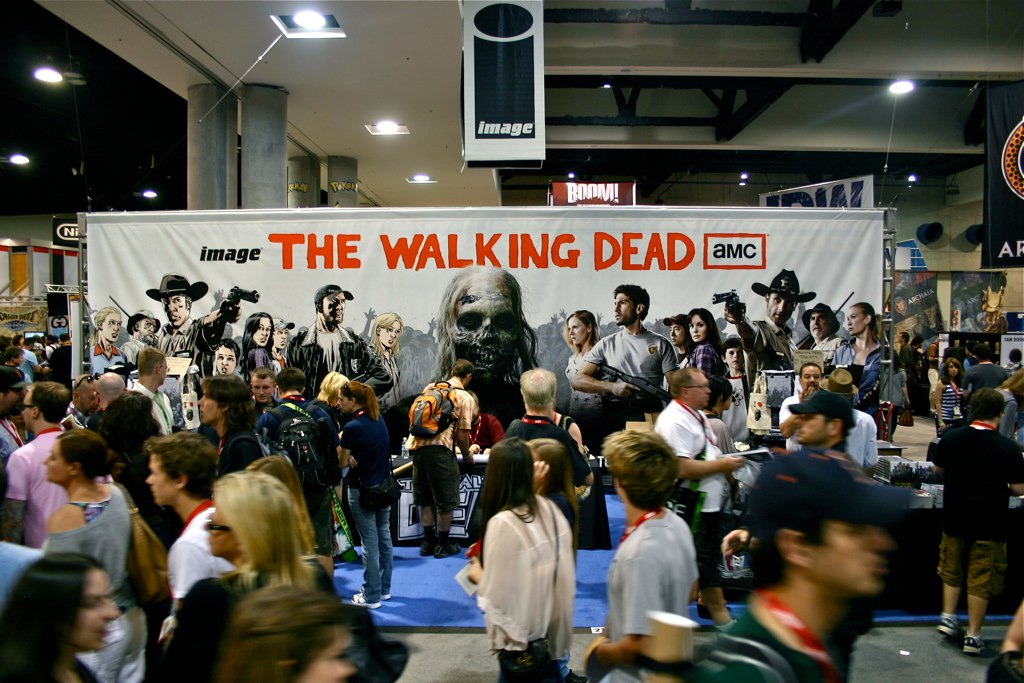
Affiche promotionnelle de la première saison : à gauche, les personnages des comics, à droite, les personnages de la série télévisée.

### Les rôdeurs
Les rôdeurs de The Walking Dead sont des humains infectés par une pandémie d'un virus « zombifiant », qualifié simplement de « virus » par les survivants, et ce tout au long de la série. Ils sont nommés de plusieurs façons : « les rôdeurs » ou « les marcheurs » la grande majorité du temps, mais aussi « les mordeurs » ou plus rarement « les geeks » et les « dépeceurs », en raison de leur peau très pâle ou grise. Dans la série, tout le monde est en fait contaminé par le « virus » et chacun est voué à se transformer après sa mort, celle-ci pouvant être simplement précipitée par une morsure ou griffure de rôdeur.
Dans une période aléatoire allant de quelques minutes à plus de huit heures après la mort, une partie primaire du cerveau se réveille, et le mort donne naissance à un rôdeur pourrissant ne cherchant qu'à se nourrir de créatures encore vivantes ou mortes quelques instants auparavant, qui peuvent être de petits animaux (rats, chats, oiseaux…) ou des animaux plus gros (biches, chevreuils, chevaux…) avec cependant une très nette préférence pour la chair humaine fraîche. Bien qu'ils se déplacent relativement lentement et qu'un seul d'entre eux ne constitue pas toujours une menace mortelle, les choses se compliquent lorsque plusieurs individus se déplacent à la fois, en particulier dans des espaces clos ou confinés comme les maisons, les immeubles de bureaux ou les hôpitaux. Les rôdeurs, n'ayant d'autre instinct de survie que la recherche constante de nourriture, avancent constamment vers leurs proies, et une seule de leurs morsures est fatale : cela explique pourquoi, regroupés en foules, ils peuvent être extrêmement dangereux et potentiellement mortels. D'autant plus que la force d'une horde sera toujours supérieure à celle d'un groupe de survivant ou finira toujours par briser portes et clôtures.
Les rôdeurs sont bien plus résistants que les humains : ils restent actifs quelles que soient les blessures subies, à l'exception de celles qui atteignent leur cerveau. Ainsi, le tout premier rôdeur croisé dans la série par Rick a perdu ses deux jambes, ce qui ne l'empêche pas de ramper inlassablement vers le héros dans le but de le manger. Seuls les tirs d'armes à feu qui pénètrent directement la boite crânienne ou les coups perforant cette dernière sont donc efficaces pour l'élimination des rôdeurs. Les autres actions offensives (empoisonnement, mutilations, coups et blessures aux membres) peuvent éventuellement les ralentir ou les handicaper lourdement afin de les rendre inaptes à la poursuite des humains, mais ne les neutralisent pas. De plus, trancher la tête d'un rôdeur ne le tue pas, la tête continuant à chercher à mordre les humains à sa portée. Les rôdeurs peuvent également survivre indéfiniment dans le gel des hivers ou dans l'eau des étangs ou de la mer. Il semble néanmoins que leur boite crânienne soit bien moins résistante que celle d'un humain en vie, puisque de nombreux rôdeurs ont été achevés par des coups de pied, des lances pierres, ou même une flèche plantée à main nue.
Les rôdeurs semblent également plus puissants pour certaines actions. Ainsi, leur mâchoire parvient souvent à croquer à travers des tissus épais ou à écorcher du cuir, voir à arracher un morceau de chair, ce qu'un humain ne pourrait pas faire. Également, plusieurs scène montrent des corps mis en pièces lorsque plusieurs rôdeurs s'y attaquent en même temps. Ainsi donc, à main nus ils peuvent déchirer les muscles abdominaux pour sortir les viscères. Certaines scènes montrent même des rôdeurs arracher une jambe ou d'autres membres.
En revanche, les rôdeurs de The Walking Dead sont lents, peu adroits et n'ont pratiquement aucune capacité cognitive. Ces capacités limitées s'apparentent donc plus aux premiers films de zombies. Ainsi, contrairement aux morts-vivants de lL'Armée des morts ou à 28 Jours plus tard, ils ne sont pas capables de courir, tout au plus marcher à la vitesse d'un humain. Ils peuvent également ramper sous des obstacles s'ils sont attirés par quelque chose et qu'ils sont déjà au sol. Ainsi, ils n'auront pas l'idée de ramper pour éviter un obstacle ou d'adapter leur posture.
La seule et unique exception des onze saisons est celle d'un mort utilisant une pierre pour casser une vitre lors du deuxième épisode de la première saison.
En revanche, ils n'ont aucune organisation structurelle ou hiérarchique apparente et semblent même à peine conscients les uns des autres, mis à part lorsque l'un d'eux repère un humain et se met alors à grogner en se dirigeant vers lui par tous les moyens à sa disposition et selon son état physique.
De même, ils n'élaborent aucune stratégie intelligente pour piéger les humains ou se servir d'un élément extérieur pour arriver à les piéger, les attraper et les dévorer : une simple barrière peut les tenir à distance des années durant si elle est suffisamment résistante, aucun rôdeur ne tentera jamais quoi que ce soit pour la contourner ou la détruire consciemment (une horde de dizaines d'individus peut faire plier une barricade sous son seul poids mais de manière inconsciente), sauf si un humain les en détourne par sa présence ou en faisant diversion.
Dès le début de la deuxième saison, il est possible d'entrevoir le mécanisme des « hordes » : plusieurs rôdeurs avançant dans la même direction, par exemple pour suivre un bruit ou une proie, en touchent plusieurs autres, qui à leur tour entraînent d'autres « rôdeurs » dans la même direction, jusqu'à former un groupe compact de plusieurs dizaines ou centaines d'individus ce qui les rend alors extrêmement dangereux, avançant sans relâche dans une même direction à moins qu'ils n'entendent un bruit qui les détourne de leur route ou qu'ils soient tués. Dès qu'un rôdeur change de direction à cause d'un quelconque événement, comme la détection d'une proie ou d'un obstacle, tout ou partie de la horde fait de même.
Les rôdeurs sont très sensibles au bruit : toute perturbation les attire, car cela signifie qu'une proie potentielle se trouve à proximité de la zone. C'est pourquoi les survivants tentent au maximum de rester discrets en présence de rôdeurs et de les éliminer silencieusement, comme le fait Daryl avec son arbalète de chasse.
Ils attaquent les humains de façon primaire, cherchant à les saisir pour les dévorer, de préférence aux bras et aux épaules, à la main, au tendon d'Achille et au mollet. Ces parties du corps sont les plus simples à attaquer pour un rôdeur se jetant sur quelqu'un par l'avant, l'arrière ou encore en attrapant la jambe d'un humain par surprise au niveau du sol pour mordre le tendon ou le mollet.
Plusieurs rôdeurs peuvent submerger un humain isolé ou blessé qui succombera sous le nombre, une seule morsure suffisant à enclencher le processus de développement du virus, même si l'humain survit ensuite à la confrontation contre les rôdeurs. Seule l'amputation immédiate du membre mordu permet de mettre fin au processus.
Il existe également un mode d'attaque « secondaire » qui suit en quelque sorte le principe des mines antipersonnel : un rôdeur se trouve parfois inanimé dans un couloir ou un endroit de préférence calme, ayant donc l'apparence d'un cadavre tout à fait ordinaire, les yeux clos et ne bougeant pas. Or, si un humain se présente à proximité immédiate, soit moins de quelques mètres, le rôdeur va sortir de son état de « veille » pour dévorer la proie qui ne se méfie pas de ce corps en apparence mort et sans danger. C'est par ce procédé que Hershel perd sa jambe dans la prison, étant resté près d'un rôdeur qui semblait définitivement mort dans un couloir sombre.

### Les lieux
L'épisode pilote se déroule dans la ville d'Atlanta, Après que Rick se réveille de son coma et rencontre Glenn dans le centre-ville qui est infesté de rôdeurs, les survivants se déplacent vers Le camp des survivants où Rick retrouve sa femme, son fils Carl et son collègue Shane puis l'équipe se voit contrainte de le quitter car un feu ravage la forêt pour aller au Centres pour le contrôle et la prévention des maladies (C.D.C).
La seconde saison se déroule à l'autoroute puis à la ferme des Greene.
La troisième saison et la première moitié de la quatrième se déroulent à la prison.
Les protagonistes ne vont ensuite cesser de bouger, allant successivement au Terminus à la fin de la quatrième saison et au début de la suivante, puis à l'église St. Sarah et enfin à la ville d'Alexandria en Virginie. C'est dans cette ville, dans laquelle résident également d'autres survivants, que Rick et les siens demeurent à partir de la sixième saison.

#### Histoire de l'épidémie
The Walking Dead prend place dans l'État de Géorgie situé au sud-est du territoire des États-Unis. Une sorte d'épidémie très dangereuse et contagieuse transformant les personnes en rôdeurs se déclare, en premier lieu sur le territoire américain, puis dans le monde entier.
L'épicentre de la maladie n'est pas connu, mais il est possible de suivre son évolution grâce à divers éléments et notamment la chronologie dressée par le Docteur Edwin Jenner à la fin de la première saison.
La chronologie suivante peut être considérée comme juste :
- jours précédant l'épidémie : une épidémie de grippe est constatée sur la côte ouest des États-Unis. Le personnel médical remarque rapidement que la maladie est beaucoup plus virulente qu'une grippe normale, ce qui est confirmé par la progression rapide de l'infection et le décès constaté des personnes touchées. Malgré tout, les autorités ne préconisent aucune mesure sanitaire particulière et les médias relaient assez peu les informations sur les violences de certains « infectés » qui commencent à se manifester au sein des villes ;
- jour 1 : début constaté et reconnaissance de l’épidémie par les autorités gouvernementales. Le premier patient atteint est nommé Wildfire. L'épicentre est inconnu et il est seulement indiqué qu'il se situe sur le territoire des États-Unis, vraisemblablement dans un centre important de population, tel qu'une grande ville. On apprend dans la série Fear the Walking Dead que l'épicentre pourrait se situer à Los Angeles. Les forces de l'ordre locales sont rapidement dépassées par la violence et le nombre des « infectés », ainsi que les violentes émeutes qui en découlent. Les autorités fédérales du pays décident d'intervenir en soutien aux autorités locales pour gérer la situation. Le gouvernement mobilise l'armée et les services gouvernementaux les plus variés (police, hôpitaux, CDC, FEMA, médias d'informations) pour informer, secourir, évacuer et protéger les populations civiles à travers le pays (rappel : les États-Unis comptent alors environ 310 millions d'habitants). Des zones de sécurité saines sont créées par les militaires au sein des villes et la population civile y est rassemblée. Les forces armées mènent des opérations de nettoyage pour éliminer les rôdeurs, afin de confiner, puis détruire l'infection ;
- jours 2 à 62 : la maladie s'étend très vite et inexorablement à travers le pays. Le nombre de rôdeurs ne cesse d'augmenter en dépit de l'action des militaires. Les attaques des morts-vivants contre les forces fédérales sont de plus en plus nombreuses. Les difficultés de l'armée à contrôler les zones saines dispersées au sein des villes se conjuguent à l'augmentation des pertes militaires, ce qui oblige le gouvernement à abandonner la stratégie de confinement. Les autorités décident peu à peu de regrouper la population dans les grandes villes, telles Atlanta ou Washington D.C afin de mieux protéger les citoyens. L'armée abandonne les secteurs jugés non défendables (quitte, parfois, à abandonner les populations civiles) et se replie vers les grandes zones de sécurité définies par le gouvernement. L'US Air Force bombarde au napalm les zones abandonnées par l’armée, afin de limiter la propagation de l'infection (notamment les principales villes de la côte ouest de Seattle à San Diego et jusqu'au Colorado (dans la série Fear the Walking Dead) ;
- jour 63 : après 2 mois, la pandémie devient brusquement mondiale, ne touchant plus seulement les États-Unis, mais le monde entier. Dans le pays, l’évacuation se poursuit vers les zones sûres, définies par le gouvernement à travers le pays. L'augmentation du nombre de rôdeurs devient exponentielle en dépit des bombardements aériens menés par l'armée ;
- jours 64 à 193 : le pays sombre totalement dans le chaos. Les zones sûres, définies par le gouvernement (comme Atlanta et Washington) sont à leur tour envahies par les infectés. L'armée comme la population connaissent des pertes titanesques de façon très rapide et violente, parfois de l'ordre de 90 ou 95 pour cent des effectifs d'une unité ou d'une ville. Le gouvernement, dans une dernière tentative pour gérer la crise, ordonne aux militaires de nettoyer les zones à risques (hôpitaux, cliniques, laboratoires ou même camps de réfugiés non contrôlés), même si cela doit passer par l'élimination systématique de civils visiblement non affectés ;
- jour 194 : les États-Unis sont dévastés depuis maintenant plusieurs mois, le gouvernement et l'armée ont disparu, et des dizaines de millions d'Américains meurent ou se transforment en rôdeurs.

#### Comparaison avec les comics
Les comics sont actuellement composés de 193 épisodes originaux, soit 33 tomes dans l'édition française. Il y a beaucoup de différences entre la série télévisée et les comics, mais cela ne change aucunement l’idée principale de l'histoire.
Par exemple, les frères Dixon ne sont pas du tout présents dans les comics, alors qu'ils jouent des rôles très importants dans la série ; le gang latino d'Atlanta retranché dans une maison de retraite est lui aussi absent des comics. Dans la série et au fil des saisons, Daryl prend de plus en plus d'importance au sein du groupe, remplaçant ainsi les rôles joués par Tyreese puis par Abraham dans les comics, tous les deux jouant alors un rôle secondaire dans la série.
De plus, Rick est un habitant de Cynthiana (Kentucky) dans les comics, tandis qu'il vient du King's County de Géorgie dans la série, non loin d'Atlanta : or, ces deux villes sont distantes de plus de 600 kilomètres, séparées par l'État du Tennessee.
L'épisode du C.D.C est lui aussi un ajout qui ne se déroule pas dans les comics, de même pour le moment où l'on peut voir Shane au chevet de Rick à l'hôpital dans la première saison, se cachant pour échapper à l'armée et barricadant la porte avec un lit.
La différence principale réside dans le fait que les comics sont entièrement réalisés en noir et blanc, ce qui a donné à la série son atmosphère particulière par rapport à une bande dessinée en couleur classique et à la série télévisée qui est majoritairement en couleur.
La série télé apporte donc beaucoup d'éléments et de personnages inédits à la série, faisant naître un débat entre ceux qui considèrent que c'est une bonne chose, qui permet d'explorer des pistes inconnues ou mineures qui n'apparaissent pas dans les comics, et ceux qui pensent que la série devait plutôt suivre à la lettre le déroulement des comics, sans ajouts d'aucune sorte[réf. nécessaire]. Certains personnages de la série meurent alors que dans le comics, ils sont toujours vivants par rapport à la chronologie des événements.
Pour surprendre les lecteurs des comics au même titre que les spectateurs lambdas, la série a tendance à garder les mêmes arcs narratifs que les comics en intervertissant les rôles des différents personnages. Par exemple la mort d'un personnage dans les comics sera reproduite à l'identique dans la série mais frappera un autre personnage ; ou un personnage survivant dans le comics prendra l'arc narratif d'un personnage décédé dans la série mais encore en vie dans les comics.

## Autour de la série
- La camionnette qui permet à l’équipe de quitter Atlanta lors de la première saison porte le nom de « Ferenc Builders », Ferenc étant le prénom hongrois de Frank Darabont.
- Le piratage et le partage illégal des épisodes des premières saisons ont également contribué au succès mondial de la série et se classe à la 3e place des séries les plus piratées de l'année 2013[142].
- Lors du lancement de la série en octobre 2010, AMC et Fox International Channels, qui diffusent la série à l'étranger, ont organisé des marches de rôdeurs dans 26 villes du monde, en commençant par Hong Kong et en terminant par Los Angeles[139].
- Plusieurs collaborateurs du réalisateur Frank Darabont de son film The Mist ont rejoint le casting de la série comme : Laurie Holden, Jeffrey DeMunn, Melissa McBride, Sam Witwer et Juan Gabriel Pareja[139].
- Le personnage d'Edwin Jenner, le docteur du CDC (Center of Disease Control and Prevention) d'Atlanta, tient son nom d'Edward Jenner, l’inventeur du vaccin contre la variole en 1790[139].
- Dans l'univers de The Walking Dead (qui est une œuvre intégrant des zombies et fait partie de la culture populaire entourant le zombie), le mot « zombie » lui-même n'est toutefois jamais mentionné : cela s'explique par le fait que, dans la diégèse de cette œuvre, tous les éléments culturels et connaissances (réelles ou fictives) entourant cette créature ainsi que son concept en lui-même, n'existaient pas avant l'apparition des morts-vivants (qui sont appelés entre autres, mais le plus souvent, « rôdeurs » par les personnages).
- À l'occasion du « Walker Stalker Con » aux États-Unis, l'actrice Laurie Holden a accepté de se confier, et raconte : « J'avais un contrat de huit ans. J'aurais dû être là jusqu'à la fin. J'étais censée finir avec Rick, et sauver Woodbury. J'étais en train d'acheter une maison à Atlanta ». Mais elle explique avoir reçu un appel du showrunner, un soir, à la veille du tournage : « Il m'a dit qu’il allait tuer mon personnage. Quand on a reçu le script sur le plateau, tout le monde s’est mis à sangloter. J’avais l’impression de m’être fait tirer dessus. Rien de ce qui est arrivé n’était prévu de cette manière. »[143].

## Accueil

### Classification par pays
| Signalétique | Signalétique                                           |
| ------------ | ------------------------------------------------------ |
| États-Unis   | TV-MA (interdit aux moins de 17 ans)                   |
| France       | -16 (interdit aux moins de 16 ans,)                    |
| Canada       | 14A (interdit aux moins de 14 ans avec accompagnement) |
| Québec       | 13+ (interdit aux moins de 13 ans avec accompagnement) |
| Royaume-Uni  | PG 18 (interdit aux moins de 18 ans)                   |
| Allemagne    | FSK 12 ou 16 ou 18 (tout peux dépendre des épisodes)   |

### Audiences

#### Aux États-Unis
| Saison | Nombre d'épisodes | Diffusion originale sur AMC | Diffusion originale sur AMC | Audiences moyennes (en millions) | Audiences moyennes (en millions) | Audiences moyennes (en millions) | Légende : - plus hauts scores d'audiences - plus bas scores d'audiences |
| Saison | Nombre d'épisodes | Début de saison             | Fin de saison               | Première                         | Finale                           | Moyenne                          | Légende : - plus hauts scores d'audiences - plus bas scores d'audiences |
| ------ | ----------------- | --------------------------- | --------------------------- | -------------------------------- | -------------------------------- | -------------------------------- | ----------------------------------------------------------------------- |
| 1      | 6                 | 31 octobre 2010             | 5 décembre 2010             | 5,35                             | 5,97                             | 5,23                             | Légende : - plus hauts scores d'audiences - plus bas scores d'audiences |
| 2      | 13                | 16 octobre 2011             | 18 mars 2012                | 7,26                             | 8,99                             | 6,91                             | Légende : - plus hauts scores d'audiences - plus bas scores d'audiences |
| 3      | 16                | 14 octobre 2012             | 31 mars 2013                | 10,87                            | 12,42                            | 10,75                            | Légende : - plus hauts scores d'audiences - plus bas scores d'audiences |
| 4      | 16                | 13 octobre 2013             | 30 mars 2014                | 16,11                            | 15,68                            | 13,33                            | Légende : - plus hauts scores d'audiences - plus bas scores d'audiences |
| 5      | 16                | 12 octobre 2014             | 29 mars 2015                | 17,29                            | 15,78                            | 14,38                            | Légende : - plus hauts scores d'audiences - plus bas scores d'audiences |
| 6      | 16                | 11 octobre 2015             | 3 avril 2016                | 14,63                            | 14,19                            | 13,15                            | Légende : - plus hauts scores d'audiences - plus bas scores d'audiences |
| 7      | 16                | 23 octobre 2016             | 2 avril 2017                | 17,03                            | 11,31                            | 11,34                            | Légende : - plus hauts scores d'audiences - plus bas scores d'audiences |
| 8      | 16                | 22 octobre 2017             | 15 avril 2018               | 11,44                            | 7,92                             | 7,40                             | Légende : - plus hauts scores d'audiences - plus bas scores d'audiences |
| 9      | 16                | 7 octobre 2018              | 31 mars 2019                | 6,08                             | 5,02                             | 4,95                             | Légende : - plus hauts scores d'audiences - plus bas scores d'audiences |
| 10     | 22                | 6 octobre 2019              | 4 avril 2021                | 4                                | 2,12                             | 3,04                             | Légende : - plus hauts scores d'audiences - plus bas scores d'audiences |
| 11     | 24                | 22 août 2021                | 20 novembre 2022            | 2,22                             | 2,27                             | 1,69                             | Légende : - plus hauts scores d'audiences - plus bas scores d'audiences |

Diffusée sur AMC, la première saison a réalisé en moyenne une audience globale de 5,24 millions de téléspectateurs,, la deuxième, 6,9 millions de téléspectateurs, la troisième, 10,4 millions de téléspectateurs, la quatrième, 13,3 millions de téléspectateurs, la cinquième, 14,4 millions de téléspectateurs, la sixième, 13,15 millions de téléspectateurs, la septième, 11,34 millions de téléspectateurs, la huitième, 7,81 millions de téléspectateurs et la neuvième, 4,95 millions de téléspectateurs.
Le record d'audience de la série est détenu par le premier épisode de la cinquième saison qui a réuni 17,3 millions de téléspectateurs. Il s'agit du meilleur taux pour un drama depuis Dr House en 2008 sur FOX (hors épisodes post-Superbowl). Le précédent record était détenu par le premier épisode de la quatrième saison qui avait réuni 16,11 millions de téléspectateurs avec un taux sur les 18-49 ans de 8,3 %.
Le premier épisode de la dixième saison a enregistré le plus mauvais démarrage avec la plus mauvaise audience de la série avec 4,00 millions de téléspectateurs.

#### En France
| Saison | Nombre d'épisodes | Diffusion en clair | Diffusion en clair | Audiences moyennes (en millions) | Audiences moyennes (en millions) | Audiences moyennes (en millions) | Chaîne           |
| Saison | Nombre d'épisodes | Début de saison    | Fin de saison      | Première                         | Finale                           | Moyenne                          | Chaîne           |
| ------ | ----------------- | ------------------ | ------------------ | -------------------------------- | -------------------------------- | -------------------------------- | ---------------- |
| 1      | 6                 | 2 novembre 2012    | 16 novembre 2012   | 0,300                            | 0,300                            | 0,352                            | NT1              |
| 2      | 13                | 15 novembre 2013   | 20 décembre 2013   | 0,400                            | 0,400                            | 0,411                            | NT1              |
| 3      | 16                | 30 octobre 2014    | 18 décembre 2014   | 0,411                            | NC                               | 0,355                            | NT1              |
| 4      | 16                | 27 avril 2016      | 1er juin 2016      | 0,304                            | 0,242                            | 0,235                            | TMC              |
| 5      | 16                | 27 janvier 2018    | 11 mars 2018       | 0,221                            | 0,143                            | 0,149                            | TF1 Séries Films |

The Walking Dead est d'abord diffusé sur OCS Choc avant de connaître une première diffusion en clair sur NT1 à partir du 2 novembre 2012. La première saison réalise une audience moyenne de 352 000 téléspectateurs. La deuxième saison est vue en moyenne par 411 000 téléspectateurs et la troisième, par 350 000 téléspectateurs. La quatrième saison, diffusé sur TMC, n'a réuni que 235 000 téléspectateurs.
Audiences française moyennes par saison*

### Réception critique
| Saison | Saison | Critique            | Critique          |
| Saison | Saison | Rotten Tomatoes     | Metacritic        |
| ------ | ------ | ------------------- | ----------------- |
|        | 1      | 89 % (24 critiques) | 82 (25 critiques) |
|        | 2      | 83 % (22 critiques) | 80 (22 critiques) |
|        | 3      | 88 % (30 critiques) | 82 (19 critiques) |
|        | 4      | 86 % (30 critiques) | 75 (13 critiques) |
|        | 5      | 90 % (31 critiques) | 80 (11 critiques) |
|        | 6      | 78 % (23 critiques) | 79 (10 critiques) |
|        | 7      | 66 % (9 critiques)  | non communiqué    |
|        | 8      | 64 % (16 critiques) | non communiqué    |
|        | 9      | 91 % (19 critiques) | 72 (4 critiques)  |
|        | 10     | 83 % (5 critiques)  | non communiqué    |

#### AlloCiné
- Allociné, Boston Herald, The Miami Herald, Pittsburgh Post-Gazette et The Hollywood Reporter ont donné une note de 5⁄5[205], alors que Los Angeles Times, New York Post et Zap2It ont donné une note de 4⁄5[205].

Le journal Miami Herald déclare : « La brutale exécution d'une fillette n'est pas le seul tabou levé dans The Walking Dead, que l'on peut facilement considérer comme la série la plus terrifiante jamais diffusée par une chaîne certes câblée mais grand public. Elle ne se contente pas de verser dans le gore, elle l'utilise à des fins plus subtiles que cela […]. Même les téléspectateurs à l'estomac bien accroché risquent de ressentir une légère nausée en regardant la série, qui est en plus très pessimiste dans sa vision du monde et de la race humaine. Et soudain, des années de progrès scientifiques, de technologies avancées et de culture ne peuvent suffire à couper l'appétit des zombies. »
The Hollywood Reporter déclare : « Au cours du pilote de 70 minutes, Frank Darabont a réussi à utiliser tous les codes du genre des zombies en les associant à ceux, plus classiques, du western […] Ceux qui n'aiment pas l'horreur et le gore devraient laisser à The Walking Dead une chance car l'histoire qu'elle raconte ne peut pas se résumer au genre auquel elle appartient […] mais elle s'assume aussi en tant que divertissement pop-corn d'un esthétisme rare. »

#### IMDb
| Tranche d'âge | Critique                | Réf     |
| ------------- | ----------------------- | ------- |
| 18 - 29       | 8,4 (243 928 critiques) | [ 206 ] |
| 30 - 44       | 8,4 (211 465 critiques) | [ 206 ] |
| 45 +          | 8,4 (43 711 critiques)  | [ 206 ] |

### Revenus publicitaires
La publicité rapporte à la chaîne AMC la somme de 11 millions de dollars contre 2,75 millions de dollars à chaque épisode, soit un bénéfice de 8 millions de dollars.
Le prix du spot publicitaire de trente secondes diffusé au cours de chaque épisode peut aller de 332 000 $ jusqu'à 375 000 $

## Produits dérivés

### Sorties DVD et disque Blu-ray
| Intitulé du coffret                           | Nombre d'épisodes | Dates de sortie DVD / Blu-ray | Dates de sortie DVD / Blu-ray | Dates de sortie DVD / Blu-ray | Dates de sortie DVD / Blu-ray | Dates de sortie DVD / Blu-ray | Dates de sortie DVD / Blu-ray | Sociétés de distribution                                             |
| Intitulé du coffret                           | Nombre d'épisodes | Zone 1 (dont les États-Unis)  | Nombre de disques             | Zone 2 (dont la France)       | Nombre de disques             | Zone 4 (dont l' Australie)    | Nombre de disques             | Sociétés de distribution                                             |
| --------------------------------------------- | ----------------- | ----------------------------- | ----------------------------- | ----------------------------- | ----------------------------- | ----------------------------- | ----------------------------- | -------------------------------------------------------------------- |
| The Walking Dead - L'intégrale de la saison 1 | 6                 | 8 mars 2011                   | 2                             | 5 juillet 2011                | 2                             | 15 mars 2012                  | 2                             | Anchor Bay Entertainment                                             |
| The Walking Dead - L'intégrale de la saison 2 | 13                | 28 août 2012                  | 4                             | 5 septembre 2012,             | 4                             | 20 juin 2012                  | 3                             | Anchor Bay Entertainment                                             |
| The Walking Dead - L'intégrale de la saison 3 | 16                | 27 août 2013                  | 5                             | 25 septembre 2013,            | 5                             | 25 septembre 2013             | 5                             | Anchor Bay Entertainment                                             |
| The Walking Dead - L'intégrale de la saison 4 | 16                | 26 août 2014                  | 5                             | 30 septembre 2014,            | 5                             | 10 septembre 2014             | 4                             | Anchor Bay Entertainment                                             |
| The Walking Dead - L'intégrale de la saison 5 | 16                | 25 août 2015                  | 5                             | 30 septembre 2015,            | 5                             | 2 septembre 2015              | 5                             | Anchor Bay Entertainment                                             |
| The Walking Dead - L'intégrale de la saison 6 | 16                | 23 août 2016                  | 5                             | 5 octobre 2016                | 6                             | 21 septembre 2016             | 6                             | Anchor Bay Entertainment                                             |
| The Walking Dead - L'intégrale de la saison 7 | 16                | 22 août 2017                  | 5                             | 4 octobre 2017                | 6                             | 27 septembre 2017             | 2                             | Lionsgate Home Entertainment (États-Unis) Entertainment One (autres) |
| The Walking Dead - L'intégrale de la saison 8 | 16                | 21 août 2018                  | 5                             | 24 octobre 2018               | 6                             | 27 septembre 2017             |                               | Lionsgate Home Entertainment (États-Unis) Entertainment One (autres) |
| The Walking Dead - L'intégrale de la saison 9 | 16                | 20 août 2019                  | 5                             | 23 octobre 2019               | 6                             | 27 septembre 2017             | 6                             | Lionsgate Home Entertainment (États-Unis) Entertainment One (autres) |

### L'intégrale des saisons
| The Walking Dead : L'intégrale des Saisons       |                   |                               |                               |                               |                               |                               |                               |                                                                                                |
| Intitulé du coffret                              | Nombre d'épisodes | Dates de sortie DVD / Blu-ray | Dates de sortie DVD / Blu-ray | Dates de sortie DVD / Blu-ray | Dates de sortie DVD / Blu-ray | Dates de sortie DVD / Blu-ray | Dates de sortie DVD / Blu-ray | Société de distribution                                                                        |
| Intitulé du coffret                              | Nombre d'épisodes | Zone 1 (dont les États-Unis)  | Nombre de disques             | Zone 2 (dont la France)       | Nombre de disques             | Zone 4 (dont l' Australie)    | Nombre de disques             | Société de distribution                                                                        |
| The Walking Dead - L'intégrale des saisons 1 à 3 | 31                | 12 novembre 2013              | 11                            | 30 septembre 2013             | 10                            |                               |                               | - Entertainment One (États-Unis et France) - Universal Sony Pictures Entertainment (Australie) |
| The Walking Dead - L'intégrale des saisons 1 à 6 | 79                | 26 septembre 2016             | 26                            |                               |                               |                               |                               | - Entertainment One (États-Unis et France) - Universal Sony Pictures Entertainment (Australie) |
| The Walking Dead - L'intégrale des saisons 1 à 9 | 115               |                               |                               | 24 octobre 2018               | 46                            | 13 novembre 2019              | 43                            | - Entertainment One (États-Unis et France) - Universal Sony Pictures Entertainment (Australie) |

### Magazine officiel
Le premier numéro de Walking Dead, le magazine officiel est sorti le 1er février 2013 en France. À l'intérieur, il y a des interviews exclusives des personnalités qui s'occupent de la série (acteurs, créateurs, dessinateurs…) avec des BD inédites sur les origines des personnages, des anecdotes sur la bande dessinée et le tournage ainsi que les jeux vidéo dédiés à la série ou encore des événements prestigieux comme le Comic-Con.
Le tableau ci-dessous résume les sorties avec date et référence.

### Jeux vidéo

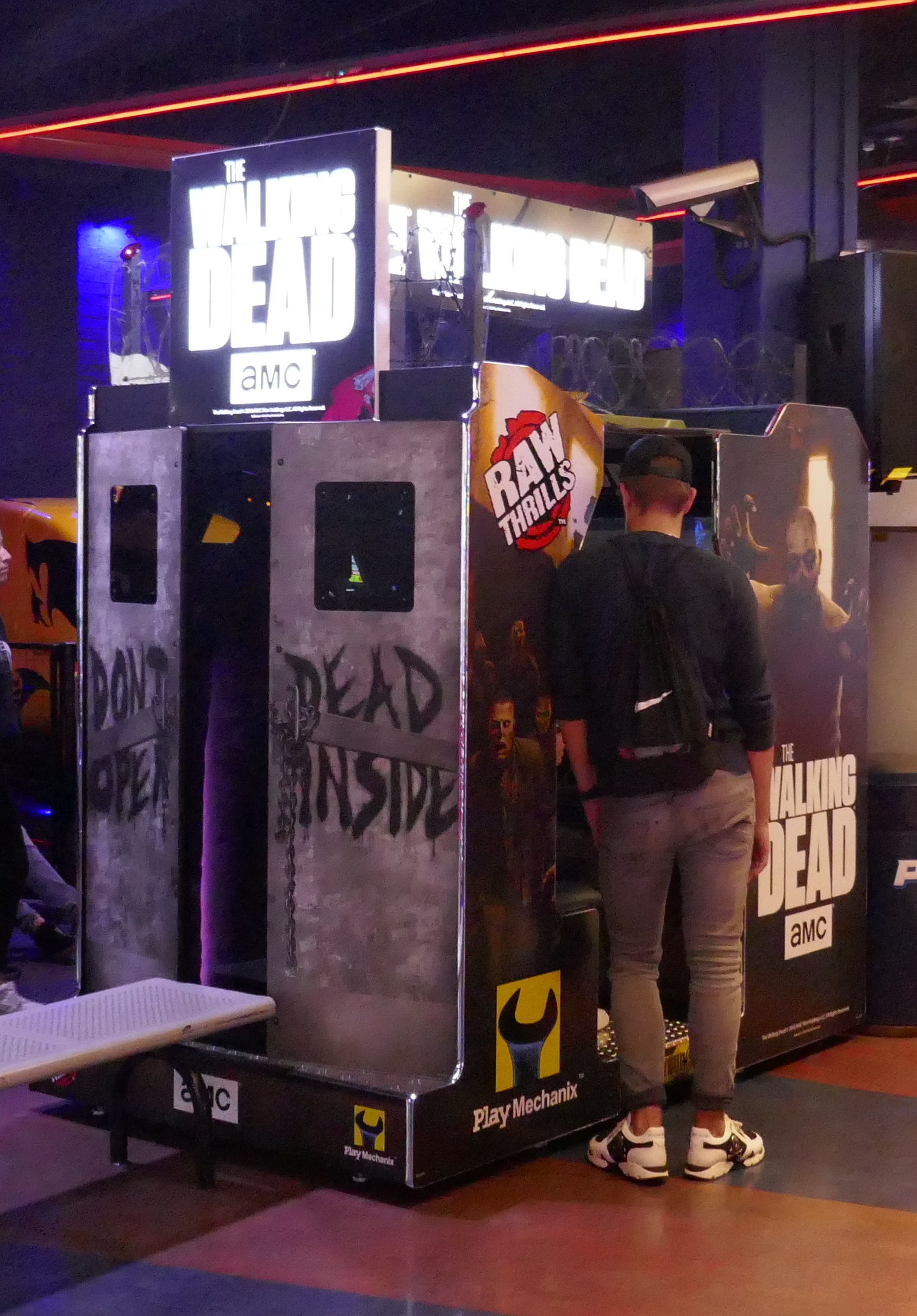
Borne d'arcade The Walking Dead.

Plusieurs jeux vidéo adaptés de The Walking Dead sont sortis. Certains sont adaptés du comics (notamment la série The Walking Dead de Telltale Games) mais d'autres ont été directement adapté de la série télévisée.

#### The Walking Dead: Survival Instinct
Un jeu vidéo basé sur la série est sorti en mars 2013 : le First Person Shooter The Walking Dead: Survival Instinct, développé par le studio Terminal Reality et édité par Activision,. A contrario du jeu vidéo The Walking Dead, celui-ci a été très mal reçu par la critique, avec une moyenne de 32⁄100 pour Xbox 360, 35⁄100 pour PS3 et 39⁄100 pour PC.

#### The Walking Dead: No Man's Land
En 2015 sort The Walking Dead: No Man's Land également basé sur la série. Il s'agit d'un jeu vidéo de rôle sur iOS et Android.

#### The Walking Dead(arcade)
En 2017, Raw Thrills édité un jeu d'arcade The Walking Dead. Il s'agit d'un jeu de tir au pistolet optique.

#### Tekken 7
Le 5 août 2018, lors de l'Evo, est annoncé l'ajout d'un personnage basé sur le physique de Negan, le personnage de The Walking Dead incarné par l'acteur Jeffrey Dean Morgan, dans le jeu Tekken 7 de la série Tekken, développé et édité par Bandai Namco Games.

### Séries dérivées

#### Fear the Walking Dead
En mars 2015, AMC annonce le titre de la série dérivée de The Walking Dead, intitulée Fear the Walking Dead. L'histoire se déroule au tout début de l'épidémie et se passe dans la ville de Los Angeles et non à Atlanta. La série est diffusée depuis le 23 août 2015 sur la chaîne américaine AMC.

#### The Walking Dead: World Beyond
En avril 2019, AMC annonce officiellement une deuxième série dérivée de l'univers The Walking Dead, intitulée The Walking Dead: World Beyond, créée par Scott M. Gimple et Matthew Negrete. L'intrigue sera centrée sur la première génération d'enfants qui ont grandi pendant l'apocalypse zombie, s’appelant eux-mêmes les « Endlings » et sont conscients de la façon dont il faut survivre s'ils sont confrontés aux hordes de rôdeurs, cependant, ils ont été élevés autrement derrière des murs et n'ont jamais réellement connu la survie,,.
Les acteurs principaux de cette série ont été confirmés : Alexa Mansour, Nicolas Cantu, Hal Cumpston, Aliyah Royale, Annet Mahendru, Nico Tortorella et Julia Ormond,,,. Elle sera diffusée à partir du 12 avril 2020 sur AMC, aux États-Unis.

#### Tales of the Walking Dead
En octobre 2021, AMC a officiellement lancé une première saison de six épisodes diffusée dès le 14 août 2022. Channing Powell, qui a écrit pour The Walking Dead et Fear the Walking Dead, servira de showrunner. Il s'agit d'une série d'anthologie épisodique qui présente des personnages nouveaux et existants dans l'univers The Walking Dead.

#### The Walking Dead: Daryl Dixon
Une série dérivée créée par Angela Kang et Scott M. Gimple pour mettre en vedette Norman Reedus et Melissa McBride dans le rôle de leurs personnages Daryl et Carol, respectivement, a également été annoncée en septembre 2020, avec des plans de diffusion en 2023 après la fin de la onzième et dernière saison de la série principale. En avril 2022. La série se déroule et doit être tournée en Europe à la mi-2022, ce qui la rendrait logistiquement impossible pour Melissa McBride. Le projet a été réorganisé pour être entièrement axé sur Daryl. David Zabel sert de showrunner, qui remplace Kang.

#### The Walking Dead: Dead City
En mars 2022, AMC annonce officiellement une troisième série dérivée de l'univers The Walking Dead, intitulée dans un premier temps Isle of the Dead. La série sera centrée sur Maggie et Negan. Prévue pour être diffusée sur AMC+ et AMC en juin 2023, la première saison de la série comprendra six épisodes. Eli Jorné, qui a été scénariste et coproducteur exécutif de The Walking Dead pendant plusieurs saisons et qui a un accord global avec AMC Studios, sera le showrunner et le producteur exécutif de la série qui est supervisée par Scott M. Gimple, responsable du contenu de l'univers The Walking Dead. Lauren Cohan et Jeffrey Dean Morgan seront également producteurs exécutifs. En août 2022, la série est officiellement renommée The Walking Dead: Dead City.

#### The Walking Dead: The Ones Who Live
Le 22 juillet 2022, à l'occasion du Comic-Con de San Diego, AMC et la production ont annoncé l'annulation de la trilogie Rick Grimes qui sera remplacée par un spin-off de 6 épisodes sur les personnages de Rick & Michonne pour conclure leurs arcs narratifs et qui sera diffusée en 2024. Andrew Lincoln et Danai Gurira reprendront leurs rôles et seront producteurs exécutifs. Scott M. Gimple ancien showrunner et directeur de la création de la franchise sera le showrunner de la série.